# مطبخ إيطالي

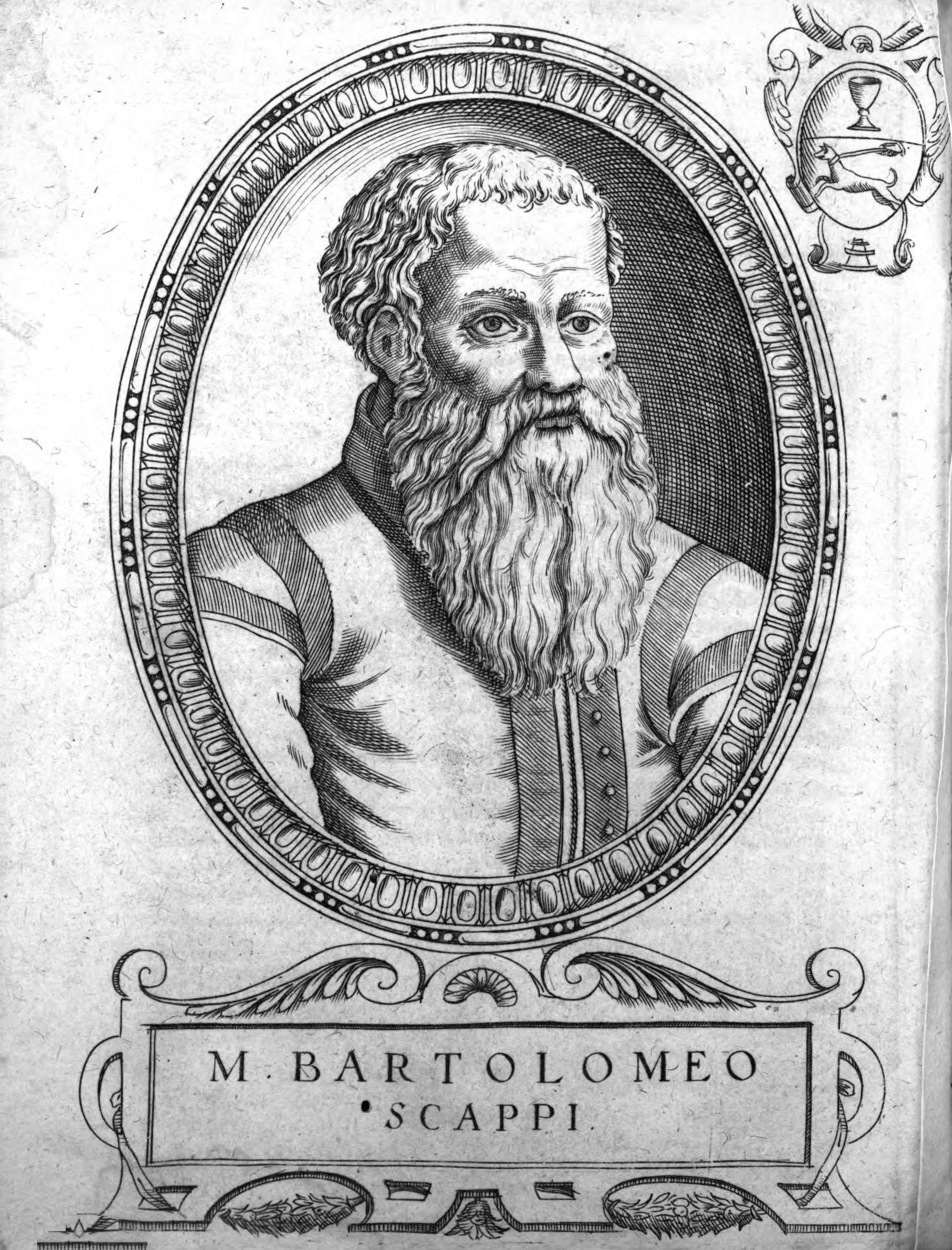
باتولوميو سكابي الطباخ الخاص للبابا ”بيوس الخامس“

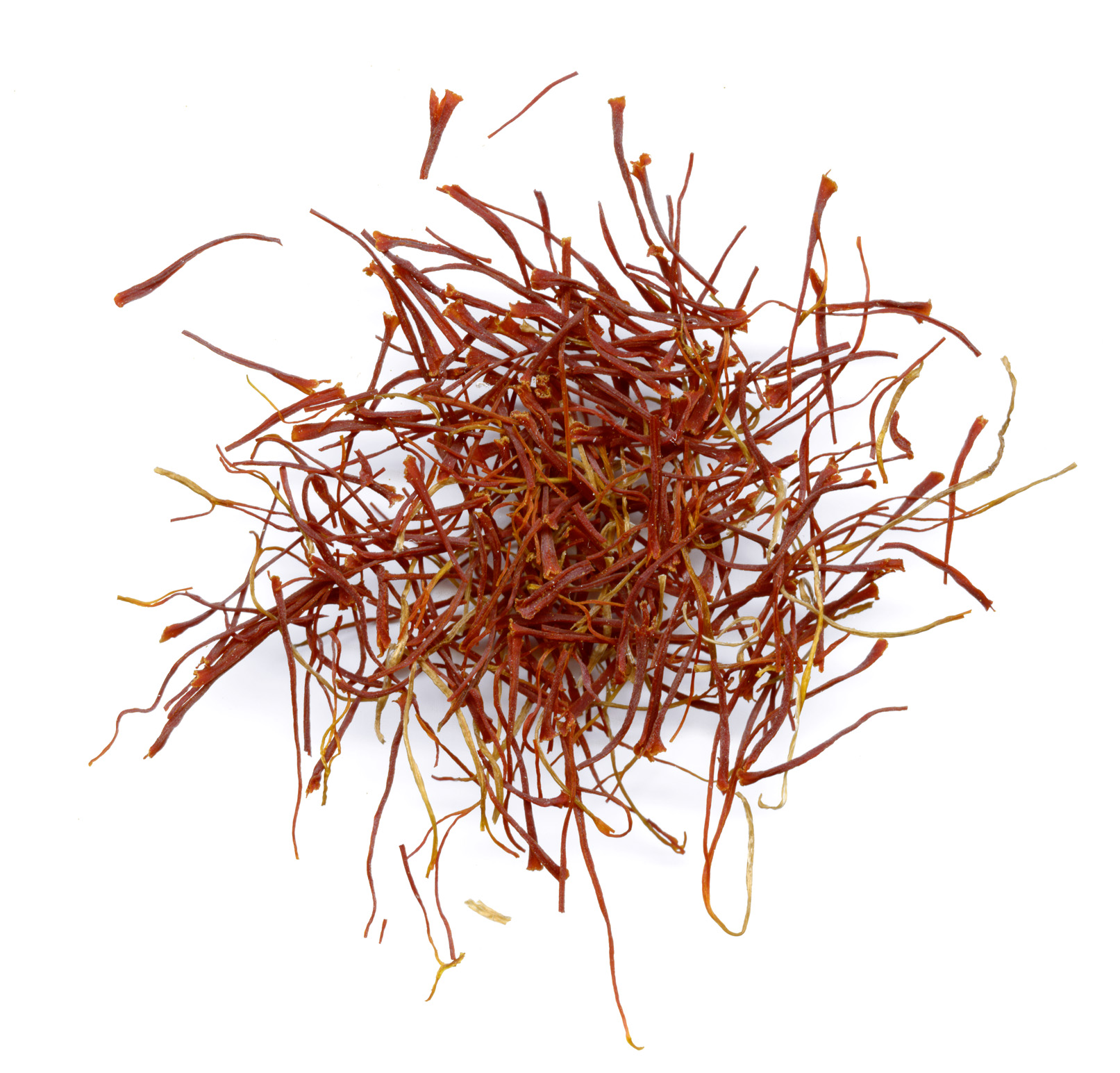
زعفران

المطبخ الإيطالي (بالإيطالية: Cucina italiana)‏ هو مطبخ متوسطي  يتكون من المكونات والوصفات وتقنيات الطبخ التي تم تطويرها عبر شبه الجزيرة الإيطالية منذ العصور القديمة، وانتشرت لاحقًا حول العالم جنبًا إلى جنب مع موجات الشتات الإيطالي. حدثت تغييرات كبيرة مع استعمار الأمريكتين وإدخال البطاطس والطماطم والفليفلة والذرة وبنجر السكر - تم إدخال هذا الأخير بكميات في القرن الثامن عشر. وتعد واحدة من أشهر المطاعم وأكثرها تقديرًا في جميع أنحاء العالم.
يشمل المطبخ الإيطالي تقاليد عميقة الجذور مشتركة في البلد بأكمله، فضلاً عن جميع فن الطهي الإقليمي، المختلف عن بعضها البعض، لا سيما بين شمال وجنوب إيطاليا، والتي يتم تبادلها باستمرار. انتشرت العديد من الأطباق التي كانت ذات يوم إقليمية مع اختلافات في جميع أنحاء البلاد. يقدم المطبخ الإيطالي وفرة في المذاق، وهو واحد من أكثر المأكولات شعبية وتقليدًا حول العالم. أثر المطبخ على العديد من المأكولات الأخرى حول العالم، وعلى رأسها مطبخ الولايات المتحدة.
من السمات الرئيسية للمطبخ الإيطالي بساطته، حيث تتكون العديد من الأطباق من مكونات قليلة، وبالتالي يعتمد الطهاة الإيطاليون غالبًا على جودة المكونات، بدلاً من تعقيد عملية التحضير. المطبخ الإيطالي هو أصل مبيعات أكثر من 200 مليار يورو في جميع أنحاء العالم.
الأطباق والوصفات الأكثر شهرة، على مر القرون، ابتكرها أشخاص عاديون أكثر من طهاة ولهذا السبب فإن العديد من الوصفات الإيطالية مناسبة للطبخ المنزلي واليومي، مع احترام الخصائص الإقليمية، مع تمييز المواد الخام والمكونات فقط من منطقة منشأ الطبق والحفاظ على موسميته.
حدثت تغيرات كبيرة مع اكتشاف العالم الجديد عندما جلبت خضروات مثل البطاطس والطماطم والفلفل والذرة. مع ذلك لم تدخل هذه العناصر المركزية في المطبخ الإيطالي الحديث حتى القرن الثامن عشر.

## التاريخ
تطور المطبخ الإيطالي على مر القرون. على الرغم من أن الدولة المعروفة باسم إيطاليا لم تتحد حتى القرن التاسع عشر، إلا أن المطبخ يمكن أن يدعي جذوره التي تعود إلى القرن الرابع قبل الميلاد. كان الطعام والثقافة مهمين للغاية في ذلك الوقت من كتاب الطبخ (أبيشيوس) الذي يعود تاريخه إلى القرن الأول قبل الميلاد. على مر القرون، أثرت المناطق المجاورة، والفاتحون، والطهاة البارزون، والاضطرابات السياسية، واكتشاف العالم الجديد على تطورها. بدأ المطبخ الإيطالي في التكون بعد سقوط الإمبراطورية الرومانية عندما بدأت مدن مختلفة في الانفصال وتشكيل تقاليدها الخاصة. تم صنع أنواع مختلفة من الخبز والمعكرونة، وكان هناك تباين في تقنيات الطهي والتحضير.
ثم انقسمت البلاد لفترة طويلة وتأثرت بالدول المجاورة مثل إسبانيا وفرنسا وغيرها في أوروبا الوسطى. أثرت التجارة والموقع على طريق الحرير مع طرقه إلى آسيا أيضًا على التطور المحلي للأطباق الخاصة. بسبب الظروف المناخية والاختلاف في القرب من البحر، كانت الأطعمة والتوابل الأساسية المختلفة متوفرة من منطقة إلى أخرى. تتمثل المأكولات الإقليمية في بعض المدن الرئيسية في إيطاليا. على سبيل المثال، تشتهر ميلان (في شمال إيطاليا) بالريزوتو ، وتشتهر ترييستي (في شمال شرق إيطاليا) بالطعام متعدد الثقافات، وتشتهر بولونيا (في وسط / وسط إيطاليا) بتورتيليني، ونابولي (في جنوب إيطاليا) تشتهر بالبيتزا. يُعتقد أن السباغيتي على سبيل المثال انتشرت عبر إفريقيا إلى صقلية ثم إلى نابولي.

### العصور القديمة

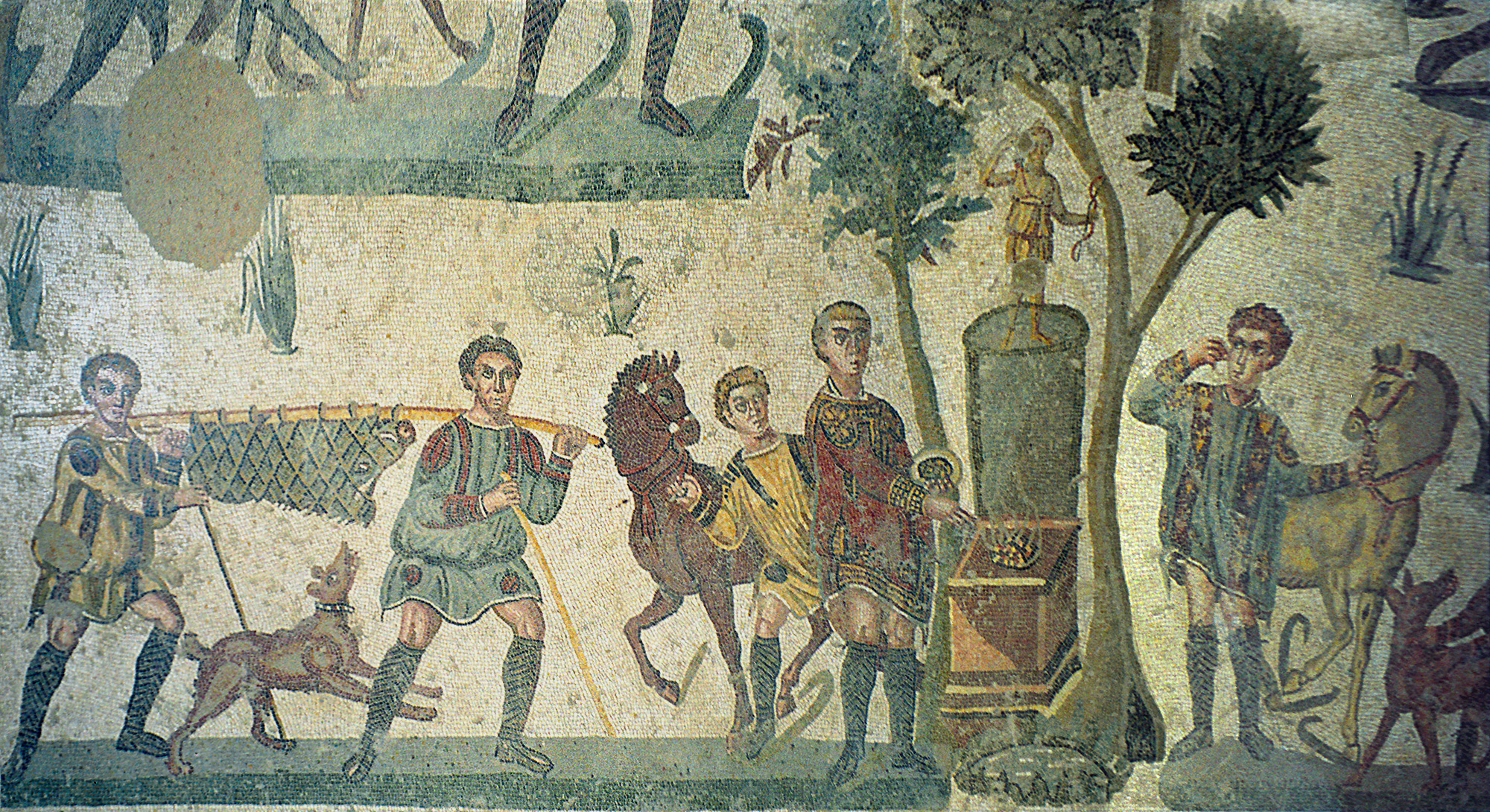
فسيفساء رومانية تصور مأدبة خلال رحلة صيد من أواخر العصر الروماني فيلا رومانا ديل كاسال في صقلية

كان أول كاتب طعام إيطالي معروف هو اليوناني الصقلي المسمى من سيراكيوز في القرن الرابع قبل الميلاد. كتب قصيدة تحدثت عن استخدام مكونات «عالية الجودة وموسمية». قال إن النكهات يجب ألا تحجبها البهارات أو الأعشاب أو غيرها من التوابل. وعلق أهمية على التحضير البسيط للأسماك.
تم التخلي عن البساطة واستبدالها بثقافة فن الطهو مع تطور الإمبراطورية الرومانية. بحلول الوقت الذي نُشر فيه من إعادة كوكيناريا في القرن الأول الميلادي، كان يحتوي على 470 وصفة تدعو إلى الاستخدام المكثف للتوابل والأعشاب. استخدم الرومان الخبازين اليونانيين لإنتاج الخبز والأجبان المستوردة من صقلية حيث اشتهر الصقليون بأنهم أفضل صانعي الجبن. قام الرومان بتربية الماعز للذبح، وزرعوا الخرشوف والكراث.

### العصور الوسطى

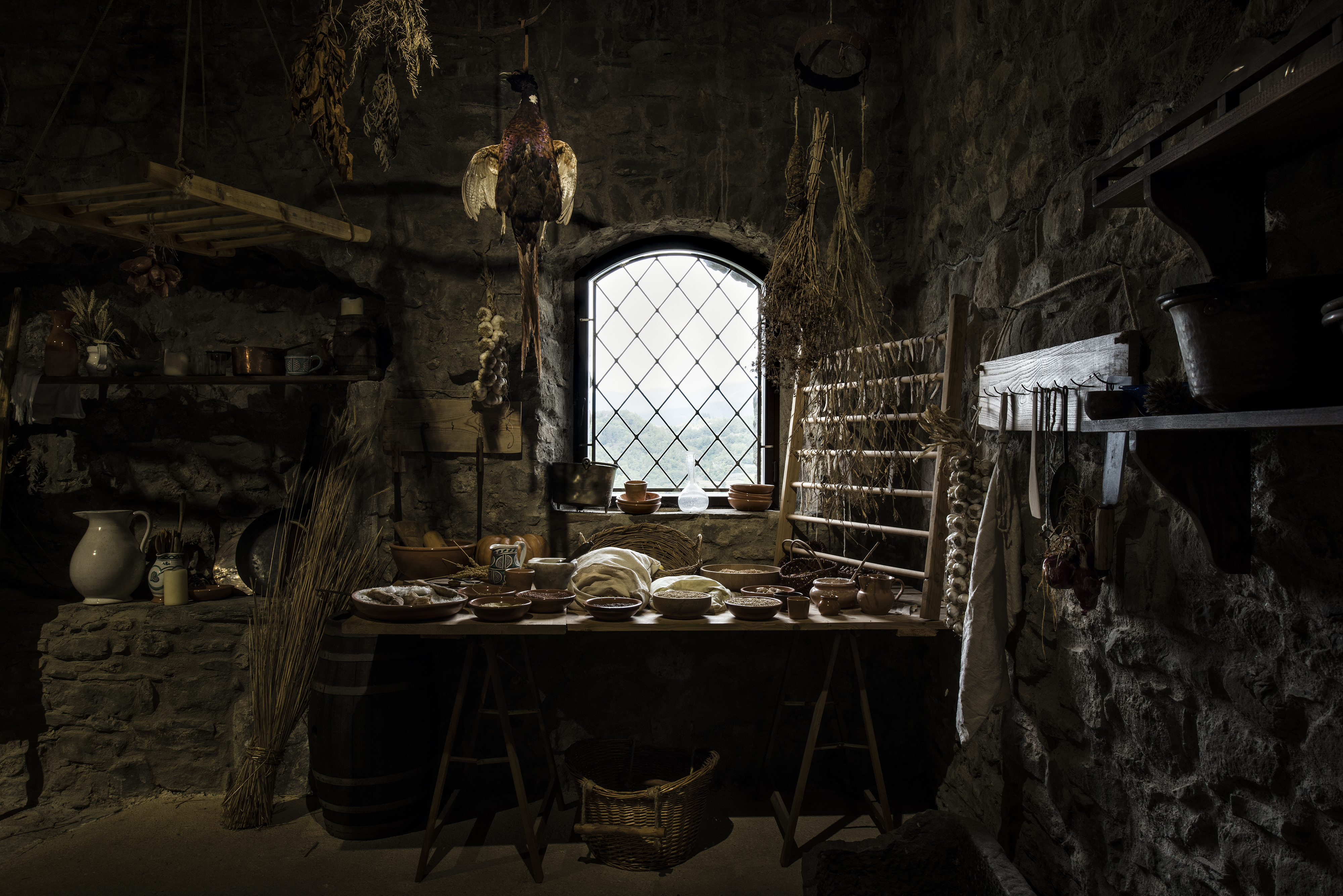
مطبخ من العصور الوسطى تم ترميمه داخل قلعة فيروكول، توسكانا.

غزا العرب صقلية في القرن التاسع وأدخلوا السبانخ واللوز والأرز. خلال القرن الثاني عشر، قام ملك نورماندي بمسح صقلية ورأى أشخاصًا يصنعون خيوطًا طويلة مصنوعة من الدقيق والماء تسمى اترايا، والتي أصبحت في النهاية تري، وهو مصطلح لا يزال يستخدم للإسباجيتي في جنوب إيطاليا. كما أدخل النورمانديون طبق خزفي، وسمك القد الملحي (الباكالا)، وسمك المرق، وكلها لا تزال شائعة.
كان حفظ الطعام إما كيميائيًا أو فيزيائيًا، حيث لم يكن التبريد موجودًا. تم تدخين اللحوم والأسماك أو تجفيفها أو حفظها على الجليد. تم استخدام المحلول الملحي والملح لمخلل أشياء مثل الرنجة وعلاج لحم الخنزير. تم حفظ الخضروات الجذرية في محلول ملحي بعد أن تم سلقها جزئيًا. من بين وسائل الحفظ الأخرى الزيت أو الخل أو غمر اللحم في دهون مجمدة. لحفظ الفاكهة تم استخدام الخمور والعسل والسكر.
تُظهر مناطق شمال إيطاليا مزيجًا من الثقافة الجرمانية والرومانية بينما يعكس الجنوب  ، كما انتشر المطبخ المتوسطي عن طريق التجارة العربية. أقدم كتاب إيطالي عن المطبخ هو كتاب خالية من كوكينا الذي يعود إلى القرن الثالث عشر (بالإنجليزية: Cookbook)‏ مكتوبة في نابولي. وتشمل الأطباق الملفوف «الروماني»، التي كانت «أوراق صغيرة» محضرة «بالطريقة الكامبانية»، طبق فول من ماركا دي تريفيزي، أطباق مشابهة لأطباق العصر الحديث. يتضمن كتابان آخران من القرن الرابع عشر وصفات باستيولا، فطيرة اللازانيا، والدعوة لاستخدام الملح من سردينيا أو كيودجا.
تم تضمين نص مارتينو في كتاب عام 1475 من تأليف بارتولوميو بلاتينا المطبوع في البندقية بعنوان على الشرفاء والصحة. البلاتين يضع مارتينو «متميزة ليبرو» في السياق الإقليمي، الكتابة عن جثم من بحيرة ماجوري، السردين من بحيرة غاردا، جرايلينج من أدا والدجاج من بادوفا، الزيتون من بولونيا وبيتشينو، سمك الترس من رافينا، رود من بحيرة تراسيمينو، الجزر من فيتربو، البص من نهر التيبر، وشاد من بحيرة ألبانو، وقواقع من رييتي، وتين من توسكولو، وعنب من نارني، وزيت كاسينو، وبرتقال من نابولي وثعابين من كامبانيا. تم ذكر الحبوب من لومباردي وكامبانيا وكذلك العسل من صقلية وتارانتو. نبيذ من ساحل ليغوريا، وغريكو من توسكانا وسان سيفيرينو، وتريببيانو من توسكانا وبيسينو مذكور أيضًا في الكتاب.

### العصر الحديث المبكر
كانت ملاعب فلورنسا وروما والبندقية وفيرارا مركزية في المطبخ. كريستوفورو دي ميسيسبوجو، مضيف لدى إيبوليتو ديستي، نشر تركيبات الولائم من المواد الغذائية في عام 1549. يقدم ميسيسبلوجي وصفات للفطائر والفطائر (تحتوي على 124 وصفة بحشوات مختلفة). يؤكد العمل على استخدام التوابل الشرقية والسكر.
في 1570، بارتيموليو سكابي، الطاهي الشخصي لل بابا بيوس الخامس، وكتب له أوبرا في خمسة مجلدات، مما يعطي نظرة شاملة للطبخ الإيطالي في تلك الفترة. يحتوي على أكثر من 1000 وصفة، مع معلومات عن المآدب بما في ذلك شاشات العرض والقوائم بالإضافة إلى الرسوم التوضيحية لأواني المطبخ والمائدة. يختلف هذا الكتاب عن معظم الكتب المكتوبة للمحاكم الملكية في تفضيله للحيوانات الأليفة وطيور الفناء بدلاً من الطرائد.
تشمل الوصفات قطعًا أقل من اللحوم مثل اللسان والرأس والكتف. يحتوي المجلد الثالث على وصفات للأسماك في الصوم الكبير. هذه الوصفات الأسماك بسيطة، بما في ذلك الصيد غير المشروع، حارق، يشوي، والقلي
يتم إيلاء اهتمام خاص للمواسم والأماكن التي يجب فيها صيد الأسماك. يتضمن المجلد النهائي الفطائر، ووصفة لبيتزا نابولي حلوة (ليست النسخة الحالية اللذيذة، حيث لم يتم إدخال الطماطم إلى إيطاليا بعد). ومع ذلك، يتم تضمين عناصر من العالم الجديد مثل الذرة (الذرة) والديك الرومي. 
في العقد الأول من القرن السابع عشر، كتب جياكومو كاستلفيترو حكاية مختصرة لجميع جذور جميع الأعشاب وجميع الفواكه، ترجمه إلى الإنجليزية جيليان رايلي. ينتقل كاستلفيترو في الأصل من مودينا إلى إنجلترا لأنه كان بروتستانتيًا. يسرد الكتاب الخضار والفواكه الإيطالية جنبًا إلى جنب مع تحضيرها. لقد قدم الخضار كجزء أساسي من الوجبة، وليس فقط كمرافق. فضل كاستلفيترو طهي الخضار في الماء المملح وتقديمها دافئة أو باردة مع زيت الزيتون أو الملح أو الفلفل المطحون الطازج أو عصير الليمون أو الفرجس أو عصير البرتقال. كما اقترح تحميص الخضار الملفوفة بورق مبلل فوق الفحم أو الجمر مع القليل من زيت الزيتون. كتاب كاستلفيترو مقسم إلى مواسم حيث يطلق النار على القفزات في الربيع والكمأ في الشتاء، ويوضح بالتفصيل استخدام الخنازير في البحث عن الكمأة.

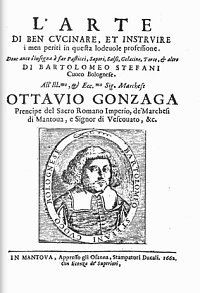
فن الطبخ بن نشره بارتولوميو ستيفاني عام 1662

في عام 1662، نشر بارتولوميو ستيفاني، رئيس الطهاة لدوقية مانتوا، كتاب فن الطبخ الجيد كان أول من قدم قسمًا عن وصف الكتاب مأدبة أقامها الدوق تشارلز للملكة كريستينا ملكة السويد، مع تفاصيل عن إعدادات الطعام والمائدة لكل ضي، بما في ذلك سكين وشوكة وملعقة وزجاج وطبق (بدلاً من الأطباق المستخدمة في كثير من الأحيان، ومنديل.
كتب أخرى من هذا الوقت، مثل جالاتيو بقلم جيوفاني ديلا كاسا، أخبر كيف يجب أن يديروا أنفسهم أثناء خدمة ضيوفهم. يجب على النوادل عدم خدش رؤوسهم أو أجزاء أخرى من أنفسهم، أو البصق أو الشم أو السعال أو العطس أثناء تقديم العشاء. كما طلب الكتاب من رواد المطعم عدم استخدام أصابعهم أثناء تناول الطعام وعدم مسح العرق بمنديلهم.

### العصر الحديث

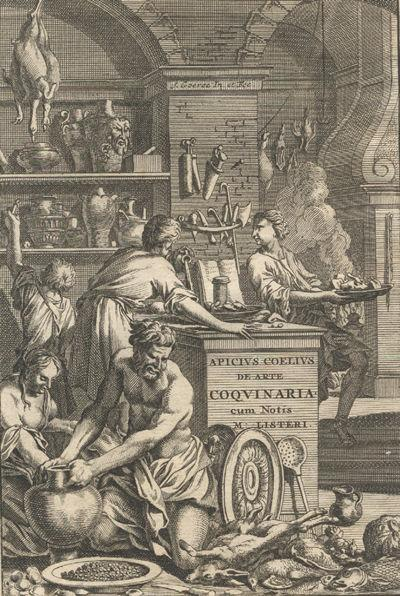
أبيسيوس، طبعة 1709.

في بداية القرن الثامن عشر، بدأت كتب الطهي الإيطالية في التأكيد على الطابع الإقليمي للمطبخ الإيطالي بدلاً من المطبخ الفرنسي. لم تعد الكتب المكتوبة آنذاك موجهة إلى الطهاة المحترفين، بل كانت موجهة إلى ربات البيوت البرجوازيات.  الدوريات في شكل كتيب مثل طبخ كريمونيز في عام 1794 قدم تسلسلًا للمكونات وفقًا للموسم مع فصول عن اللحوم والأسماك والخضروات. مع تقدم القرن، ازداد حجم هذه الكتب وشعبيتها وتكرارها.
في القرن الثامن عشر، حذرت النصوص الطبية الفلاحين من تناول الأطعمة المكررة حيث كان يُعتقد أن هذه الأطعمة سيئة الهضم وأن أجسامهم تتطلب وجبات ثقيلة. كان يعتقد أن الفلاحين يأكلون بشكل سيئ لأنهم يفضلون الأكل السيئ. ومع ذلك، كان على العديد من الفلاحين أن يأكلوا طعامًا فاسدًا وخبزًا متعفنًا لأن هذا كان كل ما يمكنهم تحمله.
في عام 1779، كتب أنطونيو نيبيا من ماشيراتا في منطقة ماركي طباخ ماشيراتا تناولت نيبيا أهمية الخضار المحلية والمعكرونة والأرز والنوكتشي. بالنسبة للمرق، فضل الخضار والدجاج على اللحوم الأخرى.
في عام 1773، كتاب جالانت كوك لنابوليتان فينتشنزو كورادو ركز بشكل خاص على طعام فيثاغورس «يتكون طعام فيثاغورس من الأعشاب الطازجة والجذور والزهور والفواكه والبذور وكل ما يتم إنتاجه في الأرض لتغذيتنا. يطلق عليه لأن فيثاغورس، كما هو معروف، يستخدم فقط مثل هذه المنتجات. لا شك في أن هذا النوع من الطعام يبدو أكثر طبيعية للإنسان، واستخدام اللحوم مضر». كان هذا الكتاب أول من أعطى الطماطم دورًا مركزيًا ب 13 وصفة.

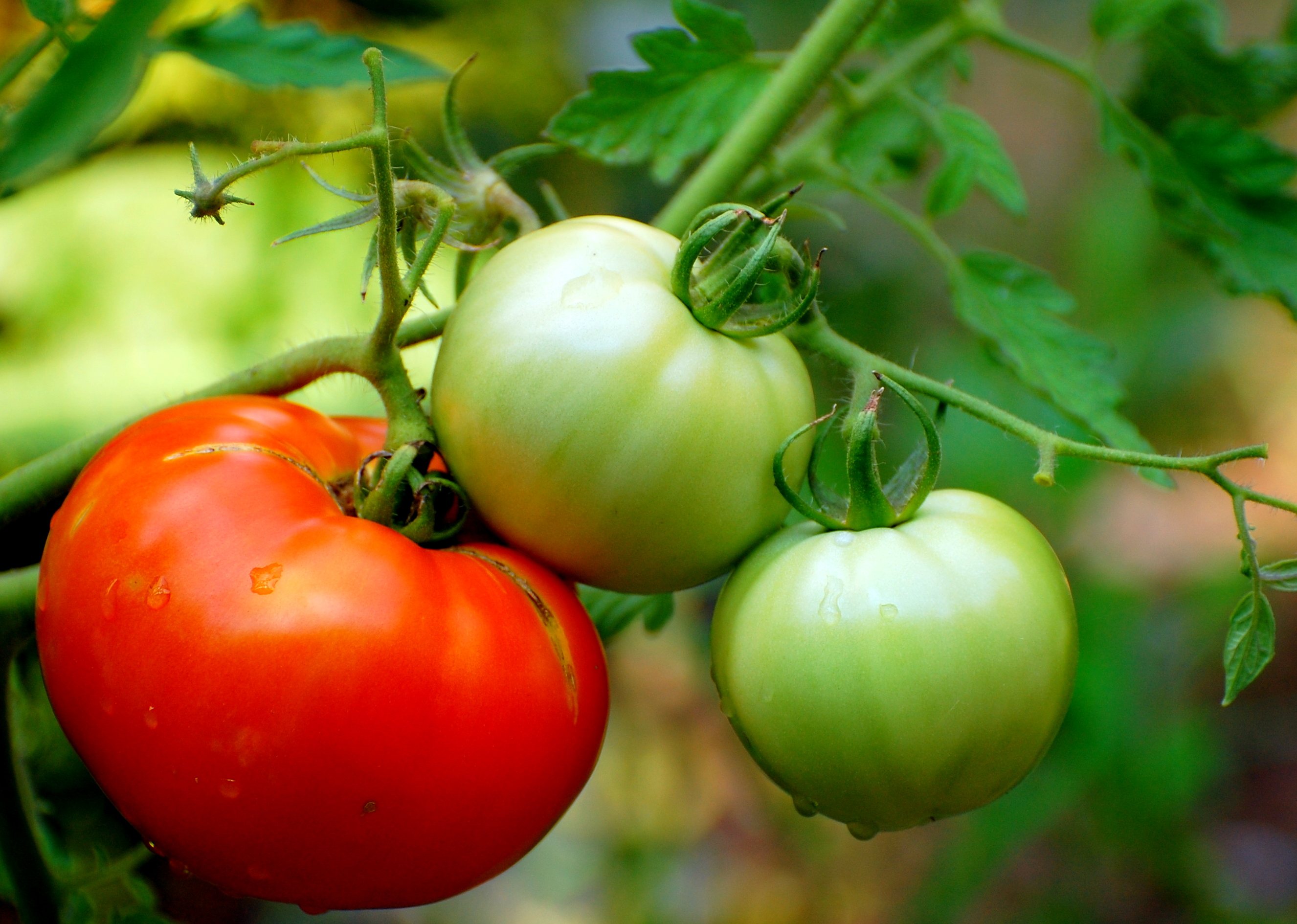
تعتبر الطماطم جزءًا نموذجيًا من المطبخ الإيطالي ، ولكنها دخلت الاستخدام الشائع فقط في أواخر القرن الثامن عشر

العلم في المطبخ وفن الأكل الصحي، بقلم بيليجرينو أرتوسي، الذي نُشر لأول مرة في عام 1891، يُنظر إليه على نطاق واسع على أنه الشريعة للمطبخ الإيطالي الكلاسيكي الحديث، ولا يزال يُطبع. تأتي وصفاته في الغالب من رومانيا وتوسكانا، حيث كان يعيش. حوالي عام 1880، بعد عقدين من توحيد إيطاليا، كانت بداية الشتات الإيطالي، ومعها بدأ انتشار المطبخ الإيطالي في العالم.

### الحقبة المعاصرة
يوجد في إيطاليا عدد كبير من التخصصات التقليدية المحمية بموجب قانون الاتحاد الأوروبي . من الخمسينيات فصاعدًا، تم الاعتراف بمجموعة كبيرة ومتنوعة من المنتجات النموذجية للمطبخ الإيطالي على قائمة المنتجات الإيطالية مع تسمية المنشأ المحمية من قبل مجلس الاتحاد الأوروبي والتي تمت إضافتها إلى المؤشر الجغرافي النموذجي، وهي شركة منتج غذائي زراعي الإقليمية التقليدية وبلدية تسمية البلدية الأصل. في مجال علم الخمور، هناك حماية قانونية محددة: دينومينازوني دي أوريجين كونترولاتا ودينومينازوني دي أوريجين كونترولاتا إي غارانتيتا. كما تم تحديد تسمية المنشأ المحمية والمؤشرات الجغرافية المحمية في زراعة الزيتون.

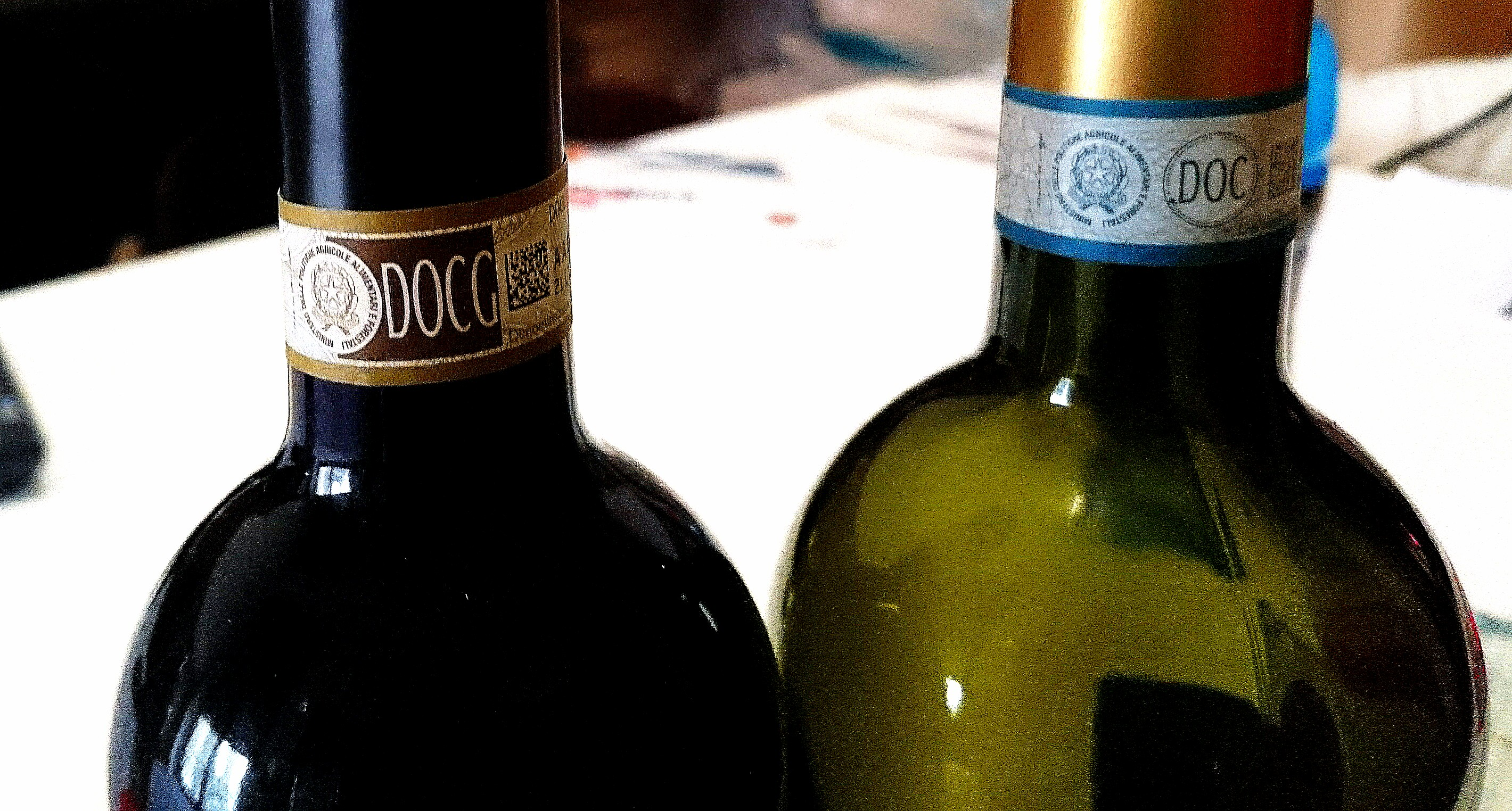
ملصقات على زجاجتين من النبيذ الإيطالي

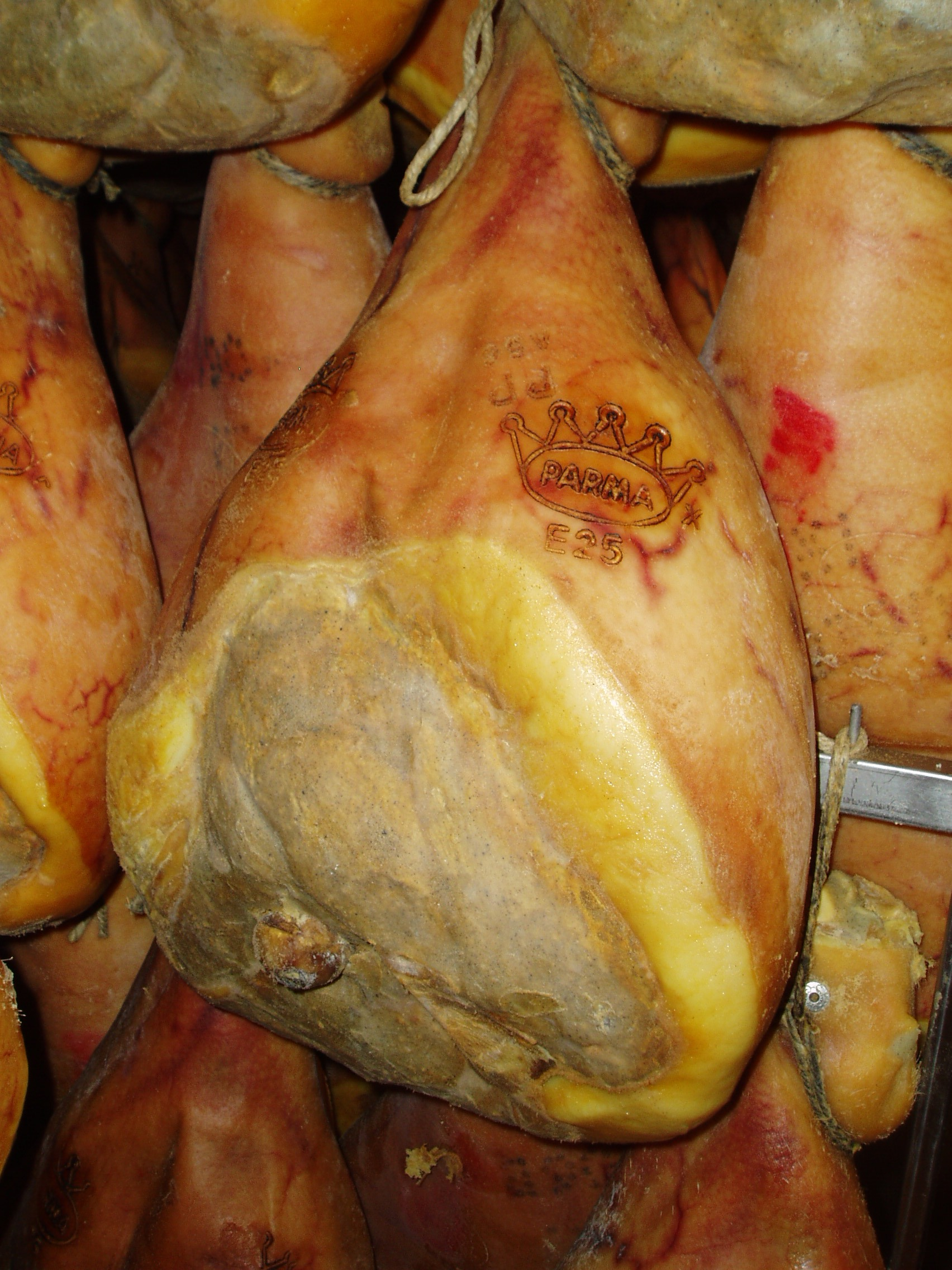
لحم الخنزير بارما

المطبخ الإيطالي هو واحد من أكثر المأكولات شعبية ونسخها في جميع أنحاء العالم. يؤدي النقص أو عدم توفر بعض مكوناته الأكثر تميزًا خارج إيطاليا، وأيضًا وقبل كل شيء إلى التزوير (أو الاحتيال الغذائي)، إلى إلغاء التطبيع الكامل للمكونات الإيطالية. تُعرف هذه الظاهرة، المنتشرة في جميع القارات، باسم السبر الإيطالي، وتتألف من استخدام الكلمات وكذلك الصور، وتركيبات الألوان (الألوان الثلاثة الإيطالية)، والمراجع الجغرافية، والعلامات التجارية التي تستحضر إيطاليا لترويج وتسويق المنتجات الغذائية الزراعية التي في الواقع لا علاقة له بالمطبخ الإيطالي. تستثمر شركة السبر الإيطالي تقريبًا كل قطاع من الأطعمة المصنوعة في إيطاليا، من أشهر أنواع الجبن الإيطالية إلى اللحوم المقددة، ومن أنواع المعكرونة إلى الخبز الإقليمي، ومن زيوت الزيتون البكر الممتازة إلى النبيذ. تنتهك المنتجات المقلدة العلامات التجارية المسجلة أو غيرها من العلامات المميزة التي يحميها القانون مثل تسميات المنشأ وبالتالي فإن التزوير يُعاقب عليه قانونًا. ومع ذلك، لا يمكن تصنيف السبر الإيطالي على أنها غير قانونية من وجهة نظر قانونية بحتة، لكنها لا تزال تمثل «ضررًا هائلاً للاقتصاد الإيطالي والموارد المحتملة لـ صنع في إيطاليا».
بعد انتشار الوجبات السريعة أيضًا في إيطاليا، والمستوردة من الدول الأنجلو ساكسونية وعلى وجه الخصوص من الولايات المتحدة، في عام 1986، في برا ، بيدمونت، تأسست حركة سلو فوود الثقافية وتذوق الطعام، ثم تحولت إلى مؤسسة بهدف لحماية خصوصيات الطهي وحماية المنتجات الإقليمية المختلفة للمطبخ الإيطالي تحت سيطرة بطيئة الغذاء بريسيديا. يركز سلو فوود أيضًا على جودة الطعام بدلاً من الكمية. إنه يتحدث ضد الإفراط في الإنتاج وهدر الطعام. وهي ترى العولمة كعملية يجب فيها حماية صغار المزارعين ومنتجي الأغذية المحليين وإدماجهم في نفس الوقت في نظام الغذاء العالمي.

## الأطعمة الأساسية

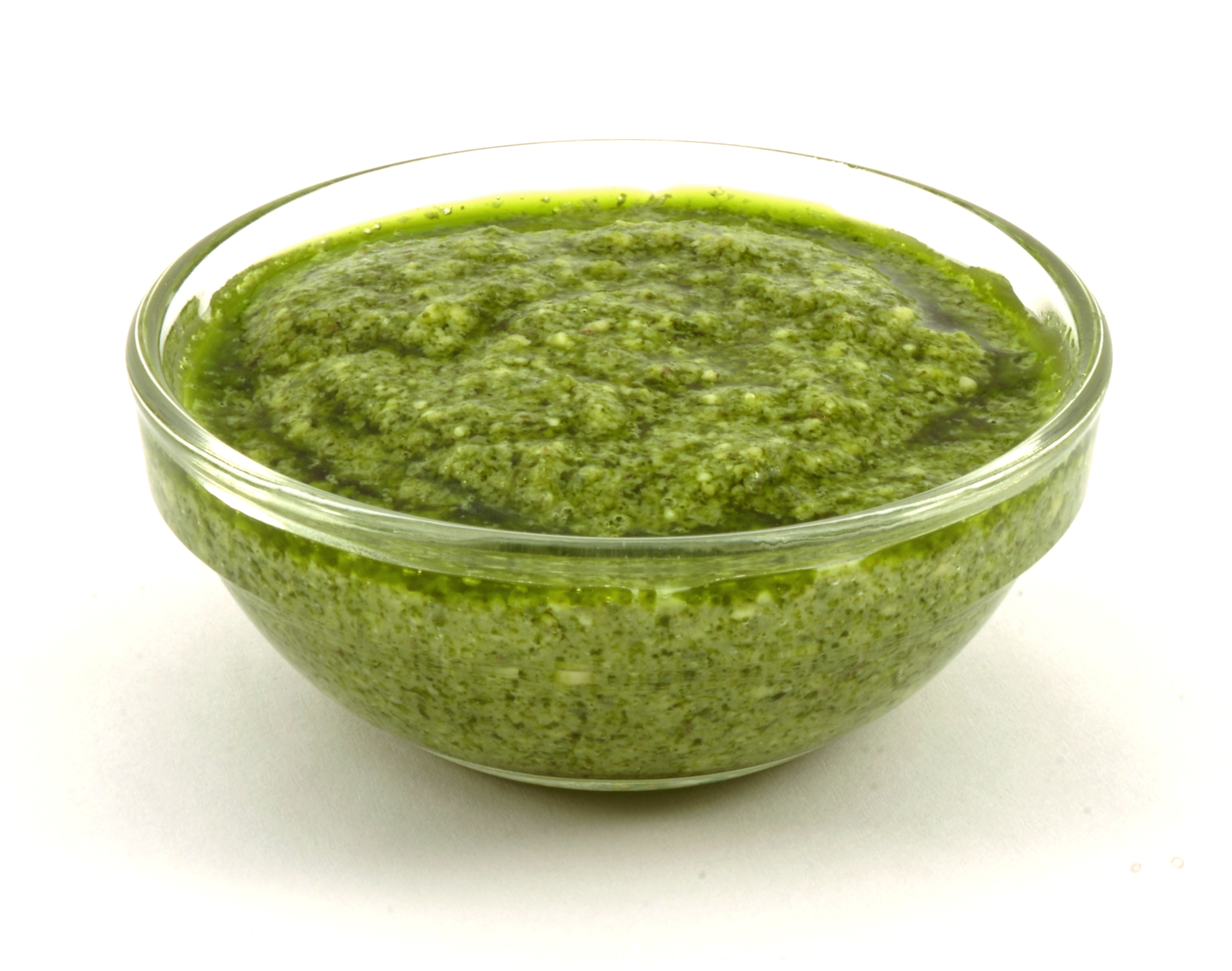
بيستو ، صلصة ليغورية مصنوعة من الريحان وزيت الزيتون والجبن الصلب والصنوبر، ويمكن تناولها مع المعكرونة أو أطباق أخرى مثل الحساء

يحتوي المطبخ الإيطالي على مجموعة كبيرة ومتنوعة من المكونات المختلفة التي يشيع استخدامها، بدءًا من الفواكه والخضروات والحبوب والجبن واللحوم والأسماك. في شمال إيطاليا، تعد الأسماك (مثل سمك القد أو الباكالا) والبطاطس والأرز والذرة (الذرة) والنقانق ولحم الخنزير وأنواع مختلفة من الجبن هي المكونات الأكثر شيوعًا. أطباق المعكرونة بالطماطم شائعة في جميع أنحاء إيطاليا. يستخدم الإيطاليون المكونات الطازجة والمتبلة بمهارة والتوابل.

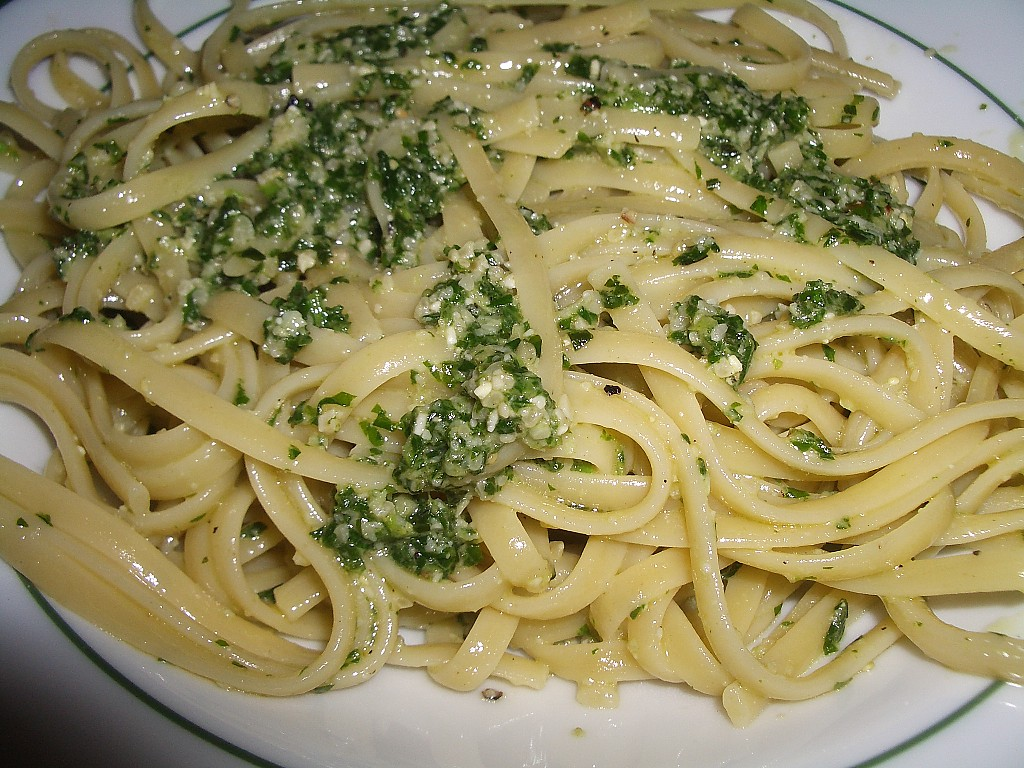
المعكرونه مع. صلصة البيستو.

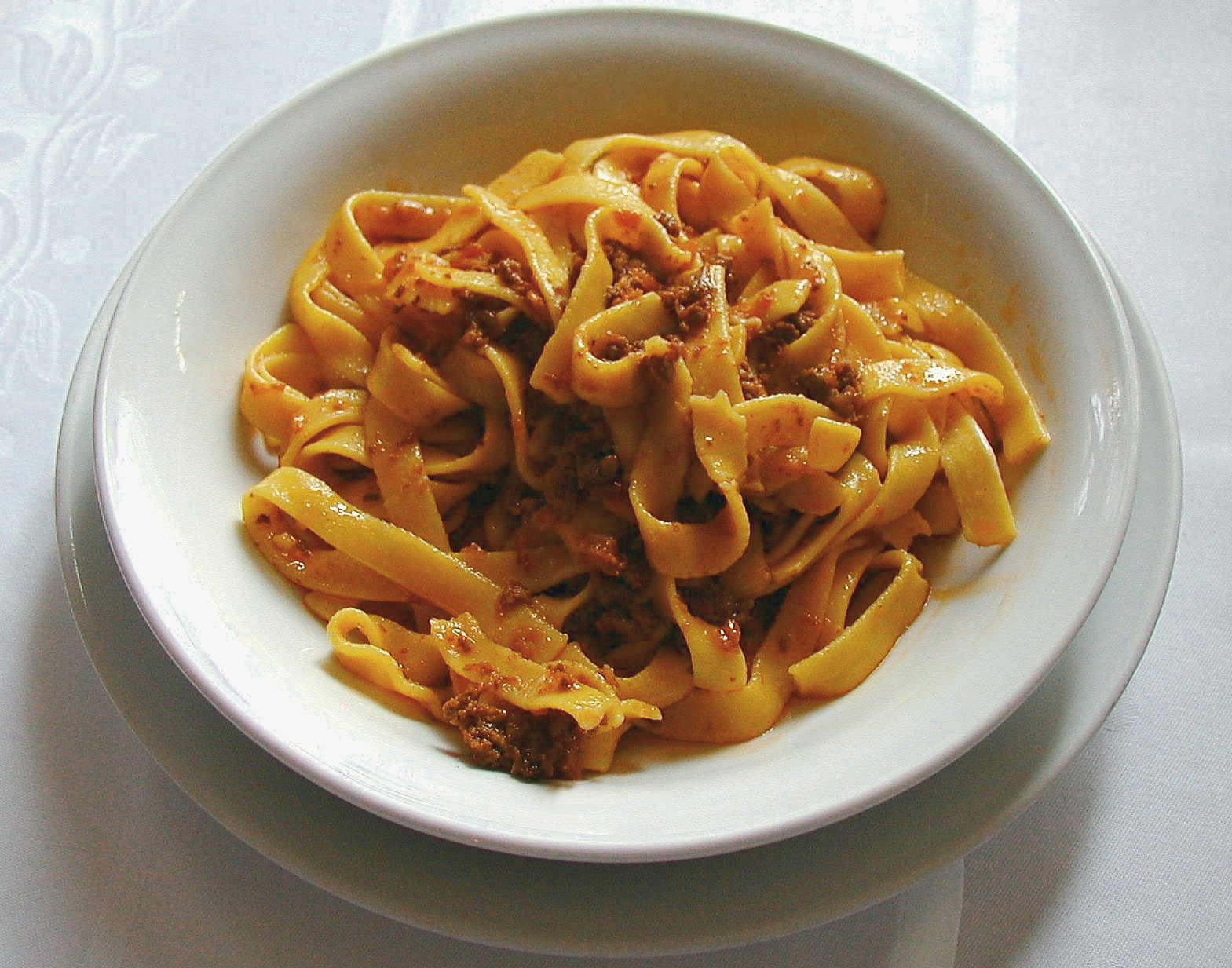
تالياتيلي مع صلصة البولونيز.

في شمال إيطاليا على الرغم من وجود العديد من أنواع المعكرونة المحشوة تحظى بشعبية متساوية إن لم تكن أكثر. تشتمل مكونات ليغوريا على عدة أنواع من أطباق الأسماك والمأكولات البحرية. الريحان (الموجود في البيستو) والمكسرات وزيت الزيتون شائعة جدًا. في إميليا رومانيا، وتشمل المكونات المشتركة لحم الخنزير (بروسسيوتو) والسجق أنواع مختلفة من السلامي ، الكمأ، جرانة، بارميجيانو ريجيانو، الطماطم صلصة البولونيز أو راجو و أسيتو البلسمي

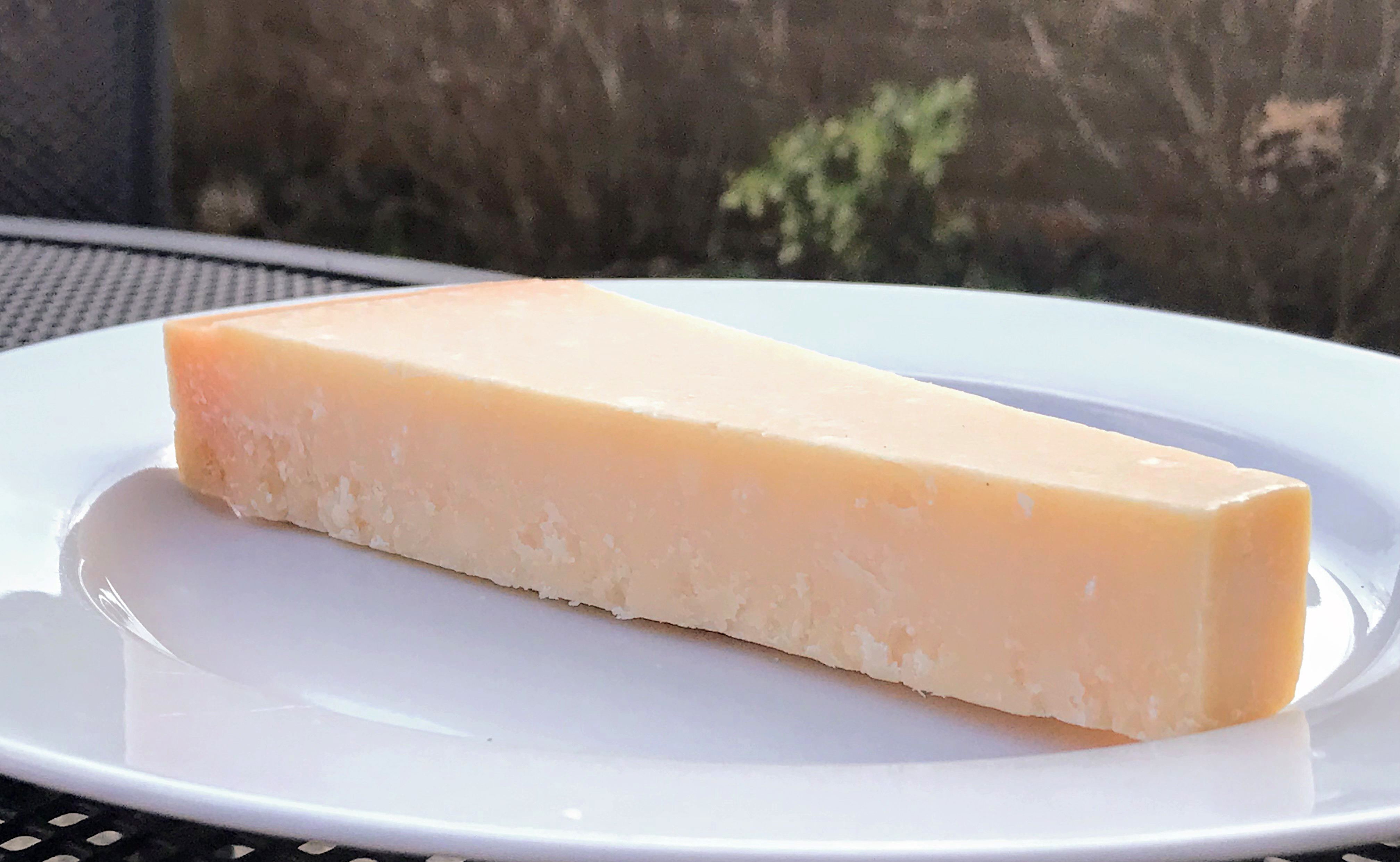
جبنة بارميجيانو ريجيانو

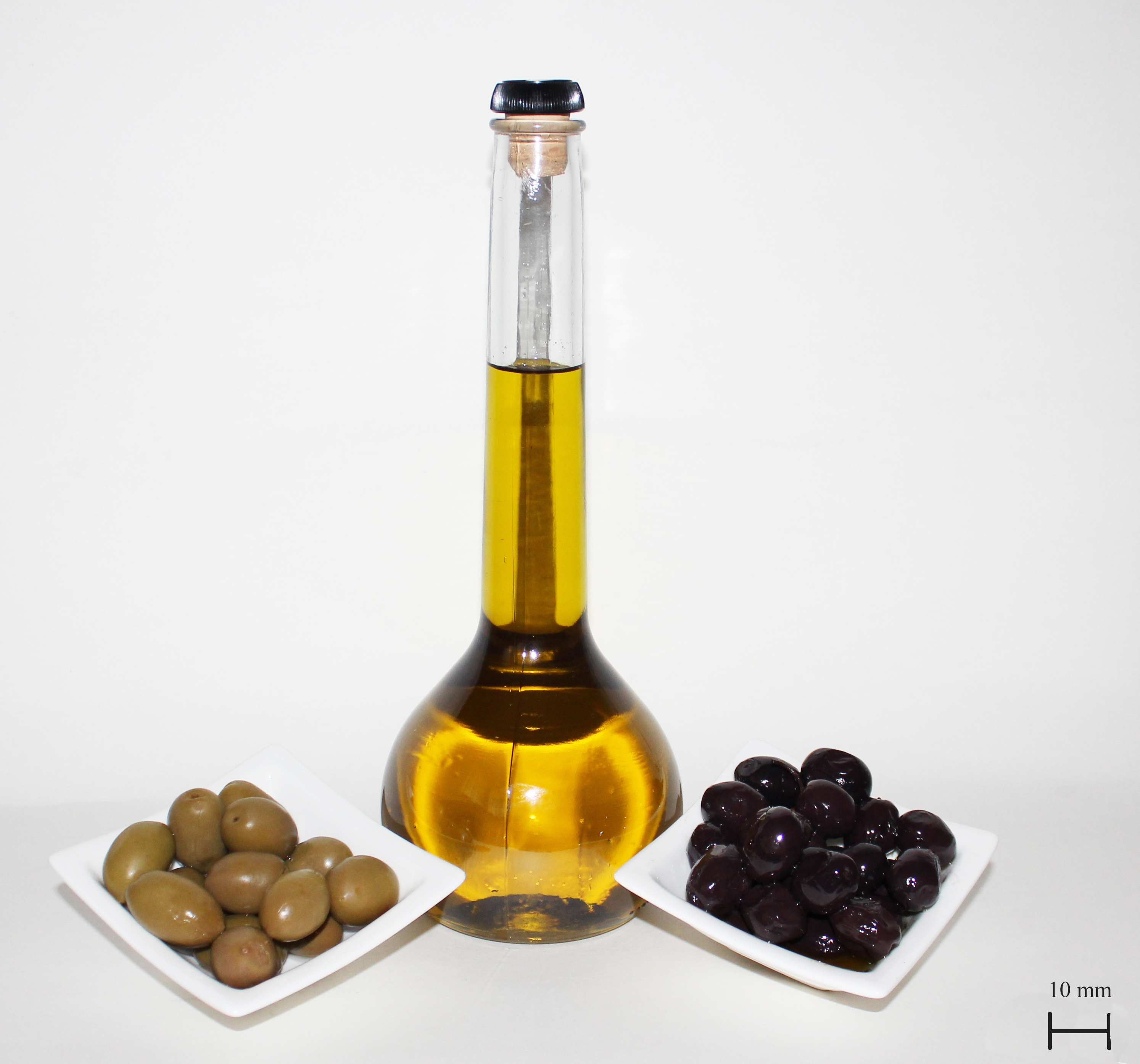
زيت الزيتون

يستخدم المطبخ الإيطالي التقليدي مكونات مثل الطماطم وجميع أنواع اللحوم والأسماك والبيكورينو. في توسكانا، يتم تقديم المعكرونة (خاصة بابارديل) بشكل تقليدي مع صلصة اللحم (بما في ذلك لحم الطرائد). في جنوب إيطاليا، تعتبر الطماطم (الطازجة أو المطبوخة في صلصة الطماطم) والفلفل والزيتون وزيت الزيتون والثوم والخرشوف والبرتقال وجبن الريكوتا والباذنجان والكوسا وأنواع معينة من الأسماك (الأنشوجة والسردين والتونة) والكبر مهمة مكونات المطبخ المحلي.
تعتبر الأجبان ومنتجات الألبان من الأطعمة التي تتمتع إيطاليا بتنوع كبير في الأنواع الحالية منها. تتعدد أنواع الجبن ومنتجات الألبان الإيطالية؛ هناك أكثر من 600 نوع مميز في جميع أنحاء البلاد،  منها 490 محمية وتم تمييزها على أنها تسمية محمية المنشا ومؤشر جغرافي محمي ومنتج غذائي زراعي.
زيت الزيتون هو الدهون النباتية الأكثر شيوعا في الطبخ الإيطالي، وكأساس للصلصات، واستبدالها فقط في بعض الوصفات وفي بعض المناطق الجغرافية من قبل زبدة أو شحم الخنزير. إيطاليا هي أكبر مستهلك لزيت الزيتون، مع 30 ٪ من المجموع العالمي; كما أن لديها أكبر مجموعة من أصناف الزيتون في الوجود وهي ثاني أكبر منتج ومصدر في العالم. خبز كان دائما، كما هو الحال بالنسبة لدول البحر الأبيض المتوسط الأخرى، طعاما أساسيا في المطبخ الإيطالي. هناك العديد من الإقليمية أنواع من الخبز.
يحتوي المطبخ الإيطالي على مجموعة كبيرة ومتنوعة من النقانق واللحوم المقددة، وكثير منها محمي وعلامة PDO وPGI ،  ويشكل 34٪ من إجمالي النقانق واللحوم المقددة المستهلكة في أوروبا،  حين أن البعض الآخر تم وضع علامة PAT.
لحم خاصة لحم البقر، لحم الخنزير والدواجن، موجود جدا في المطبخ الإيطالي، في مجموعة واسعة جدا من الاستعدادات والوصفات. من المهم أيضا كعنصر في إعداد صلصة المعكرونة. بالإضافة إلى الأصناف المذكورة، وإن كان أقل شيوعا، خراف، الماعز، حصان، أرنب وحتى أقل شيوعا، يتم استهلاك لحم اللعبة أيضا في إيطاليا.
بما أن إيطاليا محاطة إلى حد كبير بالبحر، وبالتالي فهي تتمتع بتطور ساحلي كبير وغنية بالبحيرات والأسماك (البحرية والمياه العذبة)، وكذلك القشريات، الرخويات وغيرها من المأكولات البحرية، والتمتع مكانا بارزا في المطبخ الإيطالي، كما هو الحال بشكل عام في مطبخ البحر الأبيض المتوسط. السمك هو الدورة الثانية في وجبات الطعام وهو أيضا عنصر في إعداد التوابل لأنواع المعكرونة. كما أنها تستخدم على نطاق واسع في المقبلات.
المطبخ الإيطالي معروف أيضًا (ويحظى باحترام كبير) لاستخدامه مجموعة متنوعة من المعكرونة. تشمل المعكرونة المعكرونة بأطوال وعرض وأشكال مختلفة. ويمكن التمييز بين معظم الباستا من الأشكال التي هم الهامبرجر، ماكروني، معكرونة، ينجويني، فاسيلي، اللازانيا، والعديد من الأصناف التي تمتلئ مكونات أخرى مثل الرافيولي و تورتيليني .
تستخدم كلمة المعكرونة أيضًا للإشارة إلى الأطباق التي تكون فيها منتجات المعكرونة مكونًا أساسيًا. يتم تقديمه عادة مع الصلصة. هناك المئات من أشكال المعكرونة المختلفة بأسماء معروفة محليًا على الأقل. تشمل الأمثلة السباغيتي (العصي الرفيعة) والريجاتوني (الأنابيب أو الأسطوانات)، والفوسيلي (الدوامات)، واللازانيا (الألواح). الزلابية ، مثل النوكي (المصنوعة من البطاطس أو اليقطين) والمعكرونة مثل سباتزل ، تعتبر أحيانًا معكرونة.
تنقسم المعكرونة إلى فئتين رئيسيتين: المعكرونة الجافة (طحين القمح الصلب 100٪ الممزوج بالماء) والمعكرونة الطازجة (أيضًا مع دقيق القمح الطري ويخلط دائمًا مع البيض). تُطهى المعكرونة عمومًا عن طريق الغليان. بموجب القانون الإيطالي، لا يمكن صنع المعكرونة الجافة (باستا سيكا) إلا من دقيق القمح القاسي أو سميد القمح القاسي، وهي أكثر شيوعًا في جنوب إيطاليا مقارنة بنظرائهم الشماليين، الذين يفضلون تقليديًا صنف البيض الطازج.
الطحين القاسي والسميد القاسي لهما مسحة صفراء اللون. يتم طهي المعكرونة الإيطالية بشكل تقليدي على طريقة اللغة الإنجليزية: حازمة على اللدغة، بمعنى أنها ليست ناعمة جدًا). هناك العديد من أنواع دقيق القمح مع مستويات مختلفة من الغلوتين والبروتين حسب نوع الحبوب المستخدمة.
قد تستخدم أنواعًا معينة من المعكرونة أيضًا حبوبًا وطحنًا أخرى لصنع الدقيق ، وفقًا لما يحدده القانون. بعض أنواع المعكرونة، مثل بيزوكري، مصنوعة من دقيق الحنطة السوداء.  قد تشمل المعكرونة الطازجة البيض، «باستا البيض»).
تُستخدم المعكرونة الجافة والطازجة في تحضير الطبق بثلاث طرق مختلفة:
بيتزا، تتألف من عادة الجولة، قاعدة مسطحة من مخمر القمح المستندة إلى العجين وتصدرت مع الطماطم والجبن، وغالبا ما مختلف المكونات الأخرى (مثل أسماك الأنشوجة، والفطر والبصل والزيتون واللحوم، وأكثر من ذلك)، والذي ثم يخبز في ارتفاع درجة الحرارة، عادةً في فرن يعمل بالحطب،  هو أشهر الأطعمة الإيطالية وأكثرها استهلاكًا في العالم.
في عام 2009، بناءً على طلب إيطاليا ، تم تسجيل بيتزا نابولي لدى الاتحاد الأوروبي كطبق تقليدي مضمون  وفي عام 2017 تم إدراج فن صنعها في قائمة اليونسكو للتراث الثقافي غير المادي. في إيطاليا يتم تناوله كطبق واحد أو كوجبة خفيفة ، حتى أثناء التنقل (بيتزا التاجليو). في المناطق المختلفة، الأطباق المشابهة للبيتزا هي أنواع مختلفة من الفوكاتشيا ، مثل بيادينا، كريشيا أو سفينشيوني .

## الاختلاف الإقليمي
لكل منطقة تخصصاتها الخاصة، على المستوى الإقليمي في المقام الأول ، ولكن أيضًا على مستوى المقاطعات. يمكن أن تأتي الاختلافات من دولة مجاورة (مثل فرنسا أو النمسا)، سواء كانت المنطقة قريبة من البحر أو الجبال ، والاقتصاد. المطبخ الإيطالي موسمي أيضًا مع إعطاء الأولوية لاستخدام المنتجات الطازجة.

### ابروز وموليز

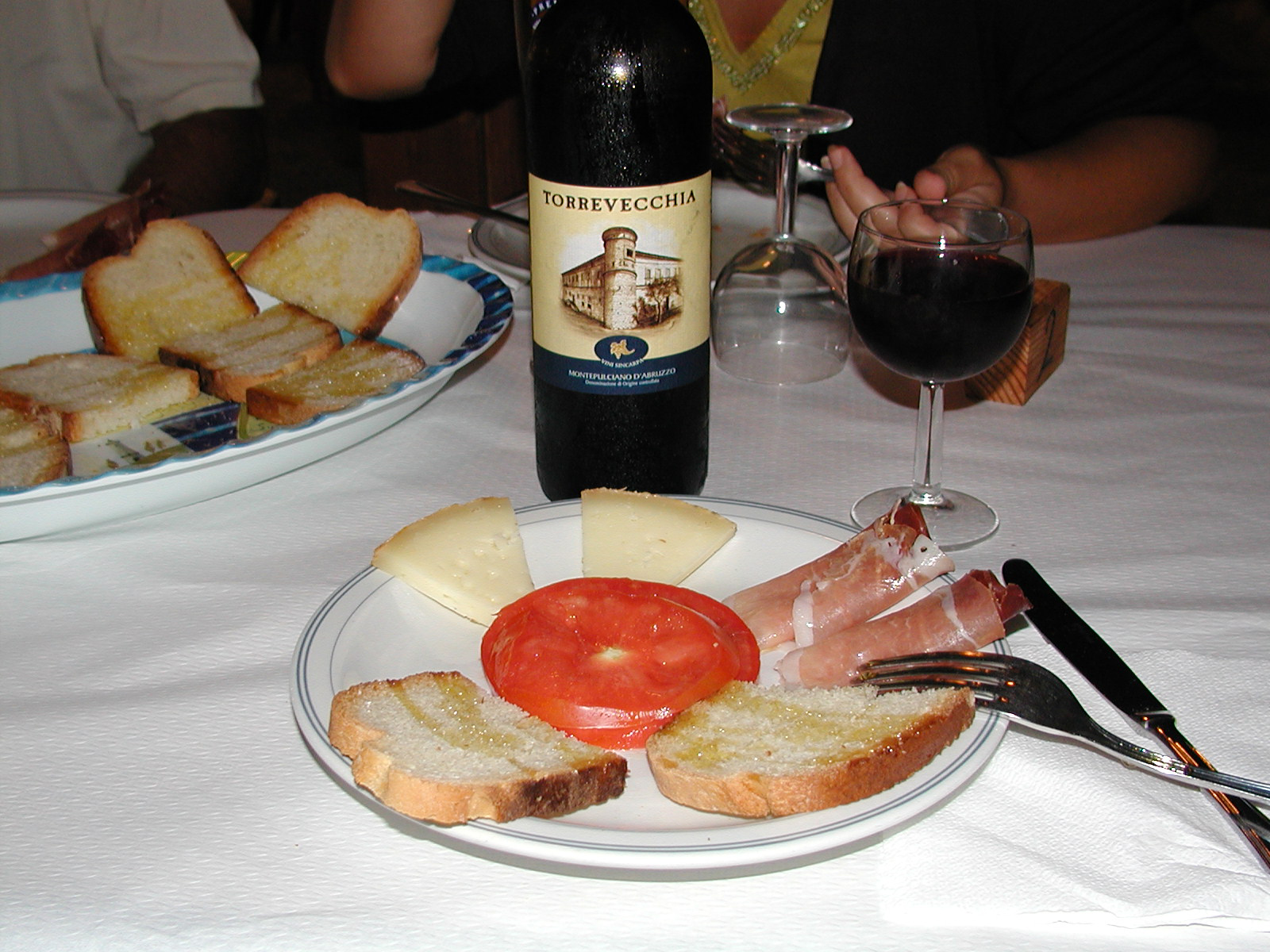
نبيذ مونتيبولسيانو دابروزو مع بروشيت

تعتبر المعكرونة واللحوم والخضروات أساسية في مطبخ أبروتسو وموليز. الفلفل الحار (بيبرونسيني) نموذجي لأبروتسو، حيث يطلق عليها («الشياطين الصغار») بسبب حرارتها الحارة. نظرًا للتاريخ الطويل للرعي في أبروتسو وموليز، فإن أطباق لحم الضأن شائعة. غالبًا ما يتم إقران لحم الضأن مع المعكرونة. كما يتم استخدام الفطر (عادة الفطر البري) وإكليل الجبل والثوم على نطاق واسع في مطبخ أبروز.
الأكثر شهرة هو زيت الزيتون البكر الممتاز المنتج في المزارع المحلية على تلال المنطقة ، والذي يتميز بمستوى الجودة ويعتبر من الأفضل في البلاد. تُعد أنواع النبيذ الشهيرة مثل مونتيبولسيانو دابروزو وتريبيانو دابروزو من بين أفضل أنواع النبيذ في العالم. في عام 2012، احتلت زجاجة من تريببيانو دابروزو تيرامو هيلزالمرتبة الأولى في أفضل 50 جائزة نبيذ إيطالي. سينتربي مشروب كحولي قوي (72٪ كحول)، مشروب كحولي عشبي حار يشربه السكان المحليون. ليكيور آخر هو جنزينا، مقطر ناعم من جذور الجنطيانا.
أشهر طبق من أبروتسو هو أروستيكيني، وهو عبارة عن قطع صغيرة من لحم الضأن المخصي على عصا خشبية ويتم طهيه على الفحم. تشيتارا (حرفيا «الجيتار») هي أداة وترية دقيقة يتم ضغط عجينة المعكرونة خلالها لتقطيعها. في مقاطعة تيرامو، تشمل الأطباق المحلية الشهيرة حساء (مع البقول والخضار ولحم الخنزير)، وتمبالو (أوراق المعكرونة محشوة باللحم والخضار أو الأرز)، ومازاريل (أمعاء الخروف مليئة الثوم، مردقوش، والخس، والتوابل المختلفة). تضاءلت شعبية الزعفران، المزروع في مقاطعة لاكويلا، في السنوات الأخيرة. أشهر طبق من موليز هو كافاتيلي يدوياً على شكل طويل - أنواع المعكرونة المصنوعة من الدقيق والسميد والماء، وتقدم غالبًا مع صلصة اللحم أو البروكلي أو الفطر. ملفات تعريف الارتباط Pizzelle هي حلوى شائعة، خاصة في عيد الميلاد.

### بوليا

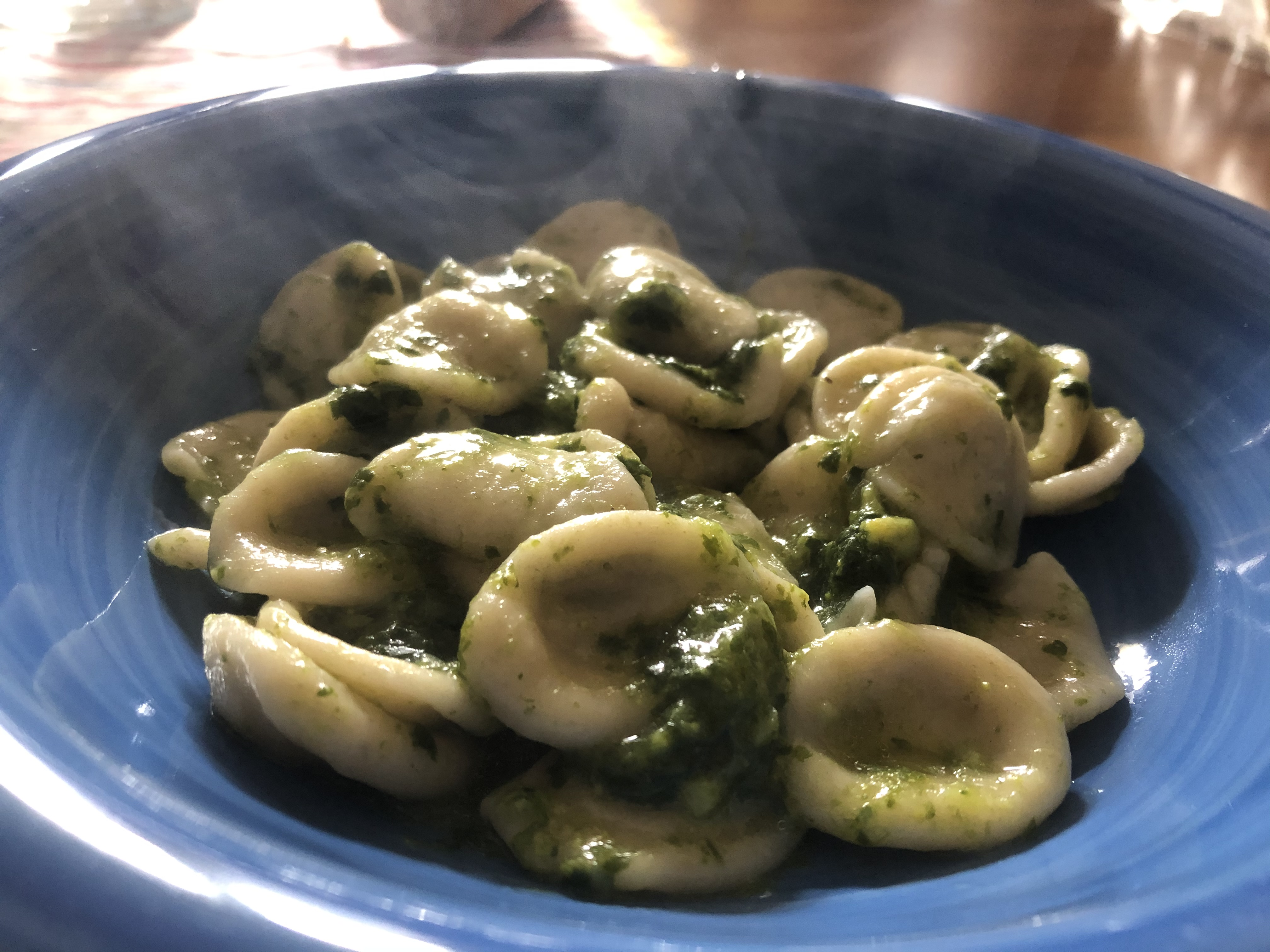
اوريتشيت مع صوص كايم دي رابا

بوليا منتج غذاء ضخم. يشمل الإنتاج الرئيسي القمح، والطماطم، والكوسا، والبروكلي، والفلفل الحلو، والبطاطس، والسبانخ، والباذنجان، والقرنبيط، والشمر، والندف، والحمص، والعدس، والفول، والجبن (مثل جبن الكاشيوكافالو التقليدي). بوليا هي أيضًا أكبر منتج لزيت الزيتون في إيطاليا. يوفر البحر الكثير من الأسماك والمأكولات البحرية التي تستخدم على نطاق واسع في المأكولات الإقليمية، وخاصة المحار وبلح البحر.
يتم استخدام الماعز ولحم الضأن في بعض الأحيان. ومن المعروف أن المنطقة لالمعكرونة المصنوعة من القمح القاسي وأطباق المعكرونة التقليدية تتميز أوريكتشيتي المعكرونة على غرار، وغالبا ما تقدم مع صلصة الطماطم، والبطاطا، وبلح البحر، أو ربيع البروكلى. كما تحظى المعكرونة بالطماطم الكرزية والجرجير بشعبية. 
تشمل الحلويات الإقليمية زيبولا، الدوناتس المغطاة عادة بالسكر البودرة والمليئة بالكاسترد ، الجيلي ، كريمة المعجنات على طريقة الكانولي ، أو خليط الزبدة والعسل. في عيد الميلاد، يصنع Apulians معجنات تقليدية جدًا على شكل وردة تسمى كارتلات . هذه مقلية ومغموسة في vin cotto ، وهو إما تقليل عصير التين أو النبيذ.

### بازيليكاتا

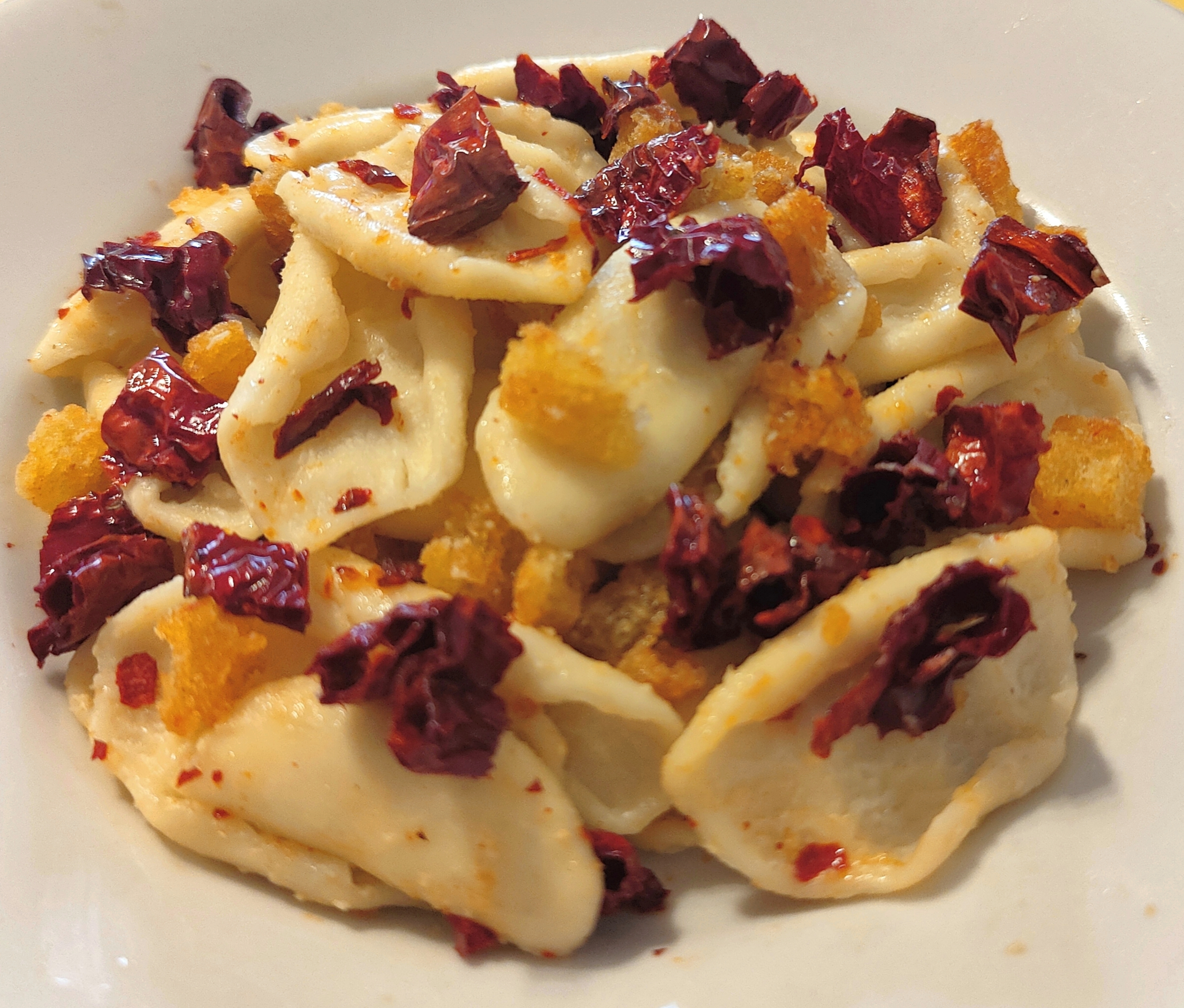
باستا كون آي بيبروني كروشي ، طبق تقليدي من بازيليكاتا

يعتمد مطبخ Basilicata في الغالب على مكونات غير مكلفة ومتأصل بعمق في التقاليد الريفية.
يعد لحم الخنزير جزءًا لا يتجزأ من المطبخ الإقليمي ، وغالبًا ما يصنع في النقانق أو يُحمص على البصق. النقانق الجافة الشهيرة من المنطقة هي لوكانيكا وسوبريساتا . الخنازير البرية ولحم الضأن ولحم الضأن شائعة أيضًا. تعتمد صلصات المعكرونة بشكل عام على اللحوم أو الخضار. تنتج المنطقة أجبانًا مثل
بيكورينو دي فيليانو وبالوني دي جرافينا وبادراتشيو وزيوت الزيتون مثل النسر.
من بين الأطباق التقليدية المعكرونة مع الفلفل المقرمش، تقدم المعكرونة مع الفلفل المقرمش المجفف، فتات الخبز والجبن المبشور;، المعروف أيضا باسم (طبق العميد)، المعكرونة المعدة مع الحمص ومقشر طماطم؛ , تالياتيلي-طبق من أربيريشي الثقافة; رافاناتا، نوع من العجة مع الفجل، يخنة الخضار مع الخرشوف، البطاطا، الفاصوليا العريضة، و بانسيتا; وعلاء لوكانا ‏، واحدة من الوصفات القليلة المصنوعة من الأسماك. وتشمل الحلويات تارالي، مصنوعة من السكر الصقيل والمعطرة مع اليانسون والمعجنات المقلية مليئة كريم من الكستناء والشوكولاته.
أشهر أنواع النبيذ في المنطقة هواجليانيكو ديل نسر، والبعض الآخر يشمل ماتيرا وأراضي ألتا فال داغري وروكانوفا جروتينو.
تشتهر بازيليكاتا أيضًا بمياهها المعدنية التي تُباع على نطاق واسع في إيطاليا. تقع الينابيع في الغالب في الحوض البركاني لمنطقة النسر.

### كالابريا

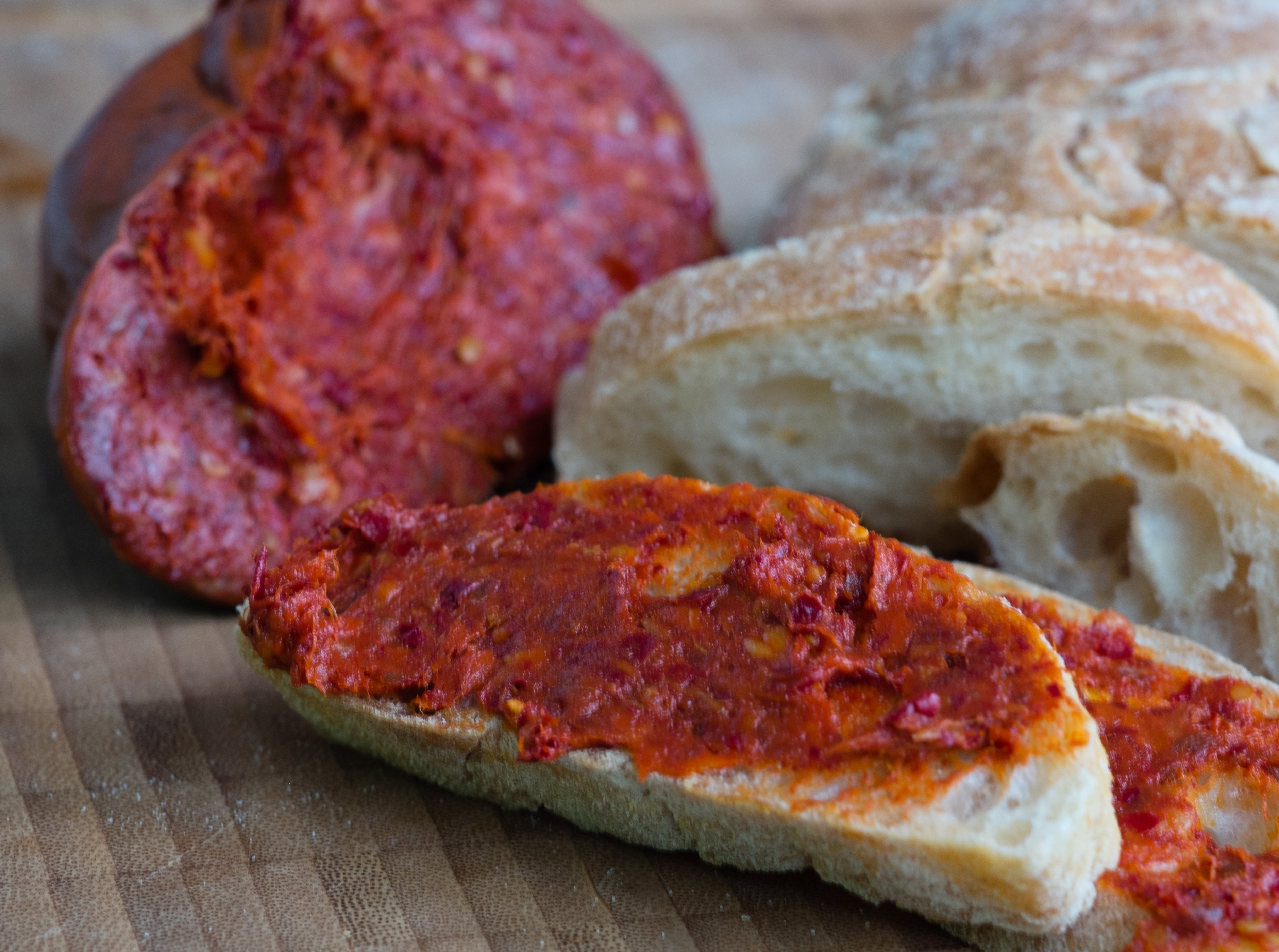
ندوجا مع الخبز ، مع قطعة من النقانق ندوجا في الخلفية.

في كالابريا، أثر تاريخ الحكم الفرنسي تحت حكم آل أنجو ونابليون، جنبًا إلى جنب مع التأثيرات الإسبانية ، على اللغة ومهارات الطهي كما يظهر في تسمية الأطعمة مثل الكعك gatò ، من gateau الفرنسية. تشمل المأكولات البحرية سمك أبو سيف والروبيان وجراد البحر وقنفذ البحر والحبار. تُستخدم المعكرونة من نوع المعكرونة على نطاق واسع في الأطباق الإقليمية ، وغالبًا ما يتم تقديمها مع صلصة الماعز أو اللحم البقري أو لحم الخنزير وجبن الريكوتا المالح.
تشمل الأطباق الرئيسية الفريتولي (يتم تحضيرها بغلي قشر لحم الخنزير واللحوم والزركشة في دهن الخنزير)، وأنواع مختلفة من النقانق الحارة (مثل ندوجا وكابيكولا) والماعز والقواقع الأرضية. البطيخ والبطيخ يتم تقديم تقليديا في سلطة الفواكه المبردة أو ملفوفة في لحم الخنزير.
تتميز بيتزا كالابريس بهيكل نابولي مع صلصة طماطم طازجة وقاعدة جبن ، ولكنها فريدة من نوعها بسبب نكهتها الحارة. بعض المكونات المتضمنة في بيتزا كالابريس هي شرائح سوبريساتا ساخنة رفيعة، وفلفل حار، وفلفل حار، وجبن موزاريلا طازجة.

### كامبانيا

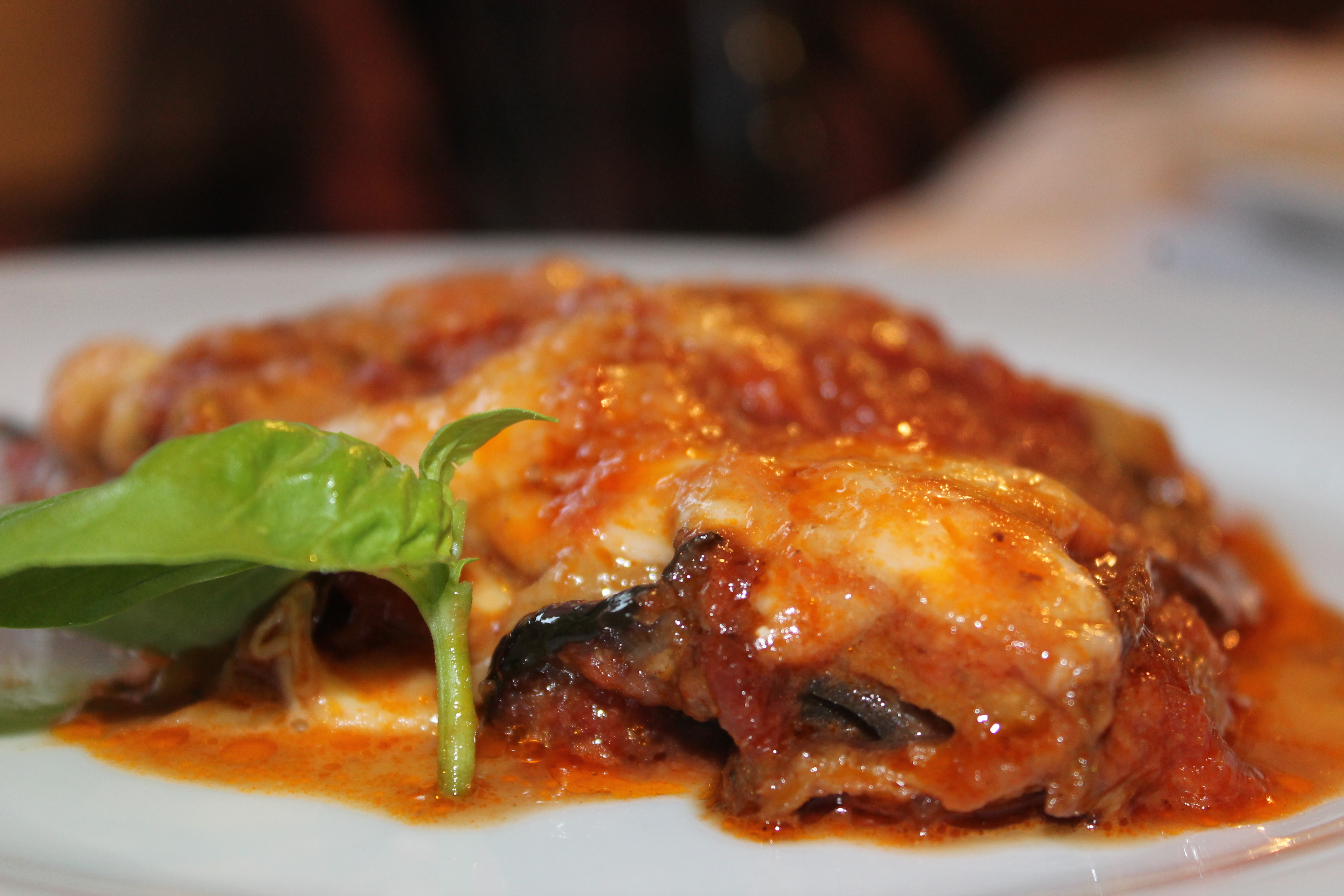
بارميجيانا

تنتج كامبانيا على نطاق واسع الطماطم والفلفل والبصل الأخضر والبطاطس والخرشوف والشمر والليمون والبرتقال التي تأخذ جميعها نكهة التربة البركانية. يقدم خليج نابولي الأسماك والمأكولات البحرية. كامبانيا هي واحدة من أكبر منتجي ومستهلكي المعكرونة في إيطاليا ، وخاصة السباغيتي. في المطبخ الإقليمي ، يتم تحضير المعكرونة بأنماط مختلفة يمكن أن تتميز بصلصة الطماطم والجبن والمحار والمحار.
باستا بوتانيسكا هو طبق شهير مصنوع من الزيتون والطماطم والأنشوجة والكبر والفلفل الحار والثوم. تشتهر المنطقة بإنتاج جبن الموزاريلا (خاصة من حليب الجاموس المائي) الذي يستخدم في مجموعة متنوعة من الأطباق، بما في ذلك البارميجيانا (شرائح الباذنجان المقلية ضحلة مع طبقات من الجبن وصلصة الطماطم، ثم خبز). تشمل الحلويات سترافولي (كرات من العجين المقلية)، باستيرا على أساس الريكوتا وسفوغلياتيل، وبابا مغمس بالروم .
نشأت البيتزا في مطبخ نابولي، وأصبحت مشهورة في جميع أنحاء العالم. البيتزا عبارة عن خبز مخبوز بالفرن، مسطح، على شكل قرص مغطى بصلصة الطماطم والجبن (عادة جبنة الموزاريلا) وطبقة مختلفة حسب الثقافة. منذ البيتزا الأصلية ، تطورت عدة أنواع أخرى من البيتزا.
نظرًا لأن نابولي كانت عاصمة مملكة الصقليتين، فقد أخذ مطبخها كثيرًا من تقاليد الطهي في جميع منطقة كامبانيا، حيث وصلت إلى توازن بين الأطباق القائمة على المكونات الريفية (المعكرونة والخضروات والجبن) وأطباق المأكولات البحرية (الأسماك والقشريات، الرخويات). تتأثر مجموعة متنوعة من الوصفات بالمأكولات الأرستقراطية المحلية، مثل أطباق تيمبالو وسارتو دي ريسو والمعكرونة أو الأرز مع إعداد متقن للغاية، بينما تحتوي الأطباق القادمة من التقاليد الشعبية على مكونات غير مكلفة ولكنها صحية من الناحية التغذوية ، مثل المعكرونة بالفاصوليا وغيرها. أطباق المعكرونة بالخضروات.

### إميليا رومانيا

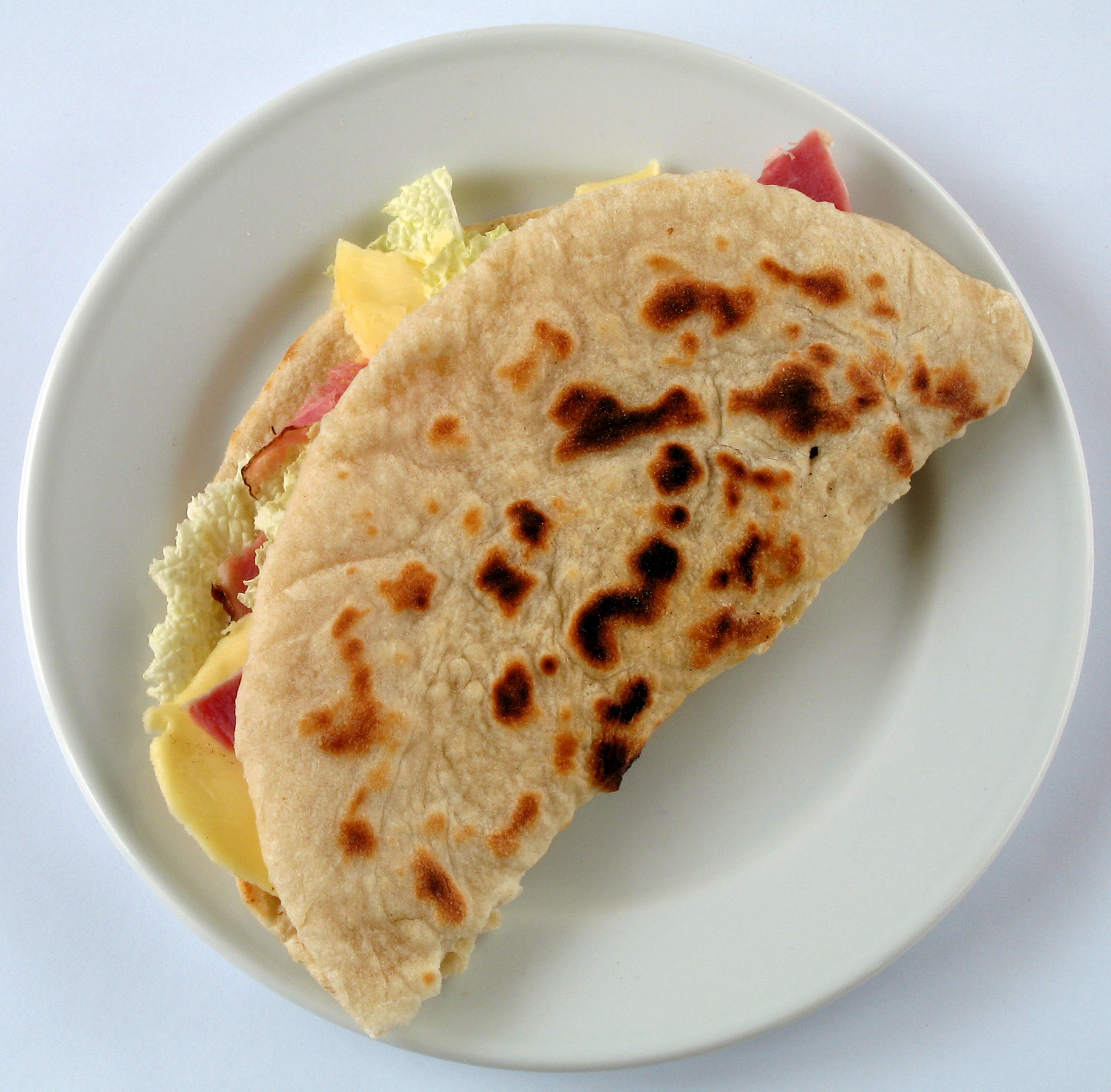
بيادينا

تشتهر إميليا رومانيا بشكل خاص بالبيض والمعكرونة المحشوة المصنوعة من دقيق القمح الطري. تشتهر منطقة رومانيا الفرعية بأطباق المعكرونة مثل غارغانيلي وستروزابريتي وكذلك الجبن مثل سكواكويروني، بيادينا الوجبات الخفيفة هي أيضا تخصص في المنطقة دون الإقليمية.
بولونيا ومودينا هي بارزة لأطباق المعكرونة مثل التورتيليني، اللازانيا، الأعشاب وتالياتيلي التي توجد أيضا في أجزاء أخرى كثيرة من المنطقة في الميل مختلفة، في حين فيرارا والزلابية مليئة اليقطين، وبياتشينزا بوركينا القمح جنوكتشي مع الفاصوليا وشحم الخنزير. يُصنع الخل البلسمي الشهير فقط في مدينتي مودينا وريجيو إميليا في إميليا، وفقًا للإجراءات التقليدية الملزمة قانونًا.

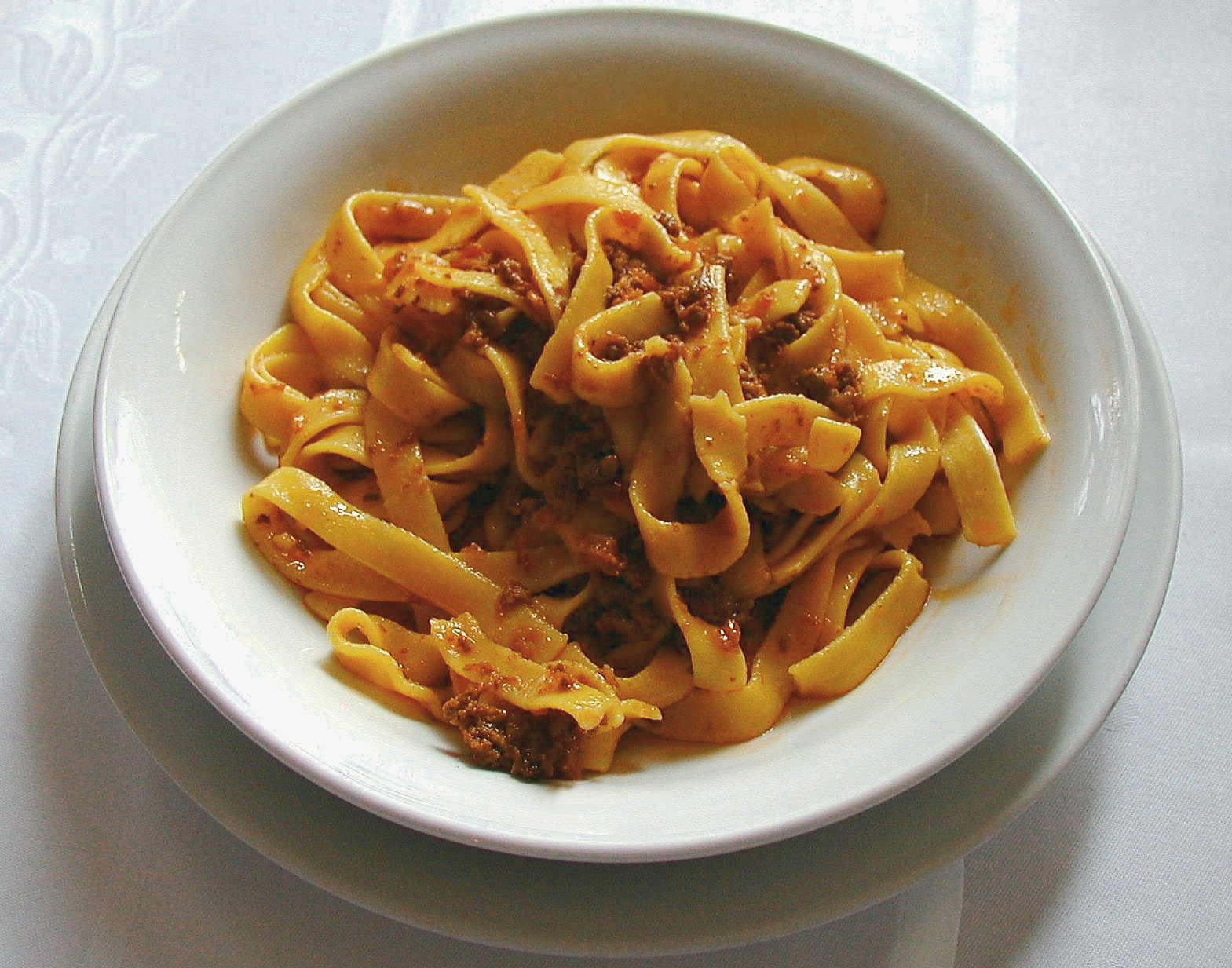
تاجلياتيل مع راجو

في منطقة إميليا دون الإقليمية ، باستثناء بياتشينزا التي تأثرت بشدة بمأكولات لومباردي، يتم تناول الأرز بدرجة أقل من بقية شمال إيطاليا. بولينتا ، طبق جانبي مصنوع من الذرة ، شائع في كل من إميليا ورومانيا.
يتم إنتاج جبن بارميجيانو ريجيانو في ريجيو إميليا (وقد تم اختراعه في بيبيانو، وهي بلدة صغيرة بالقرب من ريجيو إميليا ؛ تشتهر هذه المدينة أيضًا، نوع من كيشي البيض والخضروات). يتم إنتاج جبن جرانا بادانو في بياتشينزا.
على الرغم من أن ساحل البحر الأدرياتيكي هو منطقة صيد رئيسية (تشتهر بثعابين البحر والمحار التي يتم حصادها في بحيرة كوماكيو)، إلا أن المنطقة تشتهر بمنتجات اللحوم ، خاصة القائمة على لحم الخنزير ، والتي تشمل اللحوم الباردة مثل بارما لحم الخنزير وكولاتيو وسلامي فيلينو. بياتشينزا في بانسيتا ، كأس، والسلامي. مرتديلا بولونيا؛ زامبون وكوتشينو وكابيلو ديل بريتي؛ وسلامة دا سوجو فيرارا. تشتهر بياتشينزا أيضًا ببعض الأطباق المحضرة من لحم الحصان والحمير. تشمل الحلويات الإقليمية زوبا إنجليسي (حلوى قائمة على الكسترد مصنوعة من كعكة إسفنجية ومشروب الكيرميس ليكيور)، وبانبيباتو (كعكة عيد الميلاد المصنوعة من الفلفل والشوكولاتة والتوابل واللوز) و (زبدة وكيك شوكولاتة) و (كعكة الأرز والحليب).

### فريولي فينيتسيا جوليا

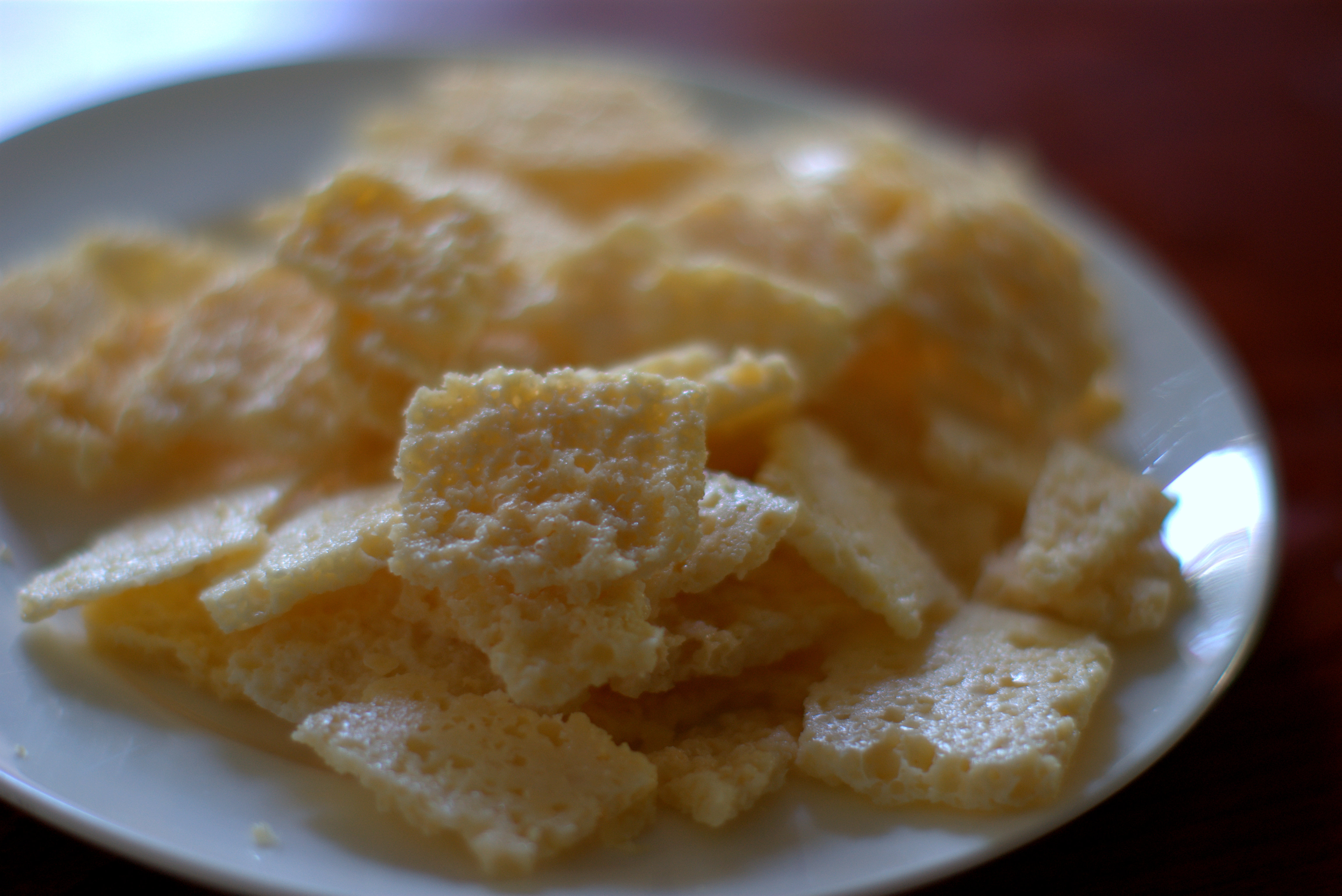
فريكو ، طبق تقليدي في منطقة فريولي فينيتسيا جوليا

حافظت فريولي فينيتسيا جوليا في مطبخها على الروابط التاريخية مع النمسا والمجر. تشتهر أوديني وبوردينوني، في الجزء الغربي من فريولي ، بلحم الخنزير التقليدي سان دانييلي ديل فريولي، وجبن مونتاسيو، وطبق جبن فريكو. الأطباق النموذجية الأخرى بيتينا (اللحم المصنوعة من اللحوم المدخنة)، لعبة، وأنواع مختلفة من النوكى وعصيدة من دقيق الذرة .
تتأثر غالبية الأطباق الإقليمية الشرقية بشدة بالمأكولات النمساوية والمجرية والسلوفينية والكرواتية. وتشمل الأطباق النموذجية الحساء استريا (شوربة الفاصوليا، مخلل الملفوف والبطاطا ولحم الخنزير المقدد، وقطع الغيار في الضلوع)، النقانق فيينا، اليخني، ايفابي، فطيرة التفاح،غوغلهوبف. وغالبًا ما يتم تحضيره على موقد مفتوح يسمى فوجولار . كوليو كوليو جوريزيانو دل فريولي ‏، وراماندولو معروفة جيدا التحكم في تحديد مكان المنشأ (إيطاليا) الخمور الإقليمية.
لكن المأكولات البحرية من البحر الأدرياتيكي تستخدم أيضًا في هذه المنطقة. بينما انخفض صيد التونة ، فإن الأنشوجة من خليج تريست قبالة باركولا (باللهجة المحلية: " Sardoni barcolani ") هي طعام شهي خاص ومطلوب.

### ليغوريا

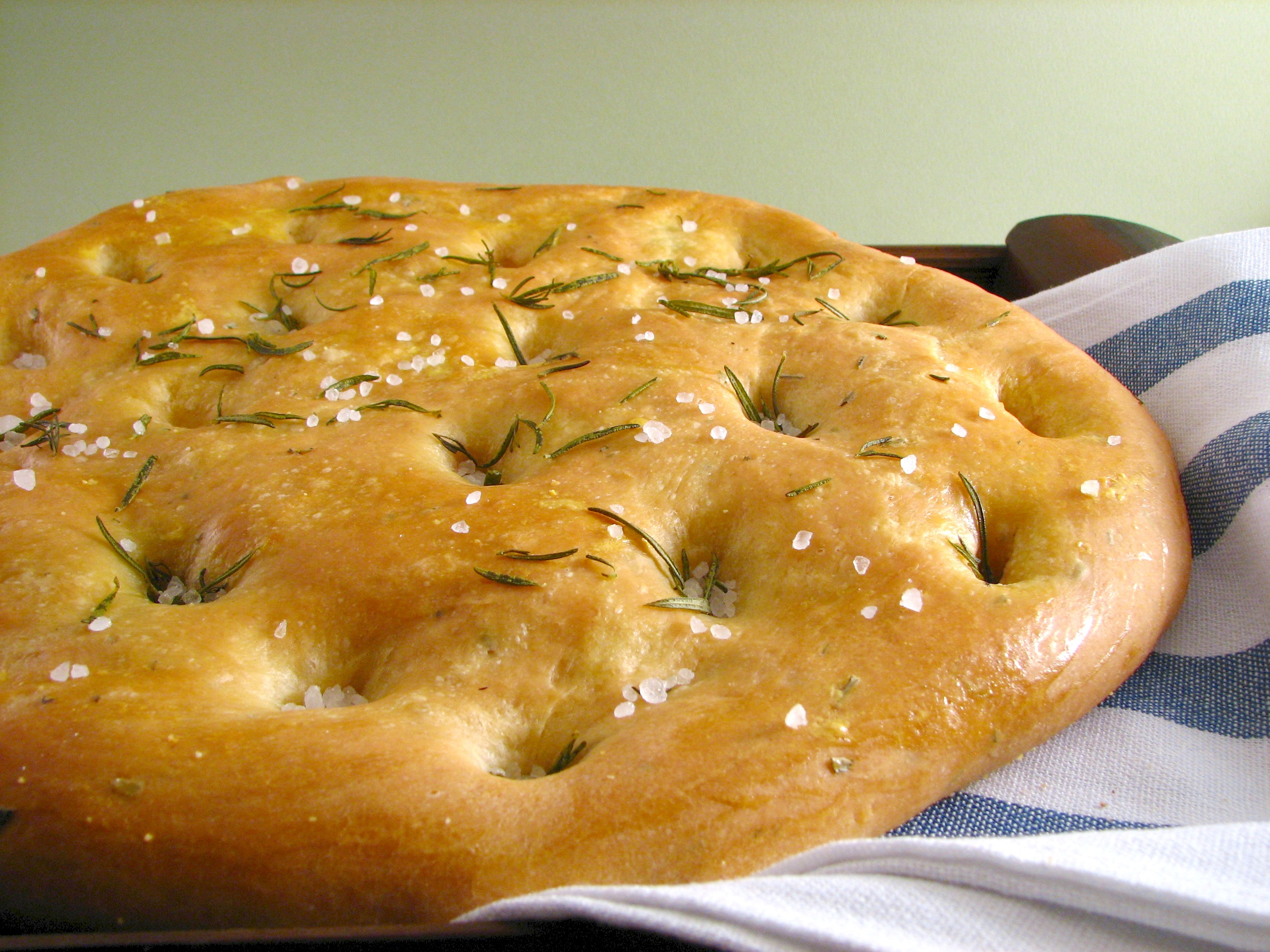
الفطائر مع إكليل الجبل. يرتبط فوكاتشيا على نطاق واسع بالمطبخ الليغوري

تشتهر ليغوريا بالأعشاب والخضروات (وكذلك المأكولات البحرية) في مطبخها. تحظى الفطائر اللذيذة بشعبية كبيرة ، حيث تمزج الخضار والخرشوف مع الجبن وخثارة الحليب والبيض. يستخدم البصل وزيت الزيتون. نظرا لعدم وجود الأراضي الصالحة لزراعة القمح والليغوريين استخدام الحمص في الدقيقي وعصيدة من دقيق الذرة مثل بانيسا . يتم تقديم الأول سادة أو مغطى بالبصل أو الأرضي شوكي أو السجق أو الجبن أو الأنشوجة الصغيرة. يتم طهي فاريناتا عادة في فرن يعمل بالحطب ، على غرار البيتزا الجنوبية. علاوة على ذلك ، تتميز الأسماك الطازجة بشكل كبير في المطبخ الليغوري. أو سمك القد المملح، بشكل بارز كمصدر للبروتين في المناطق الساحلية. يتم تحضيره تقليديا في الحساء.
تستخدم مناطق التلال الكستناء كمصدر للكربوهيدرات. تشمل المعكرونة الليغورية الكورزيتي، التي يتم ختمها عادةً بالتصاميم التقليدية ، من وادي بوليسفيرا؛ بانسوتي ، رافيولي مثلثة الشكل مليئة بالخضروات، شرائط المعكرونة المصنوعة من كمية صغيرة من البيض وتقدم مع صلصة الخرشوف أو صلصة البيستو؛ ترينيت مصنوع من دقيق القمح الكامل المقطع إلى شرائح طويلة ويقدم مع ؛ الفاصوليا والبطاطس المسلوقة، جنوكتشي ليغوريا مصنوعة من دقيق الحبوب الكاملة والبطاطا المسلوقة ، وتُصنع على شكل حلزوني وغالبًا ما تُقلب في الصلصة. هاجر العديد من الليغوريين إلى الأرجنتين في أواخر القرن التاسع عشر وأوائل القرن العشرين ، مما أثر على مطبخ البلاد (التي كانت تهيمن عليها اللحوم ومنتجات الألبان التي لم تكن تسمح بها المناطق النائية الضيقة في ليغوريا)، الصلصة المصنوعة من الريحان والأعشاب الأخرى، هي صلصة ليغورية فريدة من نوعها ، وتتميز بشكل بارز بين الباستا الليغورية.

### لاتسيو

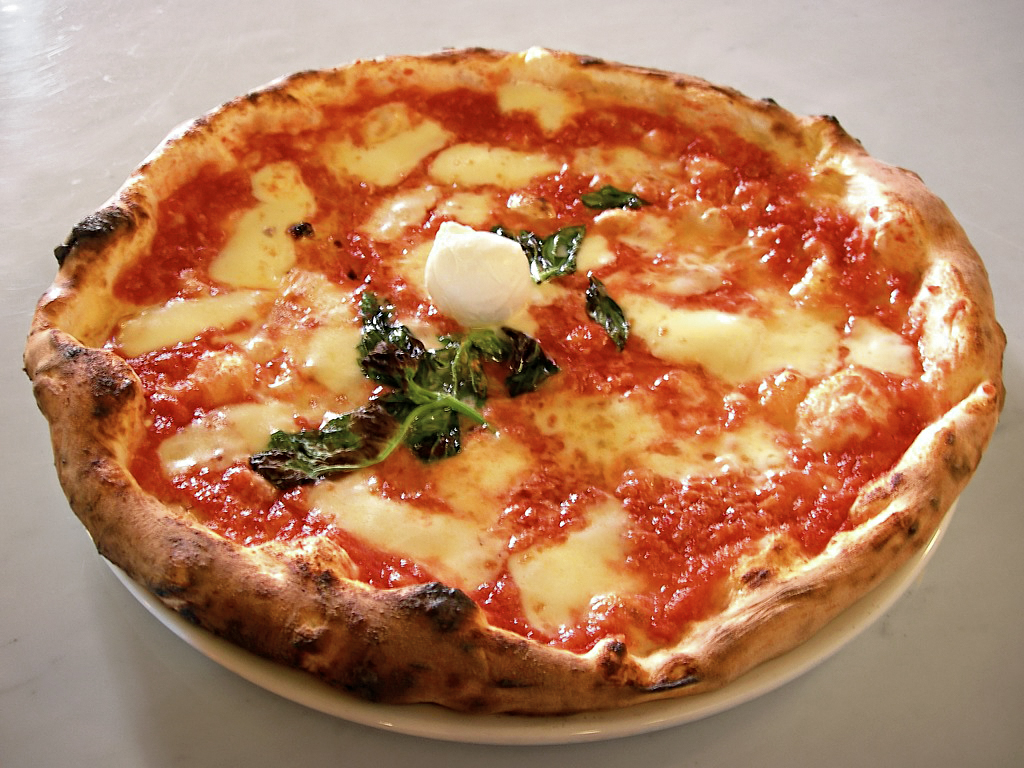
البيتزا نابولي التقليدية.

ويتميز بمكونات طازجة وموسمية ومحضرة ببساطة من رومان كامبانا. وتشمل هذه البازلاء والخرشوف والفول المدمس والمحار ولحم الضأن والماعز الذي يتغذى على الحليب والجبن مثل بيكورينو رومانو وريكوتا. يستخدم زيت الزيتون في الغالب لتجهيز الخضار النيئة ، في حين يفضل استخدام الستروتو (شحم الخنزير) والدهون من بروسكيوتو للقلي. الحلويات الأكثر شعبية في روما هي المعجنات الفردية الصغيرة التي تسمى pasticcini والجيلاتو (الآيس كريم) والشوكولاتة والحلويات المصنوعة يدويًا. غالبًا ما يتم حجز الأطباق الخاصة لأيام مختلفة من الأسبوع؛ على سبيل المثال، يؤكل جنوكتشي أيام الخميس، والباكالا (سمك القد المملح) يوم الجمعة ، وتريبا يوم السبت.

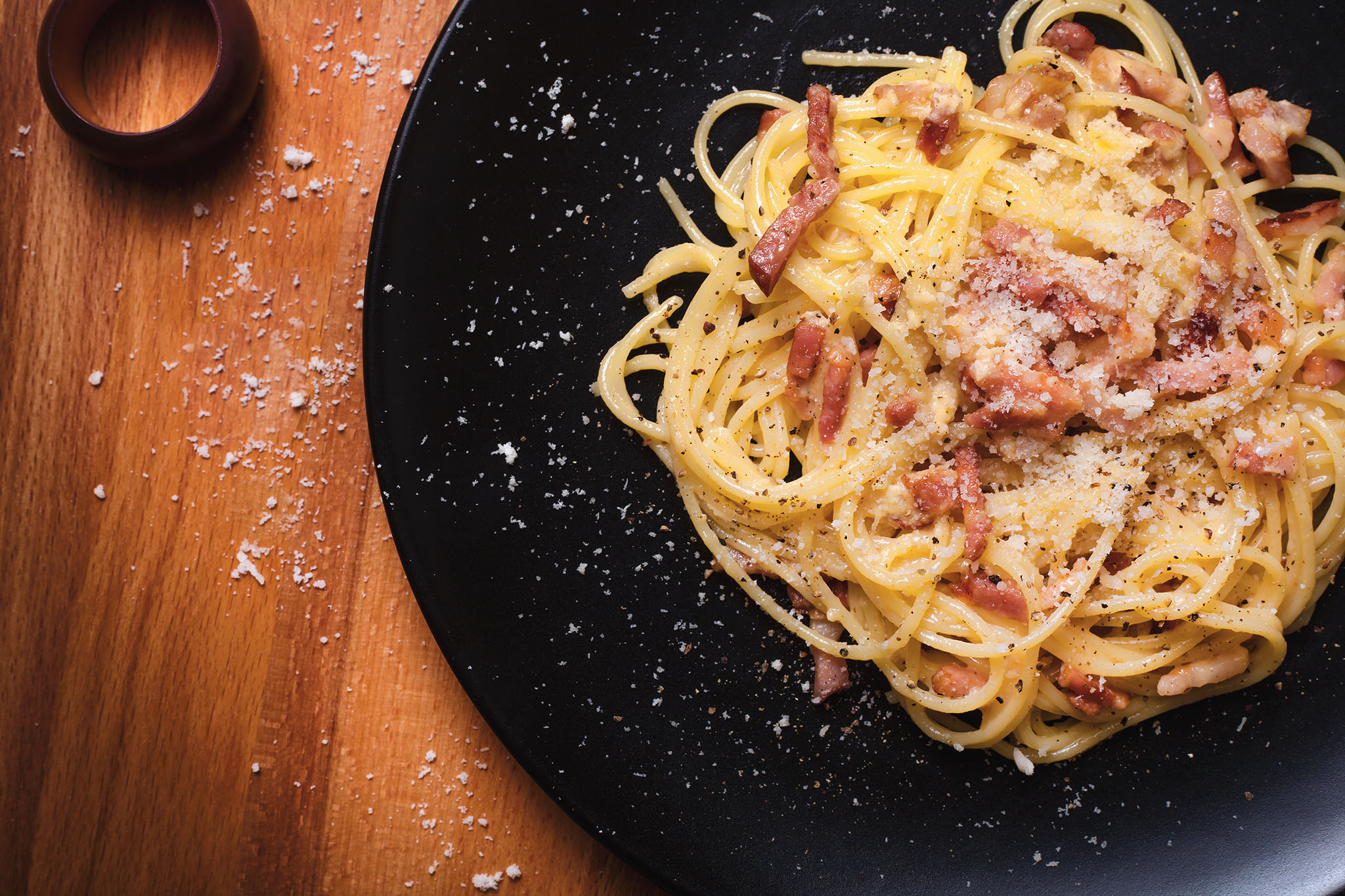
آلا كاربونارا

غالبًا ما توجد أطباق المعكرونة التي تعتمد على استخدام غوميلاني (لحم الخنزير المقدد غير المدخن المحضر بفط أو خدود الخنزير) في لاتسيو، مثل باستا ألا كاربونارا ومعكرونة ألاماتريسيانا . طبق آخر من المعكرونة في المنطقة هو أرابياتا ، مع صلصة الطماطم الحارة. المطبخ الإقليمي استخدام على نطاق واسع مخلفاتها، مما أدى إلى أطباق مثل القائم على entrail ريجاتوني مع صلصةريغاتوني ألا باياتا.
من أهم معالم لاتسيو الجبن المصنوع من حليب النعاج (بيكورينو رومانو)، البورشيتا (المشوي اللذيذ، الدهني، الخالي من العظم) ونبيذ فراسكاتي ‏ الأبيض. يمكن ملاحظة تأثير المجتمع اليهودي القديم في المطبخ الروماني التقليدي الخرشوف ألا جوديا.

### لومباردي

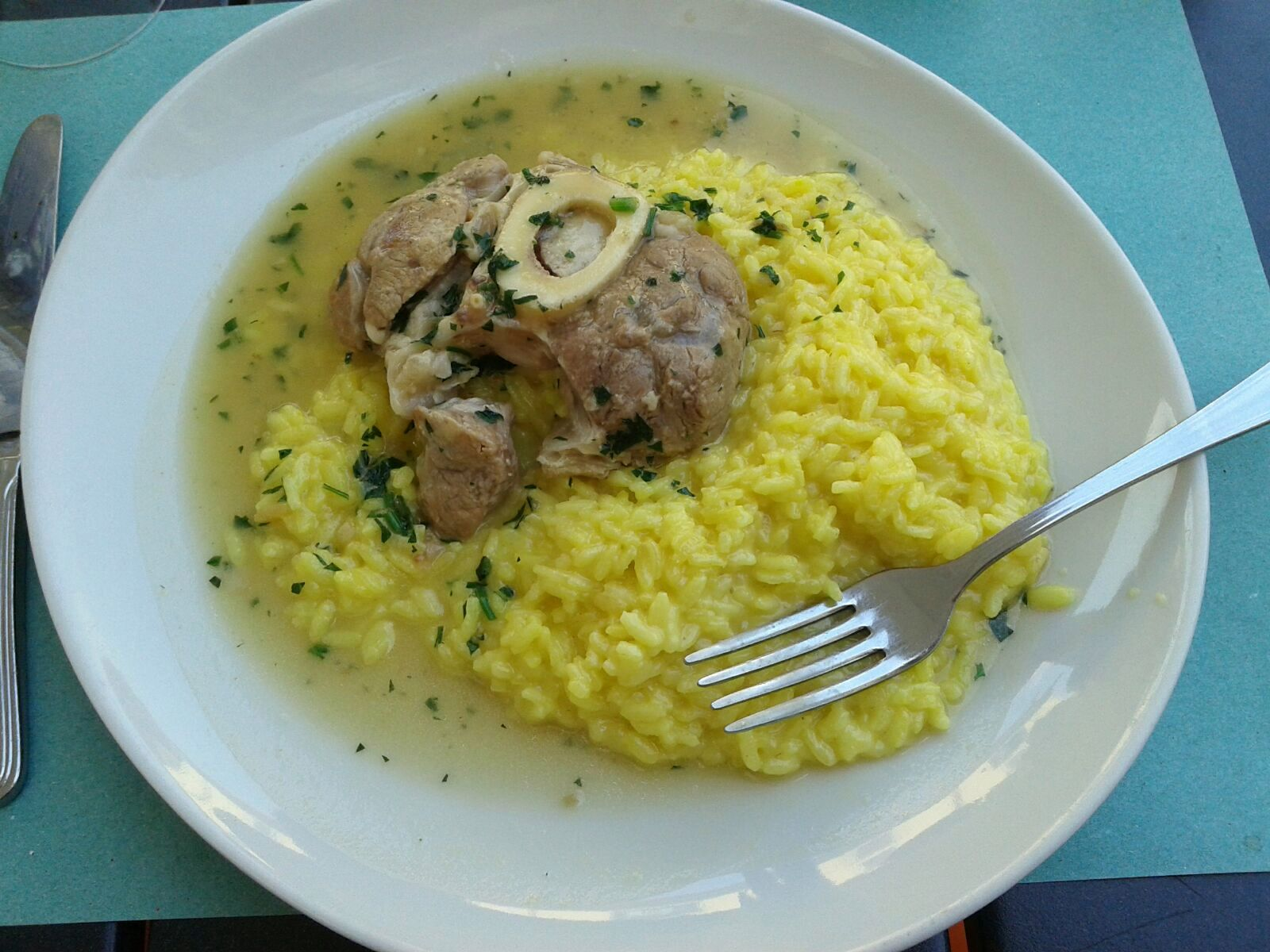
أوسوبوكو يقدم مع ريزوتو ألا ميلانيز

نظرًا للأحداث التاريخية المختلفة لمقاطعاتها وتنوع أراضيها، فإن المطبخ اللومباردي لديه تقاليد طهي متنوعة للغاية. تتراوح الدورات الأولى في المطبخ اللومباردي من الريزوتو إلى الحساء والمعكرونة المحشوة، في المرق أم لا. تقدم الدورات الرئيسية مجموعة متنوعة من أطباق اللحوم أو الأسماك من تقاليد العديد من البحيرات والأنهار في لومباردي.
بشكل عام، يمكن توحيد مطبخ مختلف مقاطعات لومباردي من خلال انتشار الأرز والمعكرونة المحشوة على المعكرونة الجافة، والزبدة بدلاً من زيت الزيتون للطبخ، والطهي لفترات طويلة، وانتشار استخدام لحم الخنزير، والحليب ومشتقاته، والبيض. الاستعدادات ، واستهلاك عصيدة من دقيق الذرة الشائع في كل شمال إيطاليا.
تحظى أطباق الأرز بشعبية كبيرة في هذه المنطقة ، وغالبًا ما توجد في الحساء وكذلك. أشهرها هو ريزوتو ألا ميلانيز بنكهة الزعفران. بسبب لونه الأصفر المميز ، غالباً ما يطلق عليه. يتم تقديم الطبق أحيانًا مع باكو اوسو (قطع لحم العجل المقطعة مع الخضار والنبيذ الأبيض والمرق).

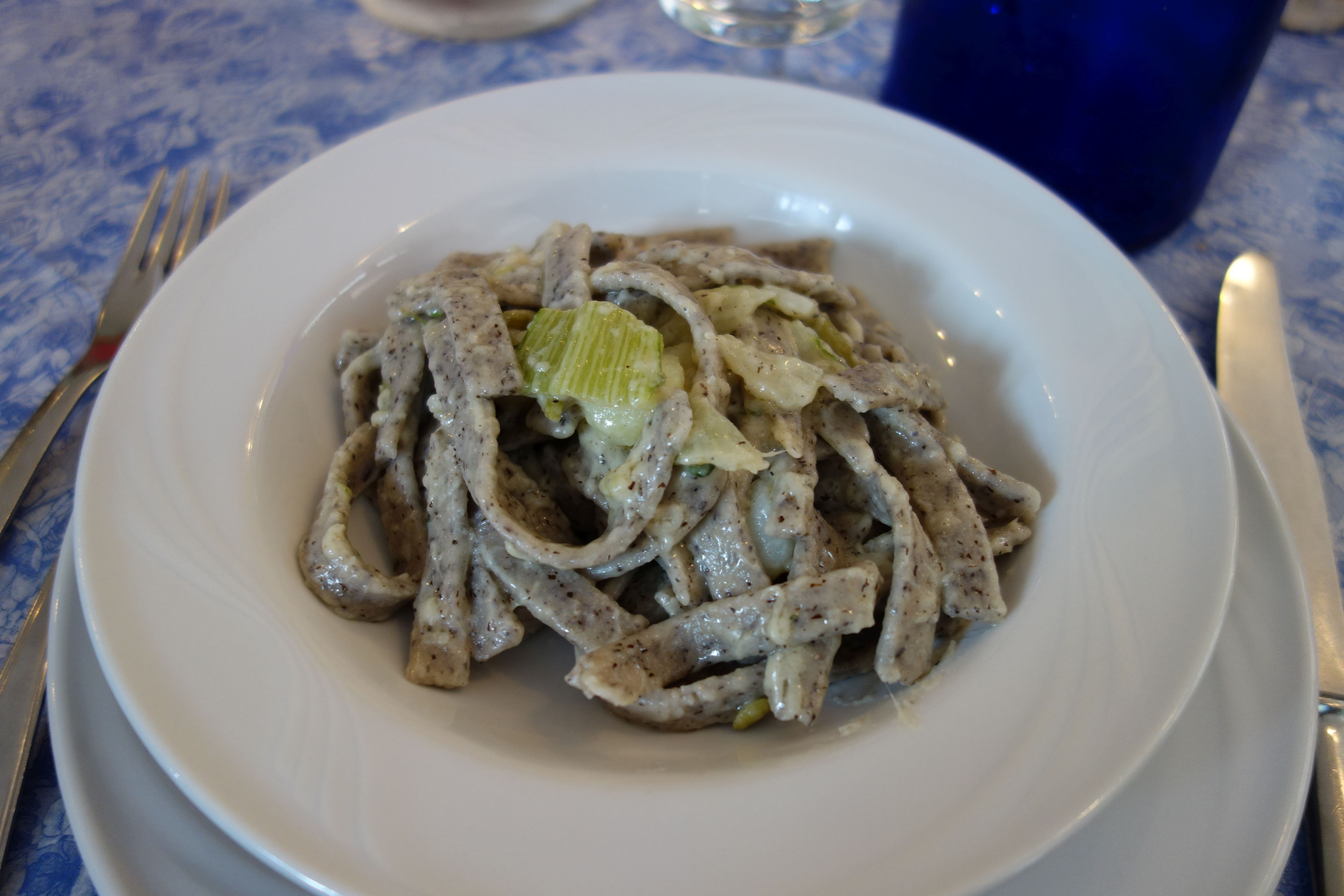
طبق من البيتزا

وتشمل التخصصات الإقليمية الأخرى ميلانيزا علاء ميلانيزي (أ المقلية كستلاتة مخبوز من لحم العجل مماثلة ل ينر شريحة، ولكن المطبوخة «العظم في»)، كاسويلا (إعداد طبق الشتاء عادة مع الملفوف ولحم الخنزير)، موستاردا (بهار الغنية المصنوع من الفواكه المسكرة وشراب بنكهة الخردل)، بريساولا Valtellina (لحم بقري مملح مجفف بالهواء)، بيزوكري (معكرونة شريطية مسطحة مصنوعة من 80٪ دقيق الحنطة السوداء و 20٪ دقيق قمح مطبوخ مع الخضار، مكعبات البطاطس، وطبقات من جبن فالتيلينا كاسيرا) الكاسونشيلي (نوع من المعكرونة المحشوة ، تزين عادة بالزبدة المذابة والمريمية، نموذجي في برغامو) وتورتيلي دي زوكا (نوع من الرافيولي مع حشوة اليقطين ، يزين عادة بالزبدة المذابة والمريمية أو الطماطم).
تسمح سهول لومباردي الوسطى والجنوبية بتربية الماشية بشكل مكثف). بولينتا شائع في جميع أنحاء المنطقة. تشمل الحلويات الإقليمية البانيتوني الشهير (خبز طري حلو مع الزبيب وكبريت ملبس وقطع برتقال).

### ماركي
على ساحل ماركي، يتم إنتاج الأسماك والمأكولات البحرية. تستخدم الخنازير البرية والبرية والمنزلية في صناعة النقانق ولحم الخنزير. لا يتم تقطيع لحم الخنزير إلى شرائح رقيقة ، ولكن يتم تقطيعه إلى قطع صغيرة الحجم. غالبًا ما يتم حشو لحم الخنزير والدجاج والأسماك بإكليل الجبل أو سعف الشمر والثوم قبل تحميصها أو وضعها على البصق.
أسكولي ، مقاطعة ماركي الواقعة في أقصى الجنوب ، تشتهر بزيت الزيتون الأسكولاني (زيتون محشو بالعديد من اللحوم المفرومة والبيض والبارميزان ، ثم مقلي). منتج ماركي المعروف الآخر هو من بلدة كامبوفيلون الصغيرة، نوع من المعكرونة المصنوعة يدويًا مصنوعة فقط من دقيق الحبوب الصلبة والبيض، مقطعة بشكل رقيق لدرجة تذوب في الفم

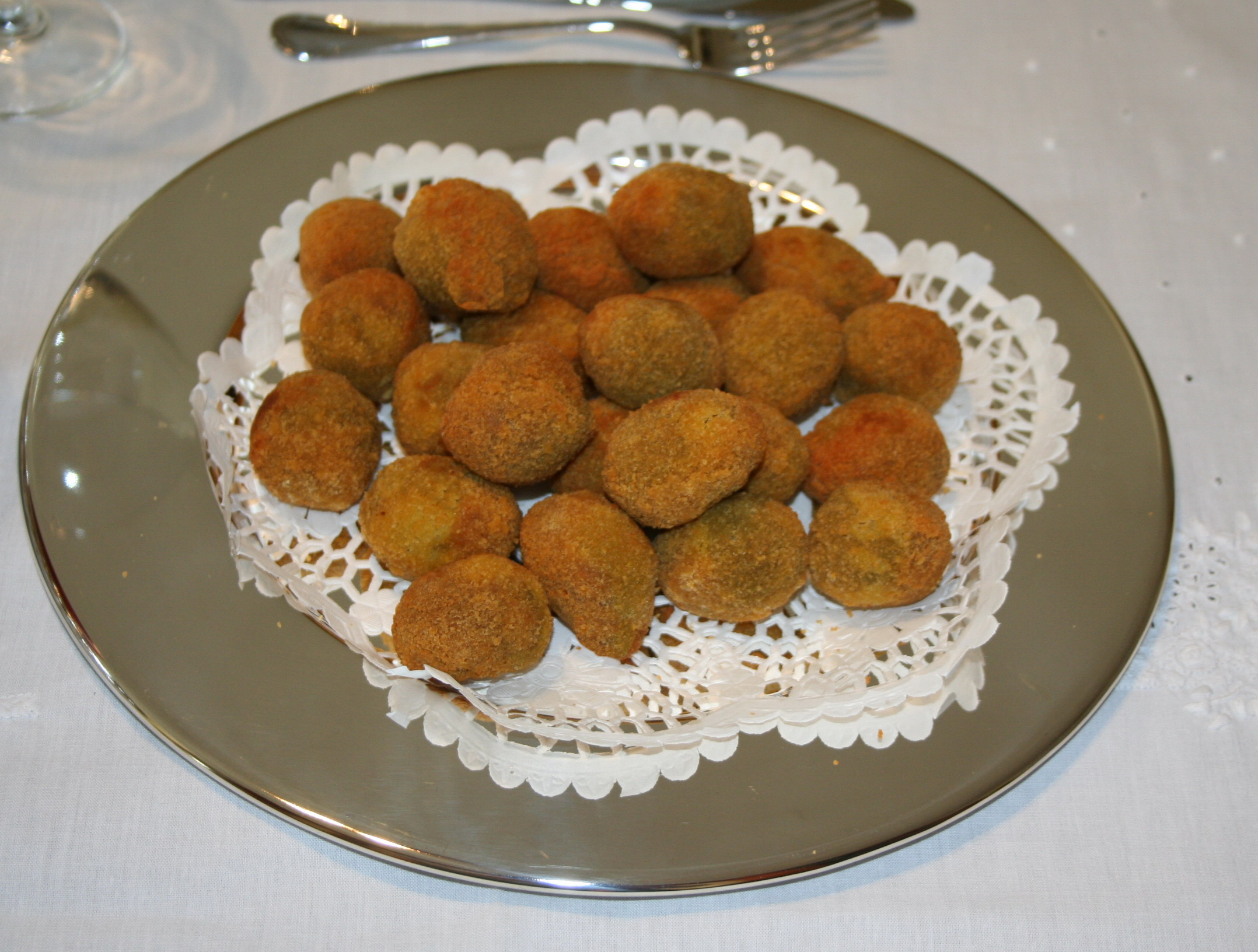
أسكولان الزيتون

### بيدمونت

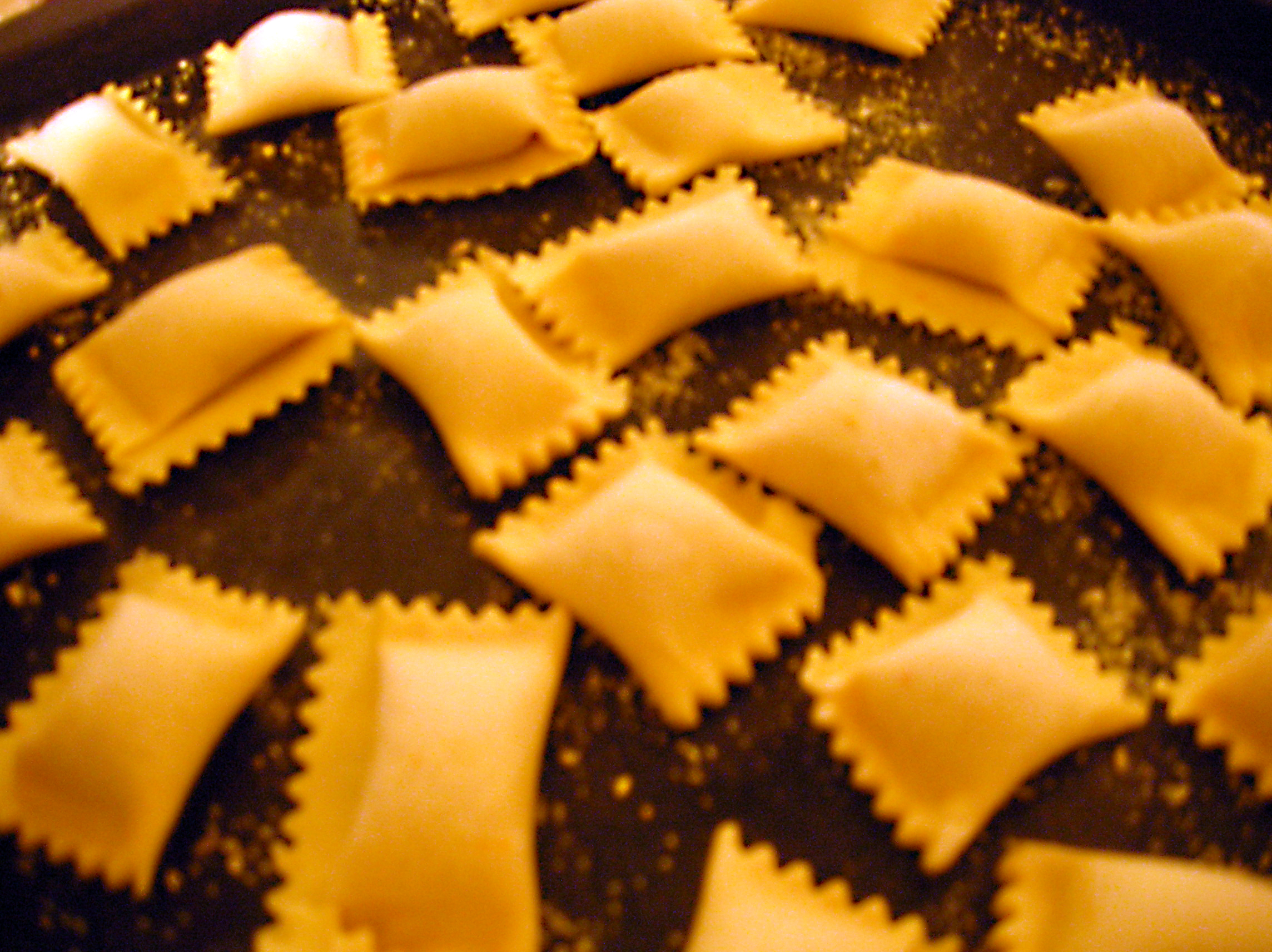
agnolotti بييمونتي التقليدية

بين جبال الألب ووادي بو، الذي يضم عددًا كبيرًا من النظم البيئية المختلفة ، تقدم منطقة بيدمونت مأكولات راقية ومتنوعة. كنقطة اتحاد بين المطبخ الإيطالي التقليدي والمطبخ الفرنسي ، فإن منطقة بيدمونت هي المنطقة الإيطالية التي تضم أكبر عدد من الأجبان ذات الوضع الجغرافي المحمي والنبيذ بموجب DOC . إنها أيضًا المنطقة التي تم فيها تأسيس كل من جمعية سلو فوود ومدرسة الطبخ الإيطالية المرموقة، جامعة علوم تذوق الطعام .
بيدمونت هي منطقة ينتشر فيها جمع المكسرات والفطر والكرتون، وكذلك الصيد وصيد الأسماك . الكمأ والثوم والخضروات الموسمية والجبن والأرز ميزة في المطبخ. يتم إنتاج النبيذ من عنب ليبيولو مثل بارولو وبارباريسكو وكذلك النبيذ من عنب باربيرا والنبيذ الفوار الفاخر والنبيذ الحلو الفوار قليلاً نبيذ موسكاتو كوت أستي. المنطقة أيضا تشتهر فرموث ورتافيه الإنتاج.
Castelmagno هي جبنة ثمينة في المنطقة. تشتهر بيدمونت أيضًا بجودة لحوم أبقار كارو (خاصةً «الثور السمين»)، ومن هنا جاء تقليد تناول اللحوم النيئة المتبل بزيت الثوم والليمون والملح؛ نجار. حساء النبيذ المصنوع من لحم البقر المتبل؛ ولحم بقري مسلوق يقدم مع صلصات مختلفة.

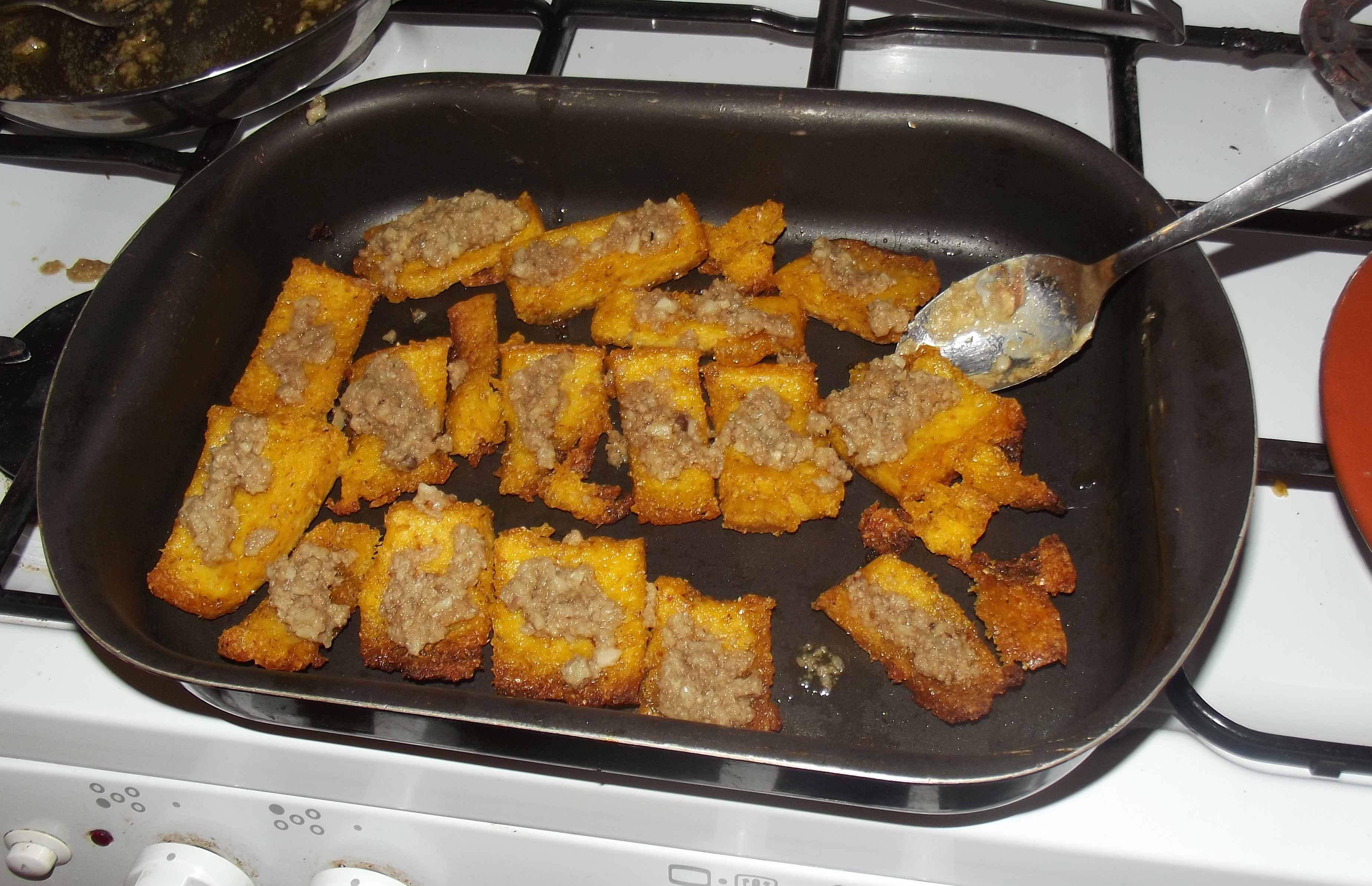
عصيدة من دقيق الذرة مع ذيل bagna

الطعام الأكثر شيوعًا في تقاليد بيدمونت هو آنيولوتي (المعكرونة المطوية مع اللحم البقري المشوي وحشو الخضار)، (طبق نموذجي من نوفارا، نوع من الريزوتو مع أرز أربوريو أو أرز ماراتيلي، النوع النموذجي من حبوب سالوجيا، البصل، نبيذ باربيرا، شحم الخنزير، السلامي، الخضار الموسمية، الملح والفلفل)، تاجليريني (نسخة أرق من تاجلياتيل)، باجنا كودا (صلصة الثوم والأنشوجة وزيت الزيتون والزبدة) والبيسين (مشروب ساخن مصنوع من القهوة والشوكولاتة والحليب كامل الدسم). بيدمونت هي إحدى عواصم المعجنات والشوكولاتة الإيطالية على وجه الخصوص، حيث تشتهر في جميع أنحاء العالم بمنتجات مثل نوتيلا وجياندويوتو ومارون جلاس. 

### سردينيا

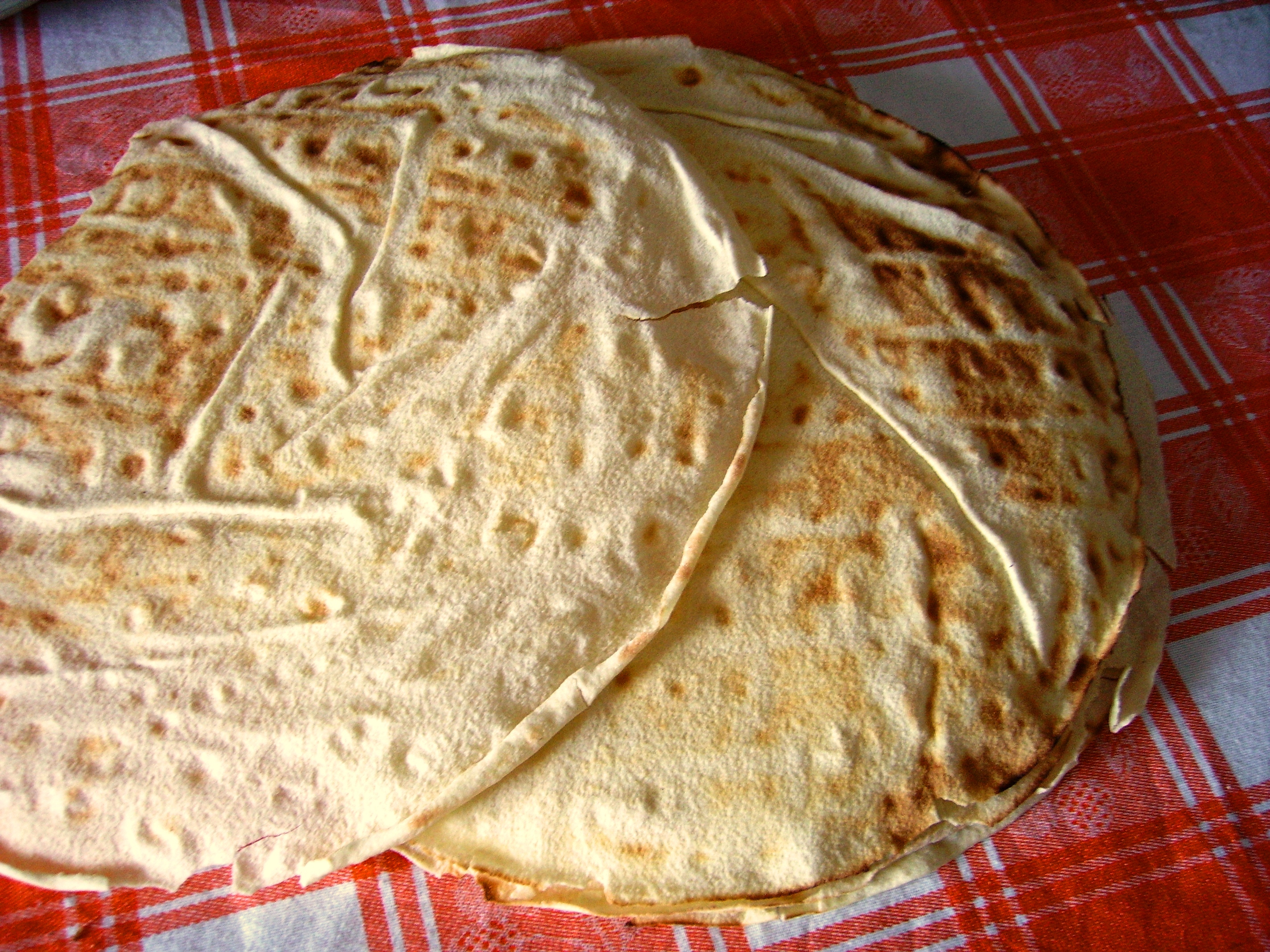
خبز كاراسو التقليدي

يتم تحميص الخنازير الرضيعة والخنازير البرية على البصق أو مسلوقة في حساء الفاصوليا والخضروات ، مع الخبز. تستخدم الأعشاب مثل النعناع والآس على نطاق واسع في المطبخ الإقليمي. تحتوي سردينيا أيضًا على العديد من الأنواع الخاصة من الخبز الجاف الذي يحافظ على فترة أطول من الخبز عالي الرطوبة. مالوردوس هي معكرونة نموذجية في المنطقة.
كما يتم خبز الخبز سيفراكسو الخبز، بيتزوس، وهو خبز مزخرف للغاية بيستوكو الخبز، المصنوع من الدقيق والماء فقط، مخصص في الأصل للرعاة، ولكن غالبًا ما يتم تقديمه في المنزل مع الطماطم والريحان والأوريجانو والثوم والجبن القوي. تعد جراد البحر الصخري والسمبي والحبار والتونة والسردين من المأكولات البحرية السائدة.
كاسو مارزو هو جبن غنم ينتج في سردينيا، لكن شرعيته مشكوك فيها بسبب مخاوف تتعلق بالنظافة.

### صقلية

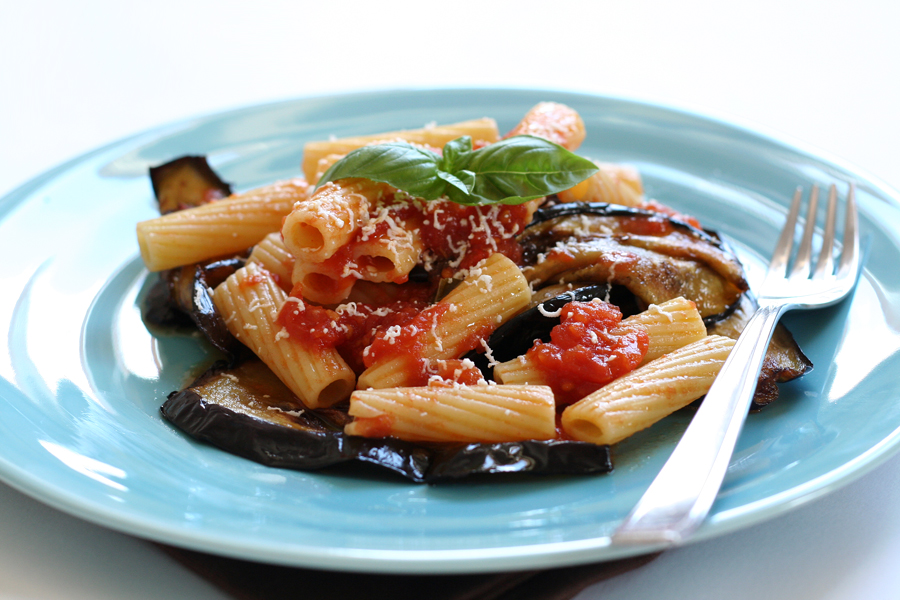
يعتبر باستا ألا نورما من بين الأطباق التاريخية والأيقونية في صقلية.

تظهر صقلية آثار جميع الثقافات التي رسخت وجودها على الجزيرة على مدار الألفي عام الماضيين. على الرغم من أن مطبخها يحتوي بلا شك على قاعدة إيطالية في الغالب، إلا أن الطعام الصقلي له أيضًا تأثيرات إسبانية ويونانية وعربية. يقال أن ديونيسوس أدخل النبيذ إلى المنطقة ؛ أثر تاريخي من اليونان القديمة .
قدم الرومان القدماء أطباق فخمة تعتمد على الأوز. فضل البيزنطيون النكهات الحلوة والحامضة وجلب العرب السكر والحمضيات والأرز والسبانخ والزعفران. كان النورمانديون وهوهنشتاوفن مغرمين بأطباق اللحوم. قدم الأسبان عناصر من العالم الجديد بما في ذلك الشوكولاتة والذرة والديك الرومي والطماطم.

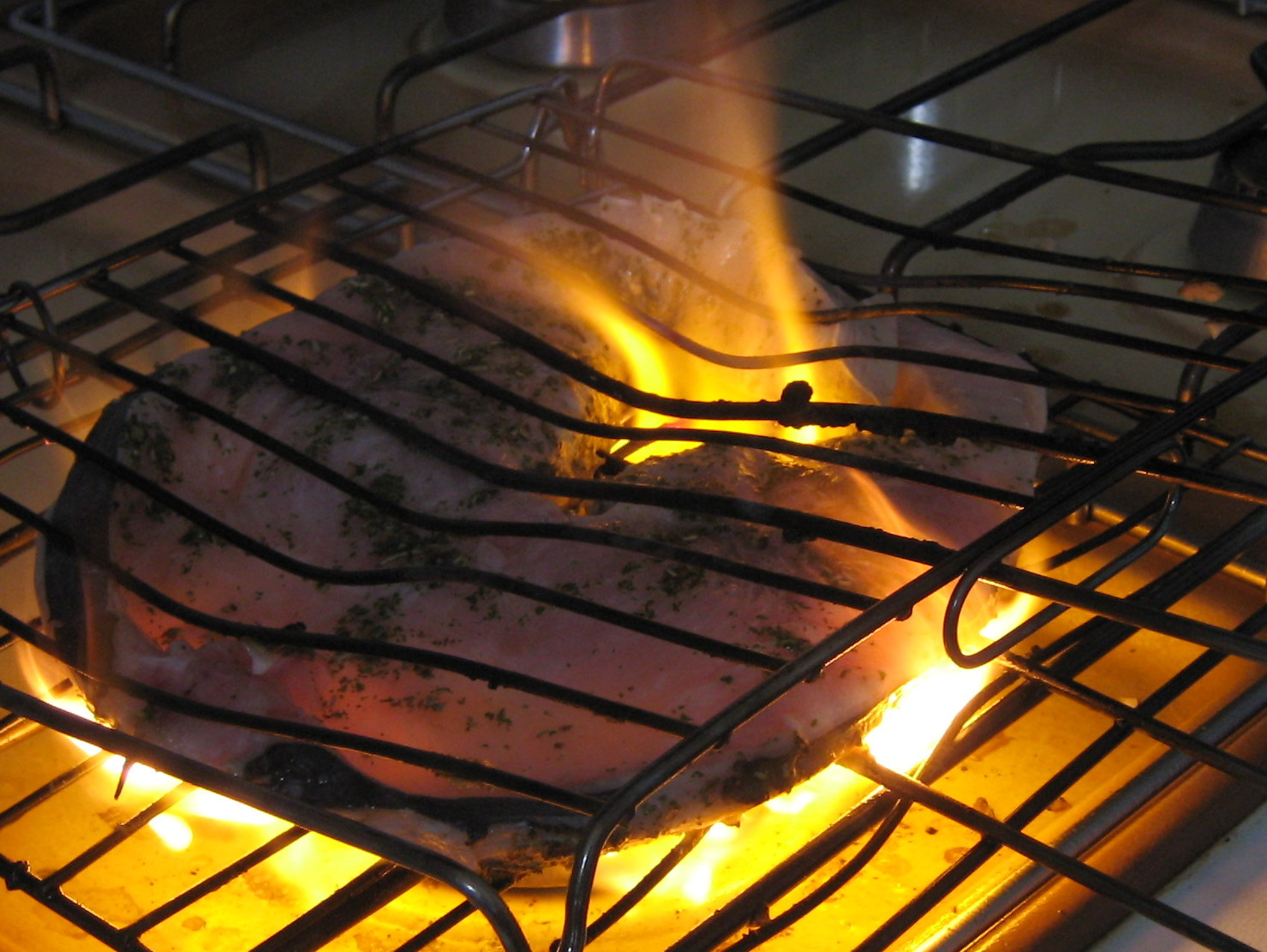
سمك أبو سيف مشوي

يشجع الكثير من مأكولات الجزيرة على استخدام الخضروات الطازجة مثل الباذنجان والفلفل والطماطم، وكذلك الأسماك مثل التونة والدنيس وسمك القاروس والحبار وسمك أبو سيف . في تراباني، في أقصى الزاوية الغربية للجزيرة، تظهر تأثيرات شمال إفريقيا واضحة في استخدام أطباق متنوعة تعتمد على الكسكس، وعادة ما يتم دمجها مع الأسماك. يستخدم النعناع على نطاق واسع في الطبخ على عكس بقية إيطاليا.
وتشمل التخصصات التقليدية من جزيرة صقلية أرانسيني (شكل من أشكال الأرز المقلي كروكويتيس)، والمعكرونة علاء نورما ، كابوناتا ، باني ميوزا كاليفورنيا، ومجموعة كبيرة من الحلويات والحلويات مثل كانولي، جرانيتا، و كاساتا .

### ترينتينو ألتو أديجي

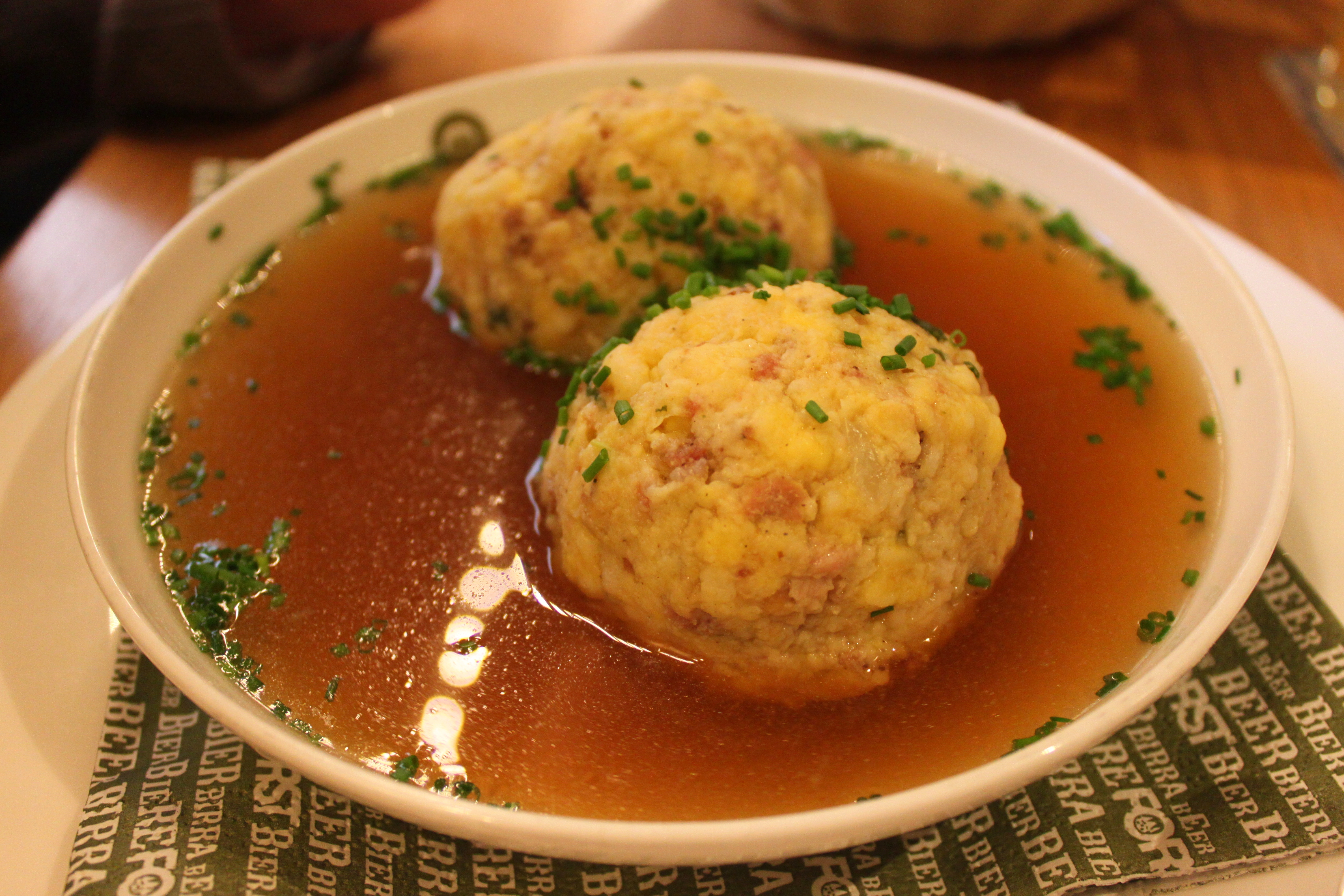
حساء شبيك كنودل التقليدي. يتمتع مطبخ Südtirol بتأثير إقليمي ونمساوي قوي في جبال الألب

قبل مجلس ترينت في منتصف القرن السادس عشر ، كانت المنطقة معروفة ببساطتها في المطبخ الفلاحي. عندما أسس أساقفة الكنيسة الكاثوليكية هناك ، أحضروا معهم فن الطبخ الجيد. وفي وقت لاحق، يؤثر أيضا من البندقية والنمسا هابسبورغ الإمبراطورية جاء فيها 
تنتج منطقة ترينتينو الفرعية أنواعًا مختلفة من النقانق وعصيدة دقيق الذرة واللبن والجبن وكعكة البطاطس وكعكة القمع وأسماك المياه العذبة. في منطقة Südtirol (Alto Adige) دون الإقليمية، نظرًا لوجود غالبية السكان الناطقين بالألمانية ، تسود التأثيرات النمساوية والسلافية القوية. معظم المنتج المحلي الشهير تقليدي بقعة بنكهة لحم الخنزير العرعر التي، كما شبيك ألتو أديجي ‏، وينظم من قبل الاتحاد الأوروبي تحت PGI الوضع. جولاش، كنودل، فطيرة التفاح، كايزرشمارن ، كرابفن ، روستي ، سباتزل ، وخبز الجاودار هي أطباق عادية ، إلى جانب البطاطس ، الزلابية ، مخلل الملفوف محلي الصنع ، وشحم الخنزير. تشتهر أراضي بولسانو أيضًا بنبيذ مولر ثورجو الأبيض.

### توسكانا

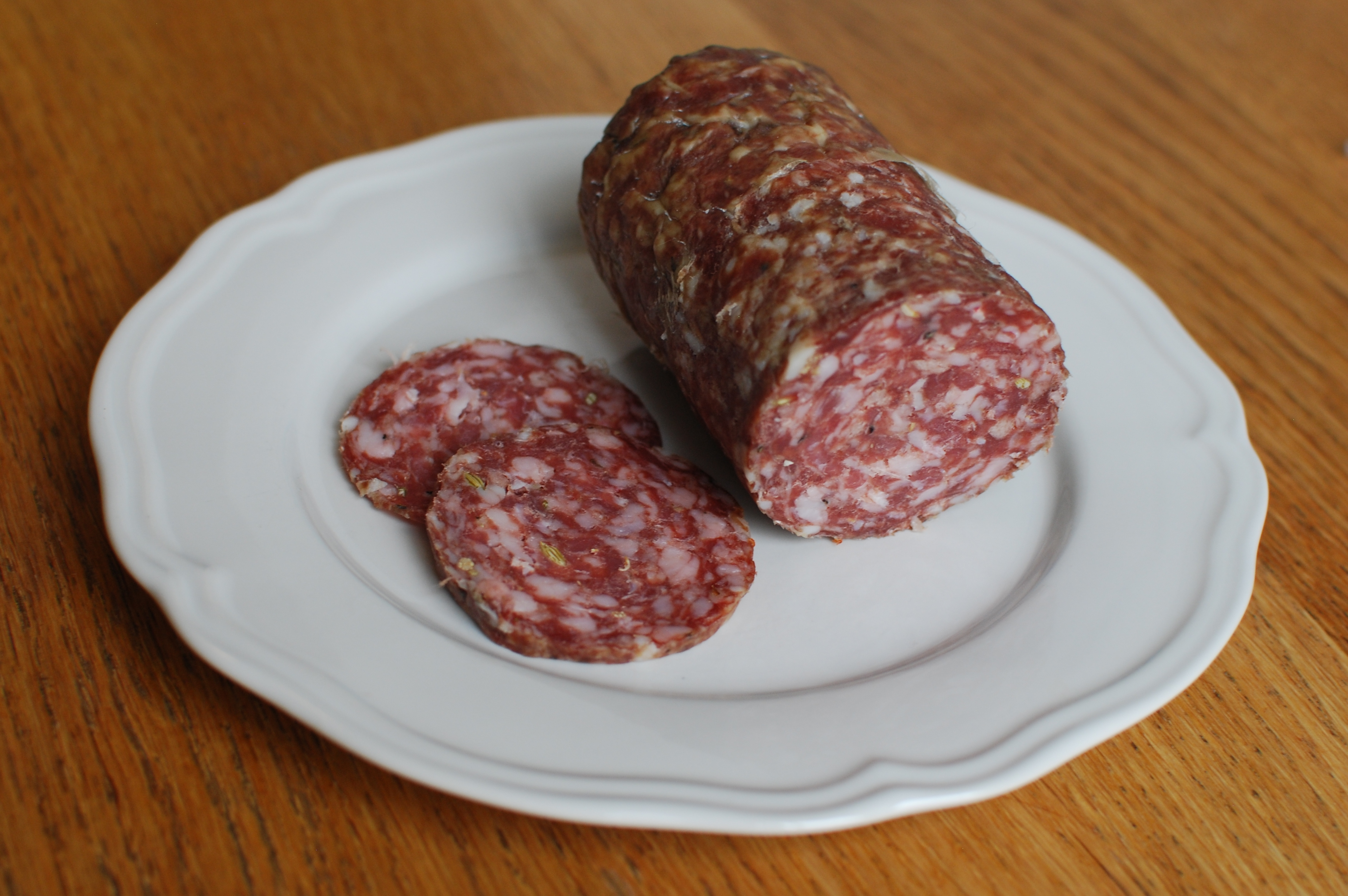
فينوكيونا، جنوب توسكان سلامي كلاسيكي

البساطة أمر أساسي في مطبخ توسكانا. تستخدم البقوليات والخبز والجبن والخضروات والفطر والفواكه الطازجة. من الأمثلة الجيدة للطعام التوسكاني النموذجي ريبوليتا، وهو حساء بارز يعني اسمه حرفيًا «مُعاد غليه». مثل معظم مطبخ توسكان ، الحساء له أصول فلاحية. وجاء في الأصل من قبل إعادة تسخين (إعادة الغلي) وبقايا الشوربة أو حساء الخضار من اليوم السابق. هناك العديد من الاختلافات ، لكن المكونات الرئيسية تشمل دائمًا بقايا الخبز ، وفاصولياء الكانيليني ، والخضروات غير المكلفة مثل الجزر والملفوف والفاصوليا والبنجر الفضي وكافولو نيرو (كرنب توسكان) والبصل وزيت الزيتون.

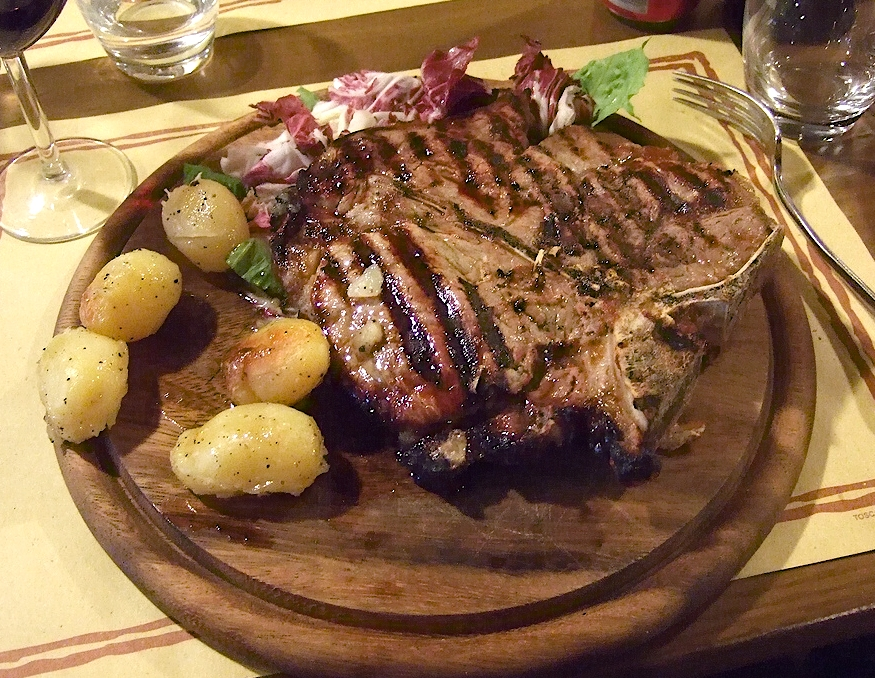
بيستيكا ألا فيورنتينا

تشبه المعكرونة التوسكانية الإقليمية المعروفة باسم بيشي السباغيتي السميكة ذات السطح الحبيبي، وغالبًا ما يتم لفها يدويًا. تظهر الكمأ الأبيض من سان مينياتو في أكتوبر ونوفمبر. ذات جودة عالية لحوم البقر، وتستخدم لالتقليدية شريحة لحم فلورنسا، وتأتي من كيانيانا الماشية تولد من وادي شينا ومرمانا من ماريما.
كما يتم إنتاج لحم الخنزير. هو معروف في المنطقة أيضا الغنية اللعبة، خصوصا الخنزير البري، الأرنب، الغزلان البور، رو الغزلان، والدراج التي تستخدم في كثير من الأحيان لإعداد بابارديلي الأطباق. وتشمل الحلويات الإقليمية بانفورت (أعدت مع العسل والفواكه والمكسرات)، ريسيا ريلي (صنع البسكويت باستخدام قاعدة اللوز مع السكر والعسل والبيض)، نيسيو (جاليتيس المصنوع من طحين الكستناء) وكافالوتشي (الكوكيز المصنوعة من اللوز، ملبس فواكه وكزبرة ودقيق وعسل). وتشمل الخمور الإقليمية المعروفة برونلو دي مونتالسينو، كارمينانو، شنتي، موريلينو دي سكانسانو، وفيرناشيا دي سان جيميجنانو.

### أومبريا

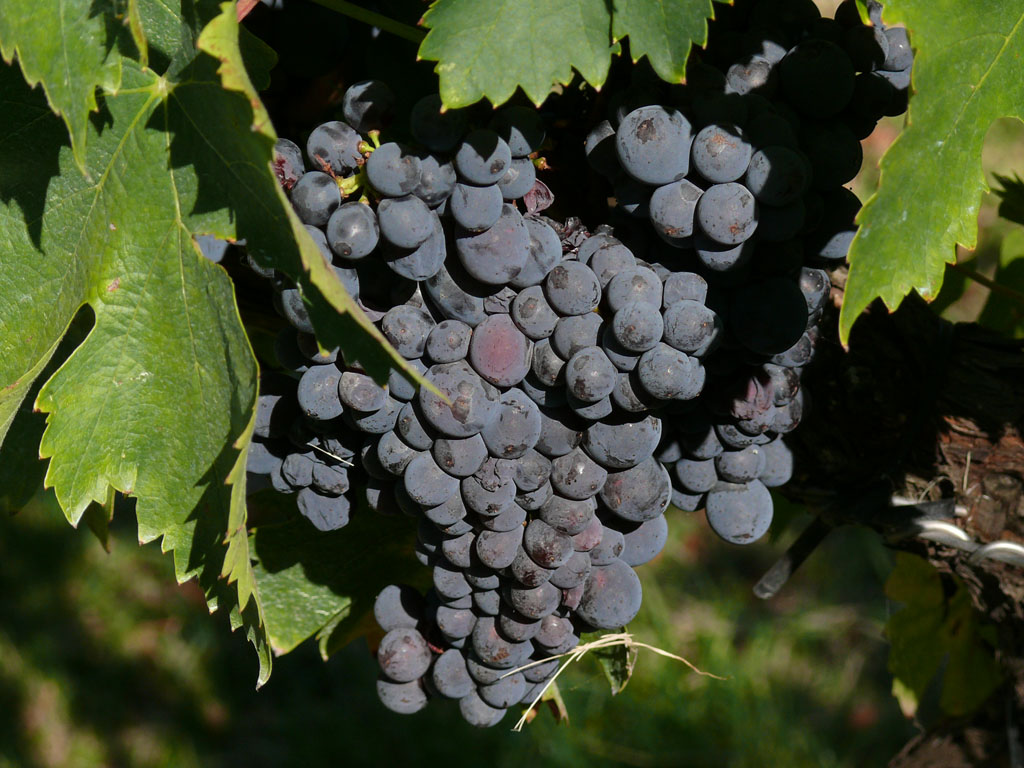
أصناف ساجرانتينو الأصلية في منطقة أومبريا

يتم تحضير العديد من أطباق أومبرين عن طريق الغلي أو التحميص بزيت الزيتون المحلي والأعشاب. تحظى أطباق الخضار بشعبية في فصلي الربيع والصيف ،  بينما يرى فصلي الخريف والشتاء اللحوم من الصيد والكمأ الأسود من نورسيا . تشمل أطباق اللحوم نقانق الخنازير البرية التقليدية والدراج والإوز والحمام والضفادع والقواقع .
كاستلوتشيو (نورسيا) بالعدس. تشتهر سبوليتو ومونتيليون بالتهجئة. المياه العذبة الأسماك تشمل سمك السلمون المرقط، والمياه العذبة جثم، جرايلينج، ثعبان البحر، بربل، السمك الأبيض، والتنش . يعتبر اورفينو وساجرانتينو دي مونتيفالكو نبيذ إقليمي مهم.

### جبنة فونتينامن فالي داوستا

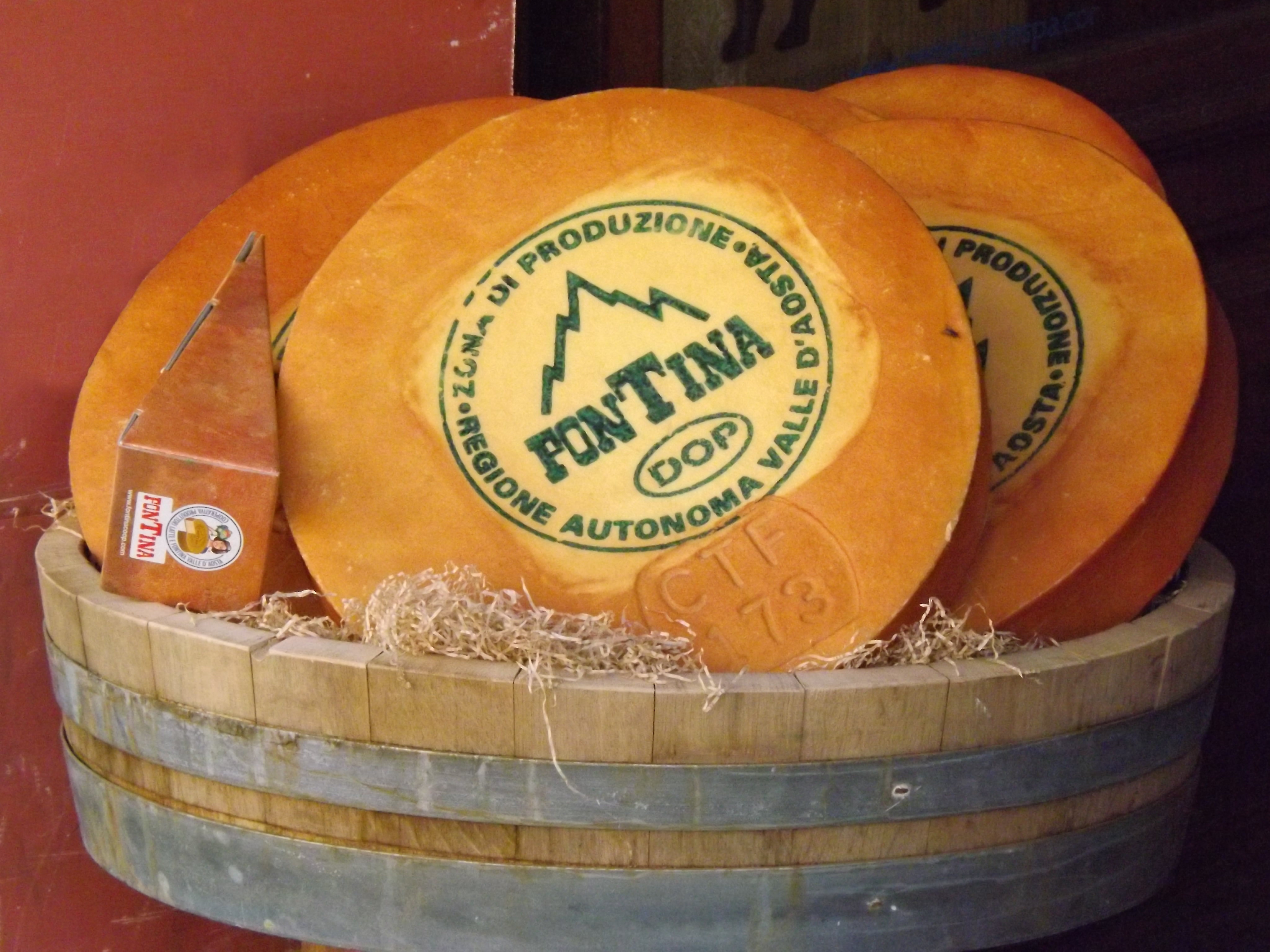
جبنة فونتينا من فالي داوستا

في وادي أوستا، من المألوف استخدام الحساء السميك بالخبز وكذلك الفوندو بالجبن والكستناء والبطاطس والأرز. بولينتا هو عنصر أساسي مع خبز الجاودار ولحم الخنزير المقدد المدخن وموتسيتا (لحم الشمواه المقدد) ولحوم من الجبال والغابات. الزبدة والقشدة مهمة في الأطباق المطهية والمحمصة والمطهوة ببطء. تشمل المنتجات الإقليمية النموذجية جبن فونتينيا والنبيذ الأحمر والمشروبات الكحولية.

### فينيتو
تشتهر البندقية والعديد من المناطق المحيطة بفينيتو بطبق الريزوتو، وهو طبق يمكن أن تختلف مكوناته اختلافًا كبيرًا في مناطق مختلفة. تضاف الأسماك والمأكولات البحرية في مناطق أقرب إلى الساحل في حين اليقطين، الهليون، أحمر قرمزي، وأرجل الضفادع يبدو بعيدا عن البحر الأدرياتيكي

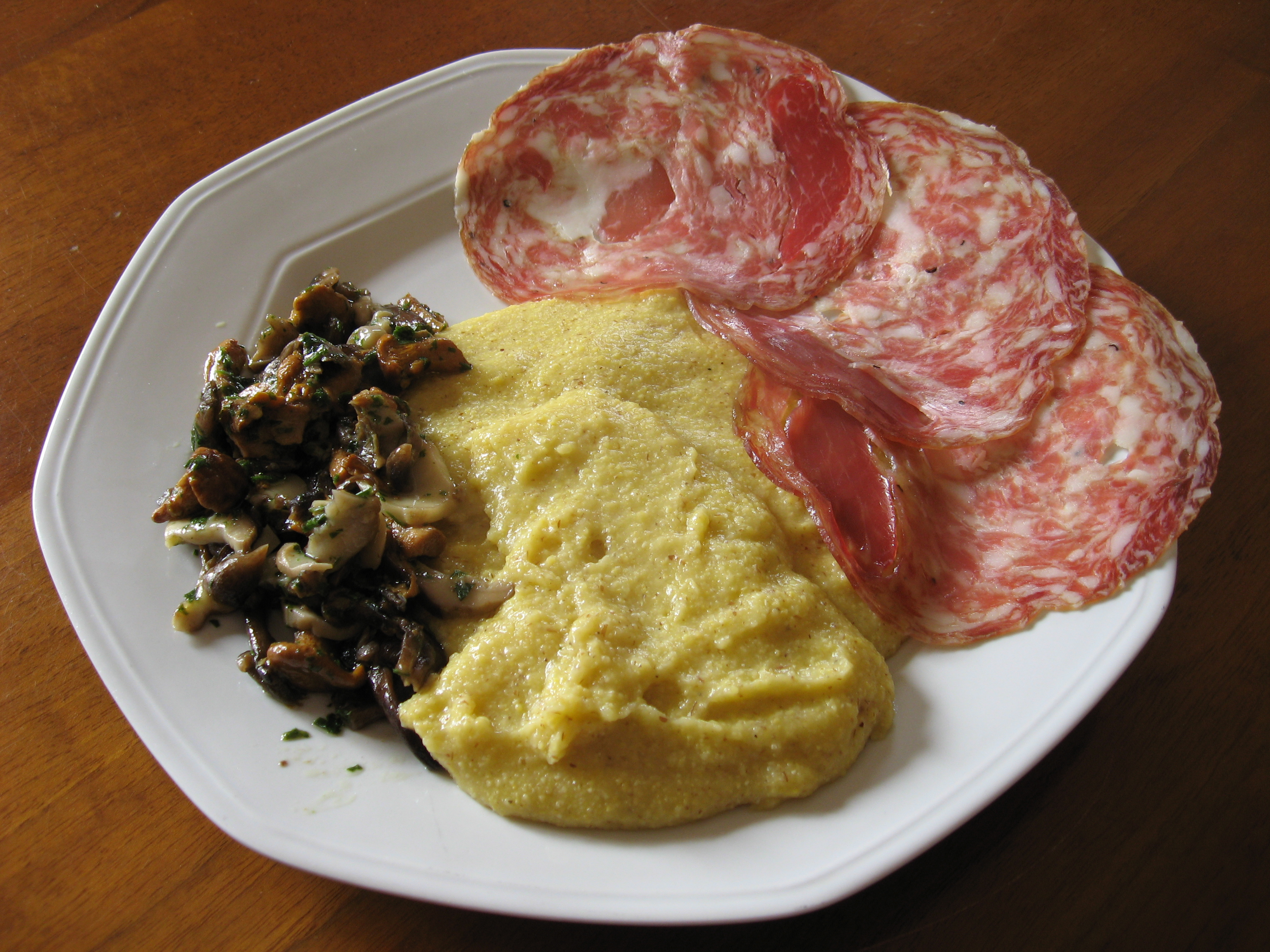
يتم تقديم بولينتا مع السوبريسا والفطر ، وهو طعام فلاحي تقليدي في فينيتو

مصنوعة من دقيق الذرة المطحون ناعماً، عصيدة من دقيق الذرة هو طعام ريفي تقليدي نموذجي في فينيتو ومعظم شمال إيطاليا. يمكن تضمينه في الأطباق المخفوقة والأطباق المخبوزة. بولينتا يمكن تقديمه مع العديد من أطباق الجبن أو المرق أو اللحوم. وتشمل بعض الأطباق عصيدة من دقيق الذرة بورسيني rapini ، أو غيرها من الخضروات أو اللحوم، مثل صغيرة أغنية الطيور في حالة البندقية ولومبارد طبق عصيدة من دقيق الذرة وأوزي، أو النقانق. في بعض مناطق فينيتو ، يمكن أيضًا صنعه من نوع معين من دقيق الذرة ، يسمى لؤلؤة بيضاء، بحيث يكون لون عصيدة من دقيق الذرة أبيض وليس أصفر
تظهر الفاصوليا والبازلاء والبقوليات الأخرى في هذه المناطق مع المعكرونة فاجيولي (الفاصوليا والمعكرونة) وريزي إي بيسي (الأرز والبازلاء). تتميز البندقية بأطباق ثقيلة باستخدام التوابل والصلصات الغريبة. تم العثور هنا أيضًا على مكونات مثل سمك المرق أو الأنشوجة البسيطة المتبل.
يتم تناول كميات أقل من الأسماك واللحوم بعيدًا عن الساحل. المنتجات النمطية الأخرى مثل النقانق سوبريسا فيسينتينا، سلامي الثوم، الجبن بيافي، والجبن أسياجو. تعتبر الخضروات عالية الجودة ثمينة، مثل الفلفل الأحمر من تريفيزو والهليون الأبيض من باسانو ديل جرابا. ربما يكون الطبق الأكثر شعبية في البندقية هو
الكبد الفينيسي وهو كبد بتلو مقطع إلى شرائح رفيعة مقلي بالبصل.
يعتبر الحبار والحبار من المكونات الشائعة، مثل حبر الحبار. وتشمل الحلويات الإقليمية تيراميسو (مصنوعة من البسكويت مغموسة في القهوة، الطبقات مع خليط جلد من صفار البيض و مسكربون، وبنكهة الخمور والكاكاو )، baicoli (البسكويت المصنوع من الزبدة والفانيليا)، ونوغة.
تشمل أشهر أنواع النبيذ الفينيسي نبيذ باردولينو، وبروسيكو، وسواف، وأمارون، وفالبوليسيلا دوك.

## هيكل الوجبة

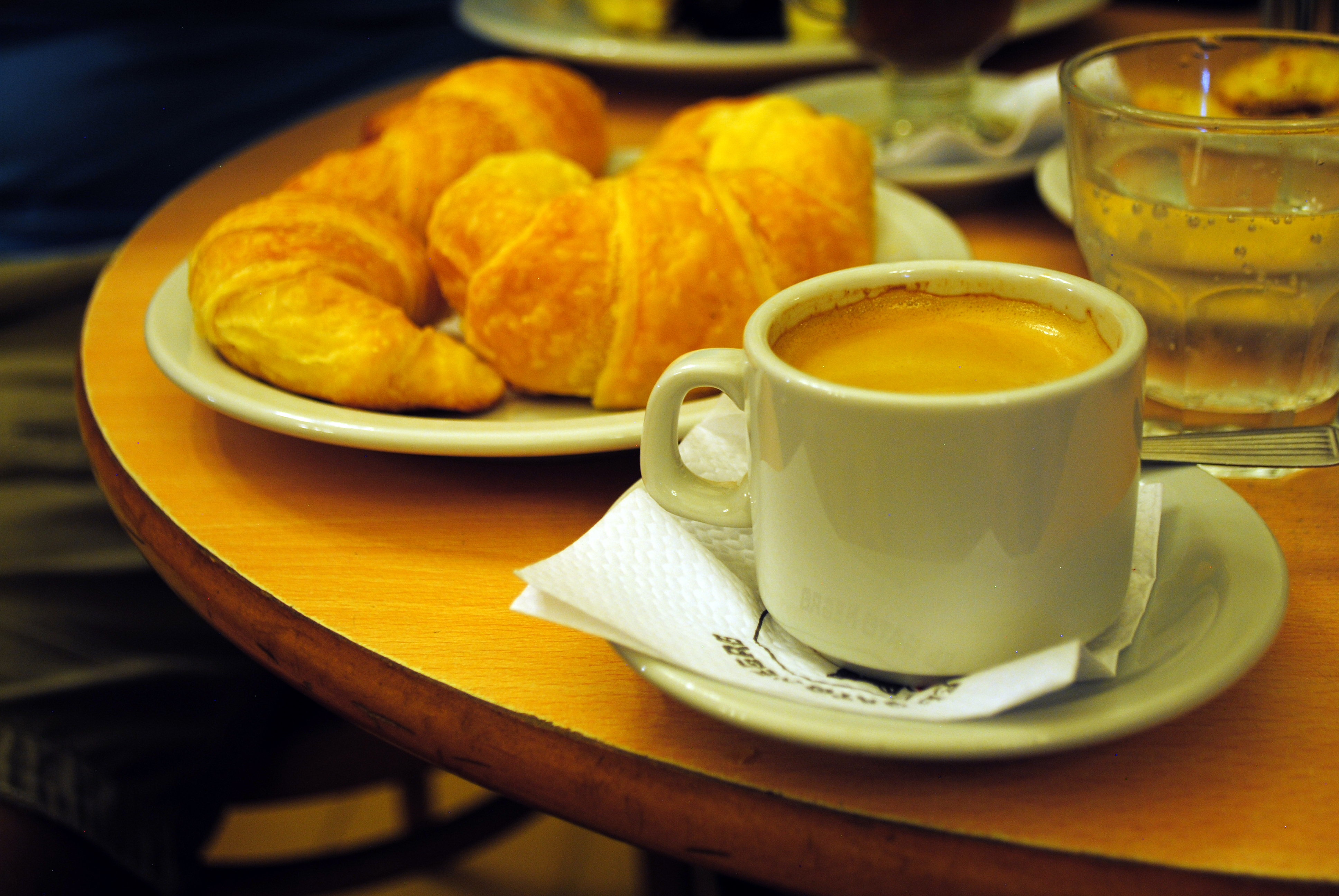
إفطار إيطالي نموذجي (كولازيون) ، تتكون من الكابتشينو والكورنيتو

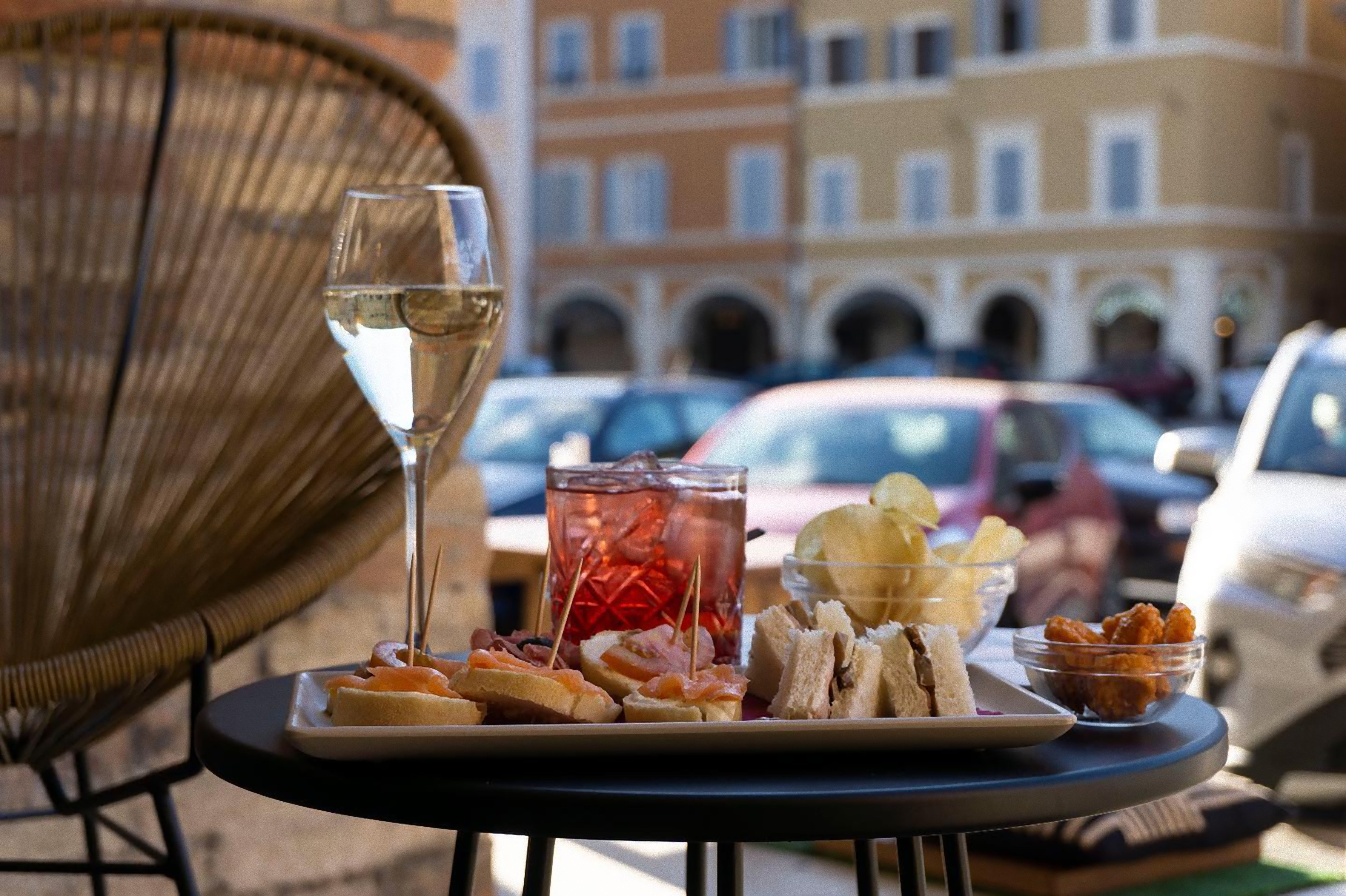
فاتح للشهية ايطالي كلاسيكي

يُعد هيكل الوجبة الإيطالية نموذجيًا لمنطقة البحر الأبيض المتوسط الأوروبية ويختلف عن هيكل وجبات شمال ووسط وشرق أوروبا، على الرغم من أنه غالبًا ما يتكون من وجبة الإفطار (colazione)، الغداء (pranzo) والعشاء (cena). ومع ذلك ، يتم التركيز بشكل أقل على وجبة الإفطار، وغالبًا ما يتم تخطي وجبة الإفطار نفسها أو تتضمن وجبات أخف من تلك الموجودة في الدول الغربية غير المتوسطية. في وقت متأخر من الصباح وبعد الظهر وجبات خفيفة، ودعا ميريندا merende الجمع)، غالبًا ما يتم تضمينها في هيكل الوجبة هذا.
عادة ما تحتوي الوجبات التقليدية في إيطاليا على أربع أو خمس دورات. غالبًا ما يُنظر إلى الوجبات، خاصة في عطلات نهاية الأسبوع، على أنها وقت تقضيه مع العائلة والأصدقاء وليس لمجرد القوت؛ وبالتالي، تميل الوجبات إلى أن تكون أطول مما هي عليه في الثقافات الأخرى. خلال الإجازات مثل عيد الميلاد ورأس السنة الجديدة، يمكن أن تستمر الأعياد لساعات.
اليوم، يتم حجز وجبات الدورة الكاملة بشكل أساسي للمناسبات الخاصة مثل حفلات الزفاف، بينما تشمل الوجبات اليومية الدورة الأولى أو الثانية فقط (في بعض الأحيان كلاهما) والطبق الجانبي والقهوة. (الطبق الأول) عادة ما يكون طبق حشو مثل ريزوتو أو المعكرونة، مع الصلصات المصنوعة من اللحوم أو الخضار أو المأكولات البحرية. تؤكل قطعة كاملة من اللحوم مثل النقانق، واللحم، والدواجن في (الدورة الثانية). يحتوي المطبخ الإيطالي على بعض الوجبات المكونة من الجمع بين النشويات والبروتينات.

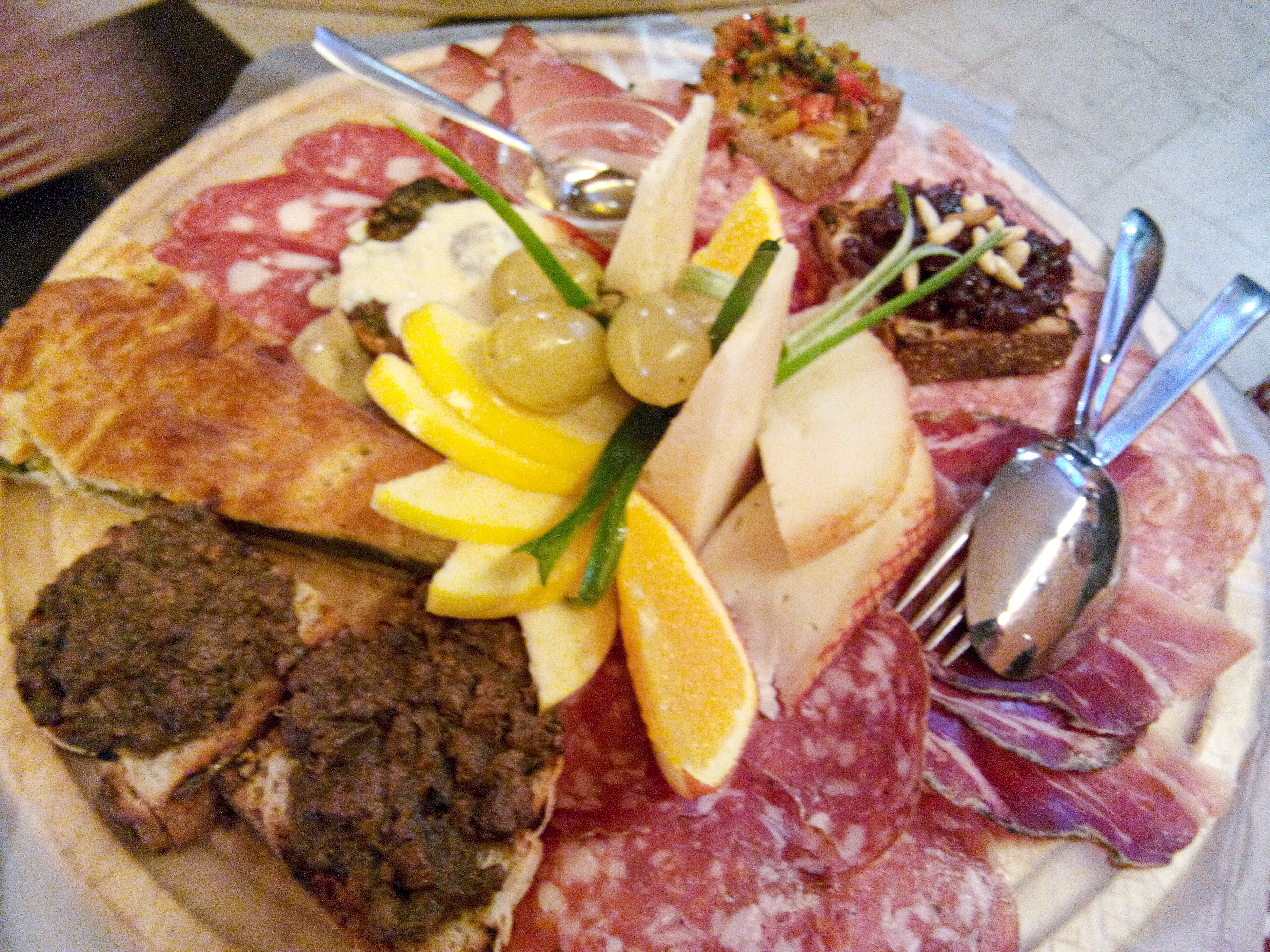
المقبلات الطريقة الإيطالية

| مرحلة الوجبة   | وصف |
| -------------- | --- |
| فاتح للشهية    | فاتح للشهية يتمتع عادة كفاتح الشهية قبل تناول وجبة كبيرة، قد تكون: كامباري، مارتيني، سينزانو، لوكانو، بروسكو، أبيرول، سبريتز، فرموث، نيجروني . |
| أنتيباستو      | حرفيا "قبل الوجبة"، ساخنة أو باردة، تتكون عادة من الجبن، ولحم الخنزير، وشرائح النقانق، والخضروات أو السمك المتبل، والبروشيتا ومقبلات الخبز. |
| الطبق الاول    | "الطبق الأول"، يتكون عادة من طبق ساخن مثل المعكرونة، أو الحساء مع الصلصة، نباتي، اللحوم أو السمك سوجو أو راجو كصلصة. |
| الطبق الثاني   | "الطبق الثاني" وهو الطبق الرئيسي عادة السمك أو اللحم مع البطاطس. تقليديا، يتم استخدام لحم العجل ولحم الخنزير والدجاج بشكل أكثر شيوعًا، على الأقل في الشمال، على الرغم من أن لحم البقر أصبح أكثر شيوعًا منذ الحرب العالمية الثانية وتوجد طرائد برية، خاصة في توسكانا. تحظى الأسماك أيضًا بشعبية كبيرة، خاصة في الجنوب. |
| طبق جانبي      | " الطبق الجانبي "، قد يكون عبارة عن سلطة أو خضروات مطبوخة. تتميز القائمة التقليدية بالسلطة مع الطبق الرئيسي. |
| الفواكة والجبن | "الجبن والفواكه" الحلوى الأولى. قد تكون الأجبان المحلية جزءًا من الطبق الاولي أو الثانوي أيضا. |
| الحلويات       | "حلو"، مثل الكعك (مثل التيراميسو) أو البسكويت أو الآيس كريم. |
| القهوة         | قهوة. |
| المشروبات      | المشروبات / المرطبات (غرابا ، أمارو ، يمونسيلو ، سامباكا ، nocino ، التي يشار إليها أحيانا ammazzacaffè "القاتل القهوة"). |

## المؤسسات الغذائية

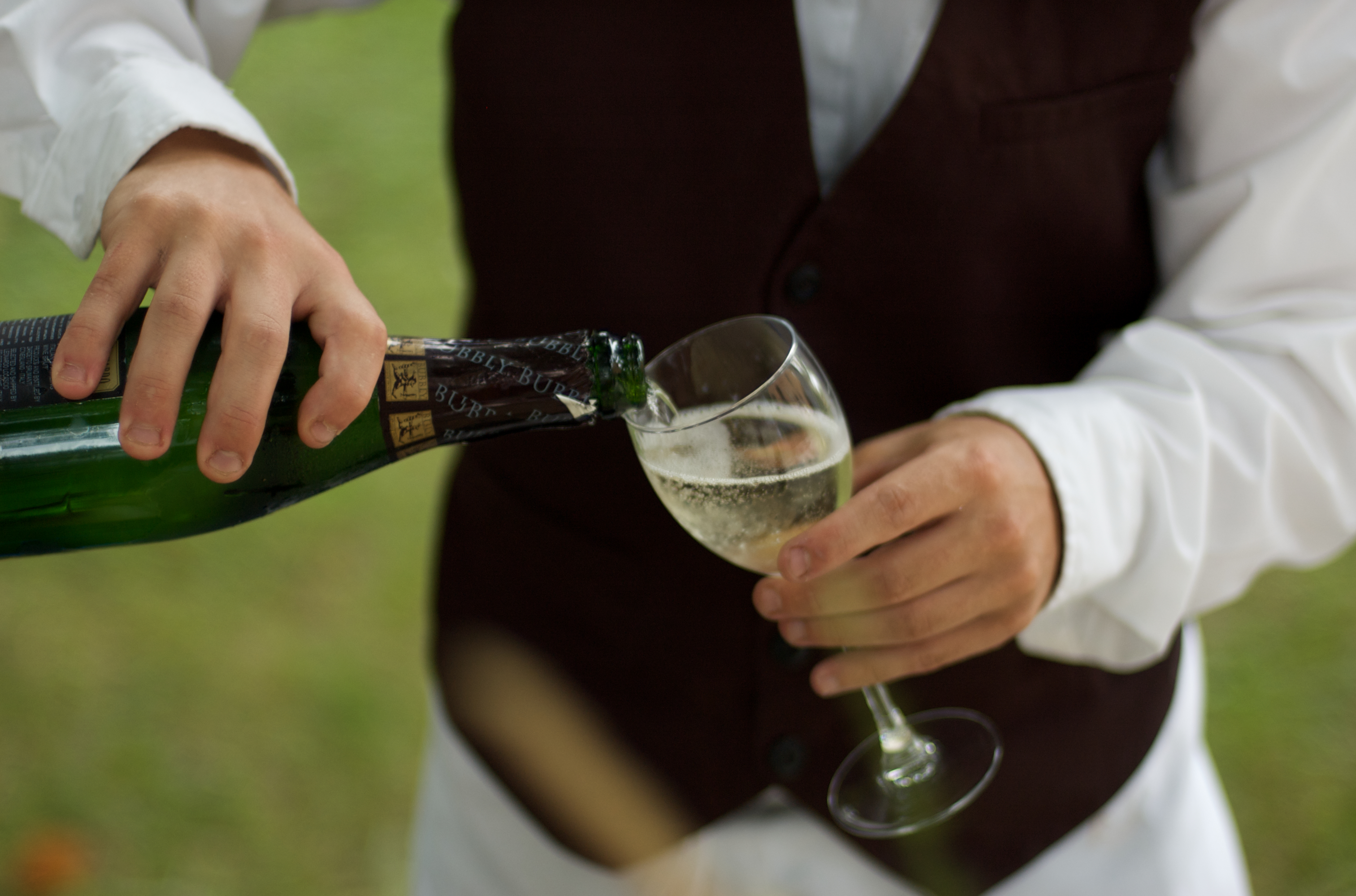
النادل صب بروسكو

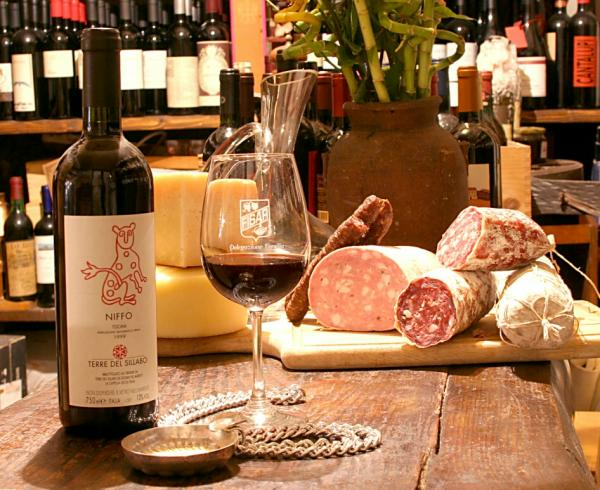
النبيذ الإيطالي والسلومي

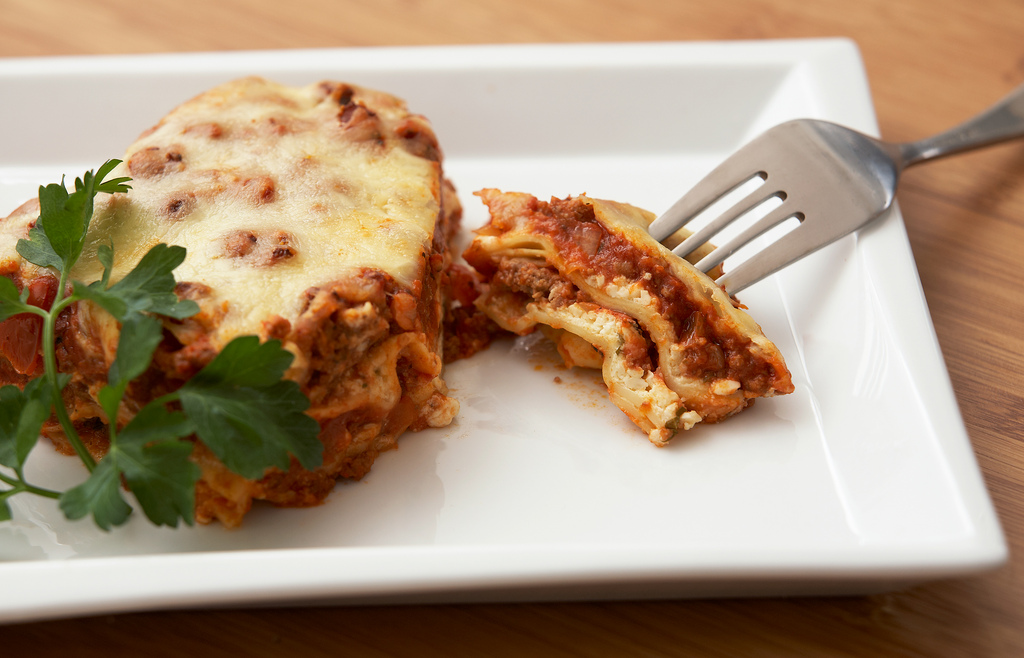
لازانيا مخبوزة مع راجو

كل نوع من أنواع المؤسسات له دور محدد ويلتزم به تقليديًا.
| التأسيس                | الوصف |
| ---------------------- | --- |
| Agriturismo            | المزارع العاملة التي توفر أماكن الإقامة والوجبات. في بعض الأحيان يتم تقديم وجبات الطعام للضيوف فقط. وفقا للقانون الإيطالي ، يمكنهم فقط تقديم المنتجات المحلية الصنع (باستثناء المشروبات). تميزت بعلامة خضراء وذهبية بسكين وشوكة.                                                                              |
| شريط/Caffè             | المواقع التي تقدم القهوة، المشروبات الغازية والعصير والكحول. عادة ما تكون الساعات من 6 صباحا إلى 10 مساء. قد تشمل الأطعمة الكرواسان والخبز الحلو الأخرى (غالبا ما تسمى "بريوش" في شمال إيطاليا), بانيني, tramezzini (السندويشات) و spuntini (وجبات خفيفة مثل الزيتون، البطاطا البطاطس وقطع صغيرة من فريتاتا). |
| Birreria               | بار يقدم البيرة. وجدت في وسط وشمال مناطق إيطاليا. |
| Bruschetteria          | متخصص في بروشيتا على الرغم من أنه يمكن أيضا تقديم أطباق أخرى. |
| Fiaschetteria          | المواقع التي تخدم النبيذ في fiaschi والزجاجات ، على الرغم من أنه يمكن أيضا تقديم أطباق أخرى. |
| Frasca/Locanda         | الفريلايان منتجي النبيذ التي تفتح في المساء وقد تقدم الطعام جنبا إلى جنب مع النبيذ. |
| جيلاتيريا              | متجر/بار الآيس كريم الإيطالي الذي يبيع جيلاتو. متجر حيث يمكن للعميل الحصول على gelato للذهاب، أو الجلوس وتناول الطعام في كوب أو مخروط. ويمكن أيضا أن يؤمر الحلويات الجليد أكبر، قهوة، أو المشروبات الكحولية.                                                                                                  |
| Osteria                | تركز على الطعام البسيط في المنطقة ، وغالبا ما لا تحتوي على قائمة مكتوبة. العديد منها مفتوح فقط في الليل ولكن بعضها مفتوح لتناول طعام الغداء. أصبح الاسم من المألوف للمطاعم الراقية ذات الطراز الإقليمي الريفي.                                                                                                |
| بانينوتيكا / بانينيريا | متجر ساندويتش مفتوح خلال النهار. |
| Pasticceria            | متجر يقدم مجموعة متنوعة من المعجنات الإيطالية والحلويات والبسكويت والكعك. |
| Piadineria             | متخصص في piadina على الرغم من أنه يمكن أيضا تقديم أطباق أخرى. |
| بيتزا                  | متخصص في البيتزا ، وغالبا مع أفران تعمل بالحطب. |
| Polenteria             | خدمة بولينتا; المألوف ، وجدت فقط في المناطق الشمالية. |
| Ristorante             | غالبا ما يقدم المأكولات الراقية والقوائم المطبوعة. |
| Rosticceria            | يقدم مطعم الوجبات السريعة الأطباق المحلية مثل كوتوليتا علاء ميلانو واللحم المشوي (عادة لحم الخنزير أو الدجاج), اللوازم و arancini حتى تأخذ بعيدا. |

Food establishments
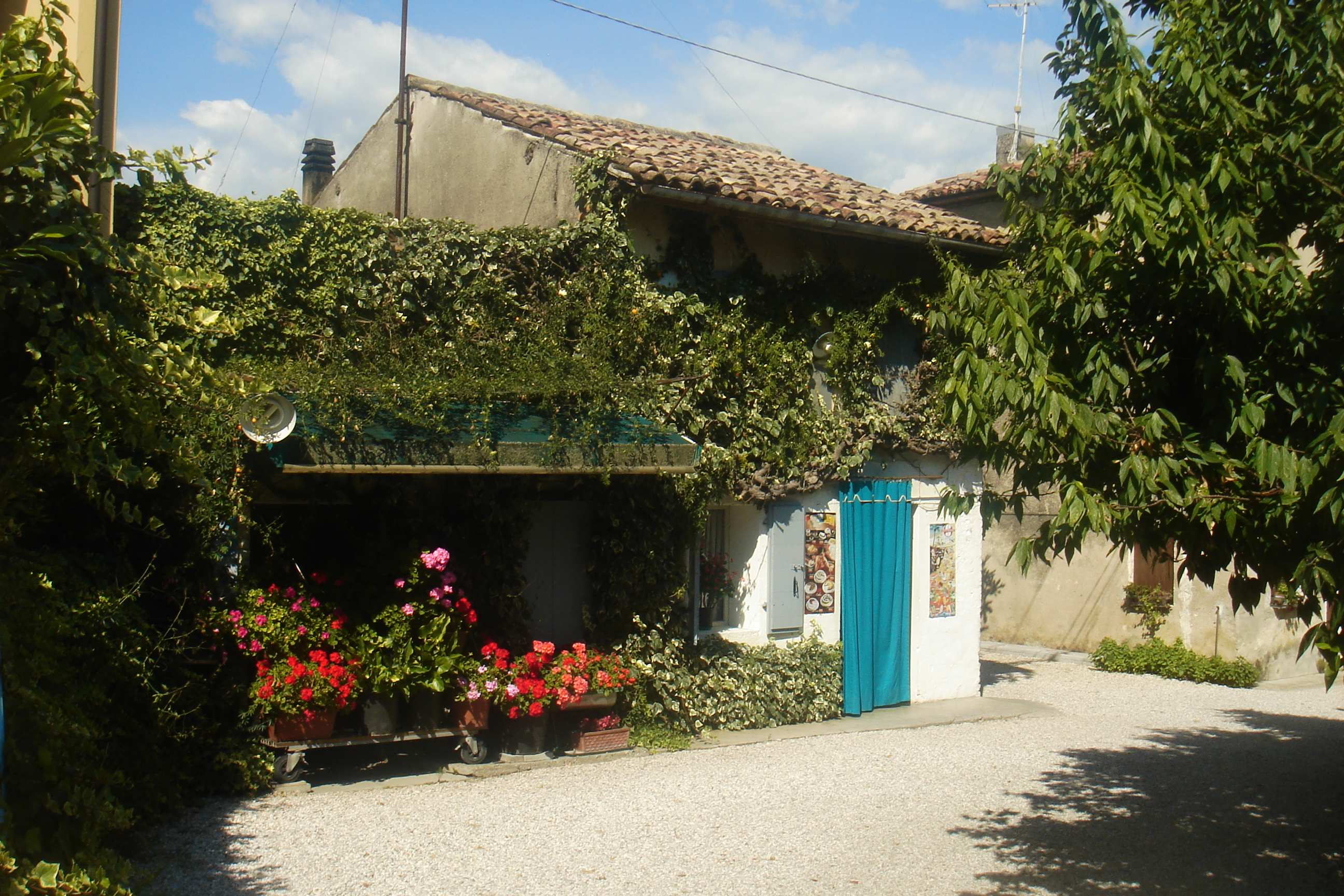
الحديقة في أوستريا في كاستيلو روجانزوولو  [لغات أخرى]‏ ، فينيتو ، إيطاليا
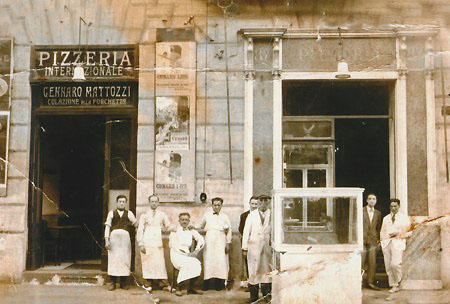
pizzeria في نابولي بإيطاليا حوالي عام 1910
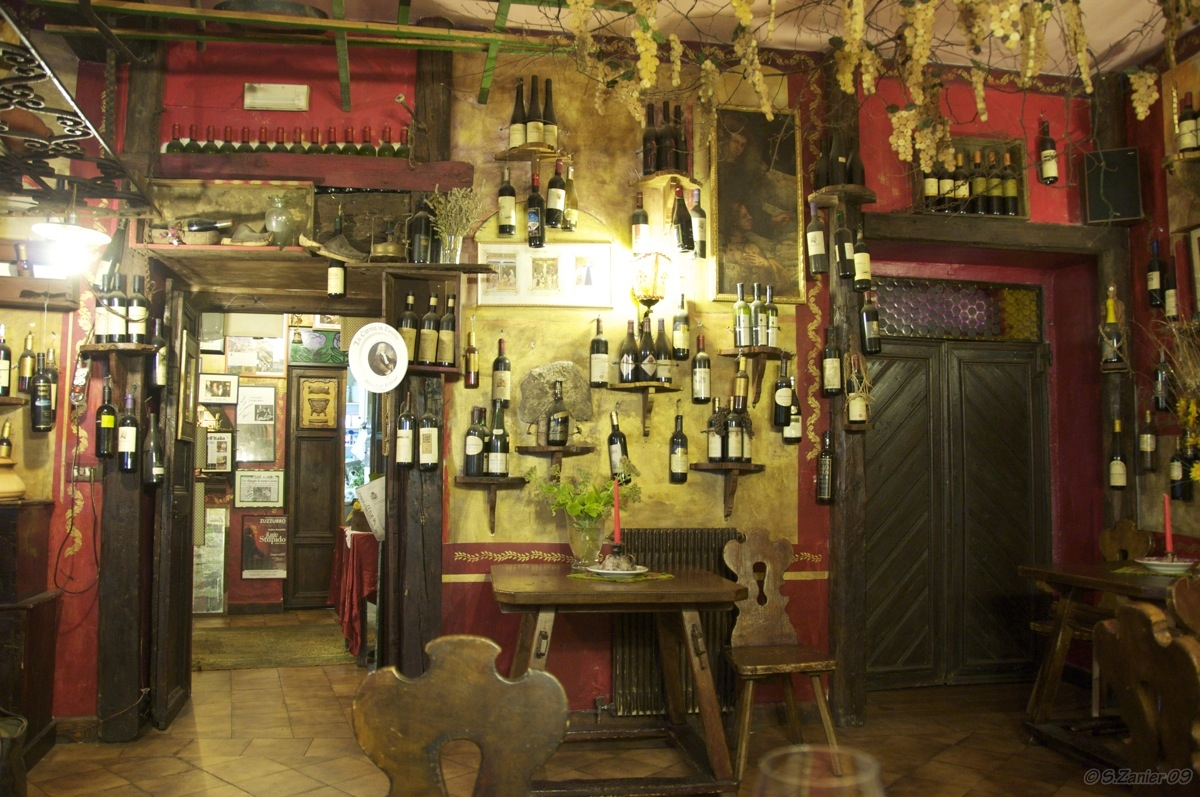
داخل تراتوريا في تولميزو ، فريولي ، إيطاليا
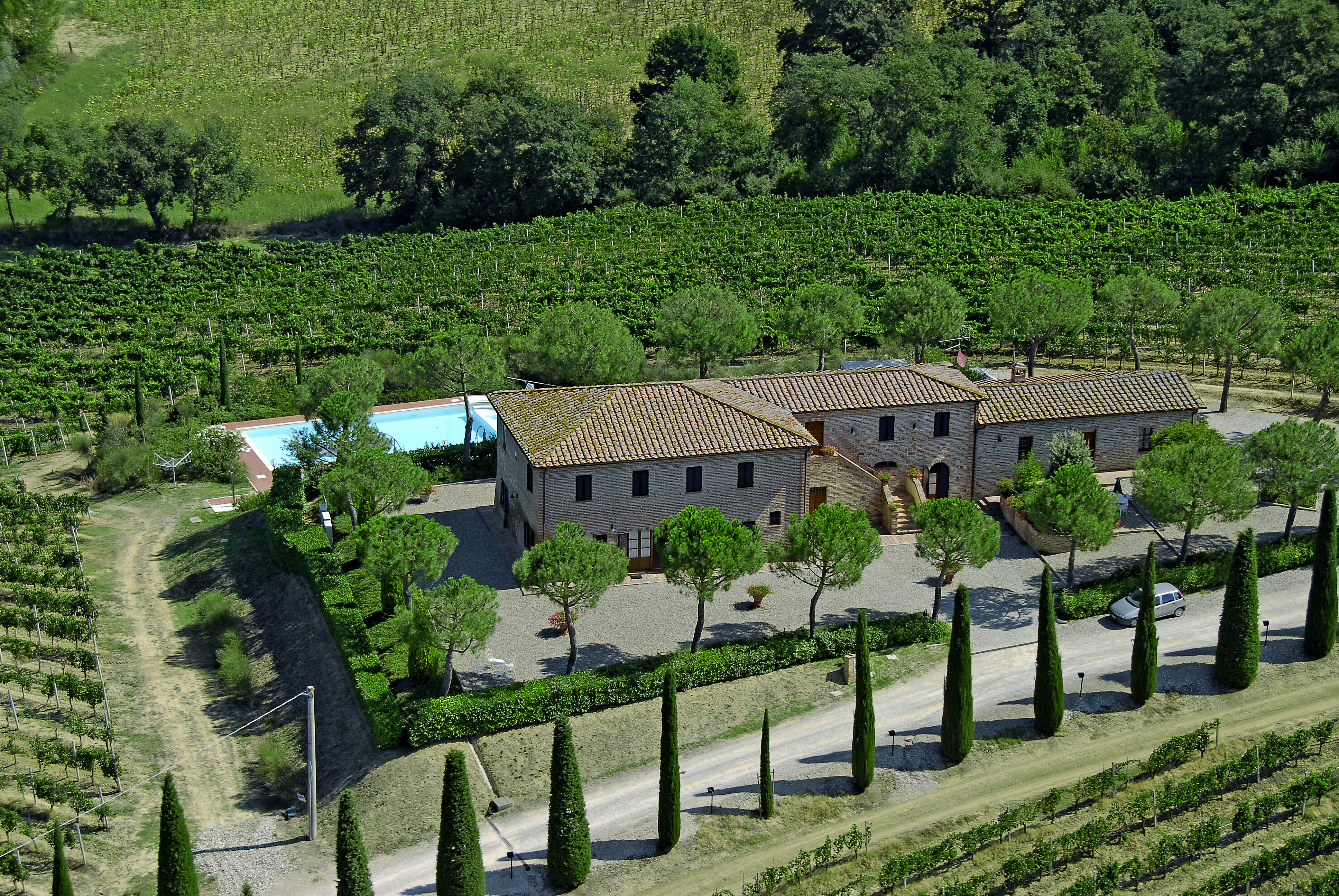
agriturismo في مونتيبولتشانو ، توسكانا ، إيطاليا

## المشروبات

### القهوة

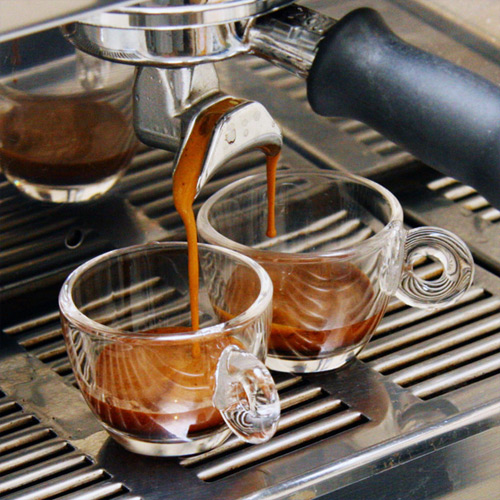
إسبرسو

قهوة على الطريقة الإيطالية المعروفة أيضًا باسم الإسبريسو، وهي مصنوعة من مزيج من حبوب البن. يتم تحميص الفاصوليا بدرجة متوسطة إلى متوسطة السواد في الشمال، وأغمق كلما تحرك المرء جنوبًا.
من المفاهيم الخاطئة الشائعة أن أعربت يحتوي على مادة الكافيين أكثر من القهوة الأخرى؛ في الحقيقة العكس هو الصحيح. فترة التحميص الأطول تستخلص المزيد من الكافيين. آلة الإسبريسو الحديثة، التي اخترعها أخيل جاجيا عام 1937، تستخدم مضخة ونظام ضغط مع تسخين المياه إلى 90 إلى 95 °م (194 إلى 203 °ف) ويتم الضغط عليها عند ضغط مرتفع من خلال بضع جرامات من البن المطحون ناعماً في 25-30 ثانية، مما ينتج عنه حوالي 25 مليلتر (0.85 أونصة سائلة، ملعقتان كبيرتان) من السائل.
تعد ماكينات صنع القهوة المنزلية أبسط ولكنها تعمل وفقًا لنفس المبدأ. إبريق قهوة نابولي عبارة عن وحدة موقد من أربعة أجزاء مع حبيبات موضوعة بشكل غير محكم داخل مرشح ؛ يُملأ جزء الغلاية بالماء وبمجرد الغليان ، يتم قلب الوحدة للتنقيط من خلال القهوة المطحونة. ابريق الموكا عبارة عن وحدة مكونة من ثلاثة أجزاء يتم وضعها على سطح الموقد مع وجود أرضية غير محكمة الإغلاق في مصفاة؛ يرتفع الماء من ضغط البخار ويدفع من خلال الأرض إلى الجزء العلوي. في كلتا الحالتين، يمر الماء عبر الأرض مرة واحدة فقط.
بيسرين هو أيضًا قهوة إيطالية من تورينتو. عبارة عن مزيج من الكابتشينو والشوكولاتة الساخنة التقليدية، حيث تتكون من مزيج من القهوة وشرب الشوكولاتة، مع إضافة صغيرة من الحليب. إنه سميك جدًا، وغالبًا ما يتم خفق الكريمة / الرغوة مع مسحوق الشوكولاتة والسكر في الأعلى.

### المشروبات الكحولية

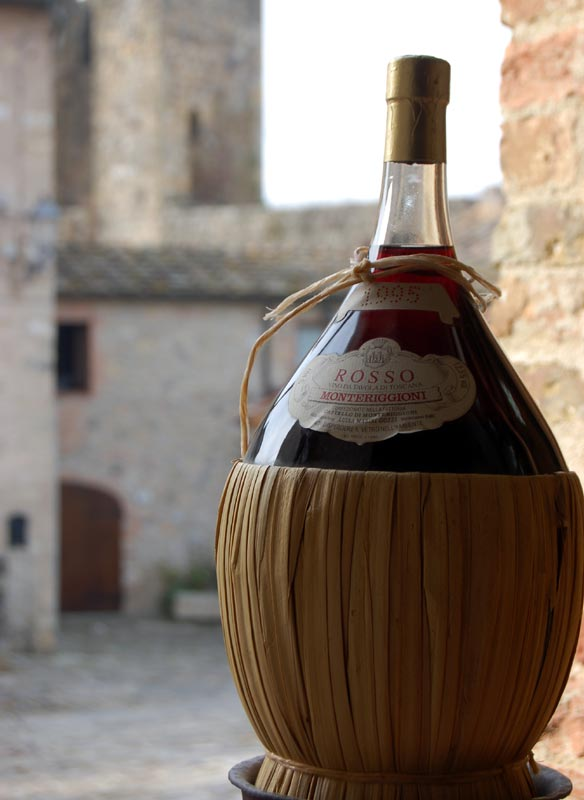
توسكان كيانتي في إخفاق تقليدي

تعد إيطاليا أكبر منتج للنبيذ في العالم، فضلاً عن كونها بلدًا به أكبر مجموعة متنوعة من أصناف العنب الأصلية في العالم. يتم وضع حوالي ربع هذا النبيذ فقط في زجاجات للبيع الفردي. ثلثاها عبارة عن نبيذ سائب يستخدم في الخلط في فرنسا وألمانيا. النبيذ المقطر إلى أرواح في إيطاليا يتجاوز إنتاج النبيذ في العالم الجديد بأكمله. هناك عشرين منطقة نبيذ منفصلة. تعد صناعة النبيذ الإيطالية من بين أكثر الصناعات تنوعًا في العالم بسبب المئات من أصناف العنب الأصلية المزروعة في جميع أنحاء إيطاليا.
يشيع تناول النبيذ في إيطاليا (جنبًا إلى جنب مع الماء) في وجبات الطعام، والتي نادرًا ما يتم تقديمها بدونها، على الرغم من أنه من النادر جدًا تقديم الوجبات مع أي مشروب آخر أو كحولي أو غير ذلك.

### الجعة
تعتبر إيطاليا جزءًا من حزام النبيذ في أوروبا. ومع ذلك، فإن الجعة، وخاصة الجعة الشاحبة ذات الإنتاج الضخم، شائعة في البلاد. يعتبر تقليديا أن يكون مرافقا مثاليا للبيتزا؛ منذ السبعينيات، انتشرت البيرة من مطاعم البيتزا وأصبحت أكثر شيوعًا للشرب في مواقف أخرى.

### أخرى

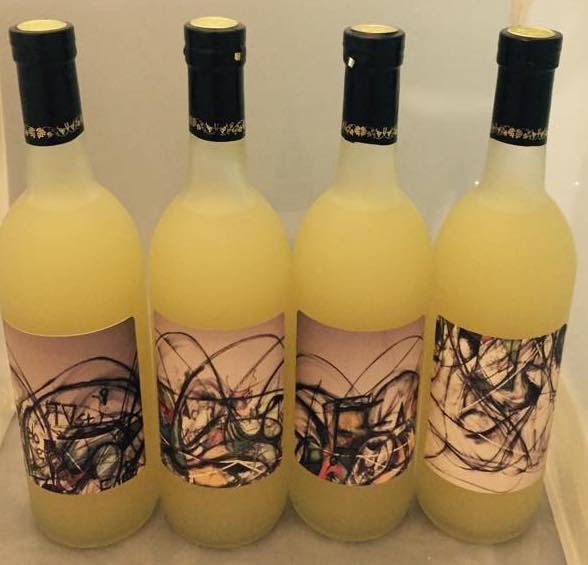
زجاجات ليمونسيلو

هناك أيضًا العديد من المشروبات الكحولية الشهيرة الأخرى في إيطاليا. ليمونسيلو، مشروب الليمون التقليدي من كامبانيا (سورينتو وأمالفي وخليج نابولي) هو ثاني أكثر أنواع المشروبات الكحولية شعبية في إيطاليا بعد كامباري. مصنوع من الليمون، وعادة ما يتم تناوله بنسب صغيرة جدًا، ويقدم مبردًا في أكواب أو أكواب صغيرة.
جرابا هو المشروب الكحولي النموذجي في شمال إيطاليا، ويرتبط عمومًا بثقافة جبال الألب ووادي بو. يتم تقطير أشهر أنواع جرابا في فريولي فينيتسيا جوليا وفينيتو وبيدمونت وترينتينو. المشهيات الإيطالية الثلاثة الأكثر شهرة وتميزًا هي مارتيني وفيرماوث وكامباري. مشروب فوار يحظى بشعبية دولية كبديل أقل تكلفة للشمبانيا الفرنسية هو بروسيكو، من منطقة فينيتو.

## الحلويات
من وجهة النظر الإيطالية، تنتمي الحلوى السكرية والحلوى إلى نفس فئة الحلويات. وتشمل الحلوى التقليدية الفواكه المسكرة، تروني ، والجوز هش ، والتي لا تزال شعبية في العصر الحديث. في العصور الوسطى، اشتهر شمال إيطاليا بجودة معاجين الفاكهة الصلبة (على غرار مربى البرتقال أو المحفوظات، باستثناء صلبة بما يكفي لتشكيل أشكال) حتى أصبح اسم "جنوة " اسمًا عامًا لمحافظ الفاكهة عالية الجودة. تشتهر إيطاليا بالجيلاتي الحرفي (الآيس كريم الإيطالي) وقد انتشر على نطاق واسع مع مخروط الآيس كريم، حيث غطى 55 ٪ من السوق الإيطالي.

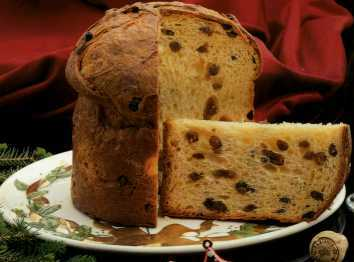
بانيتون هي كعكة عيد الميلاد التقليدية
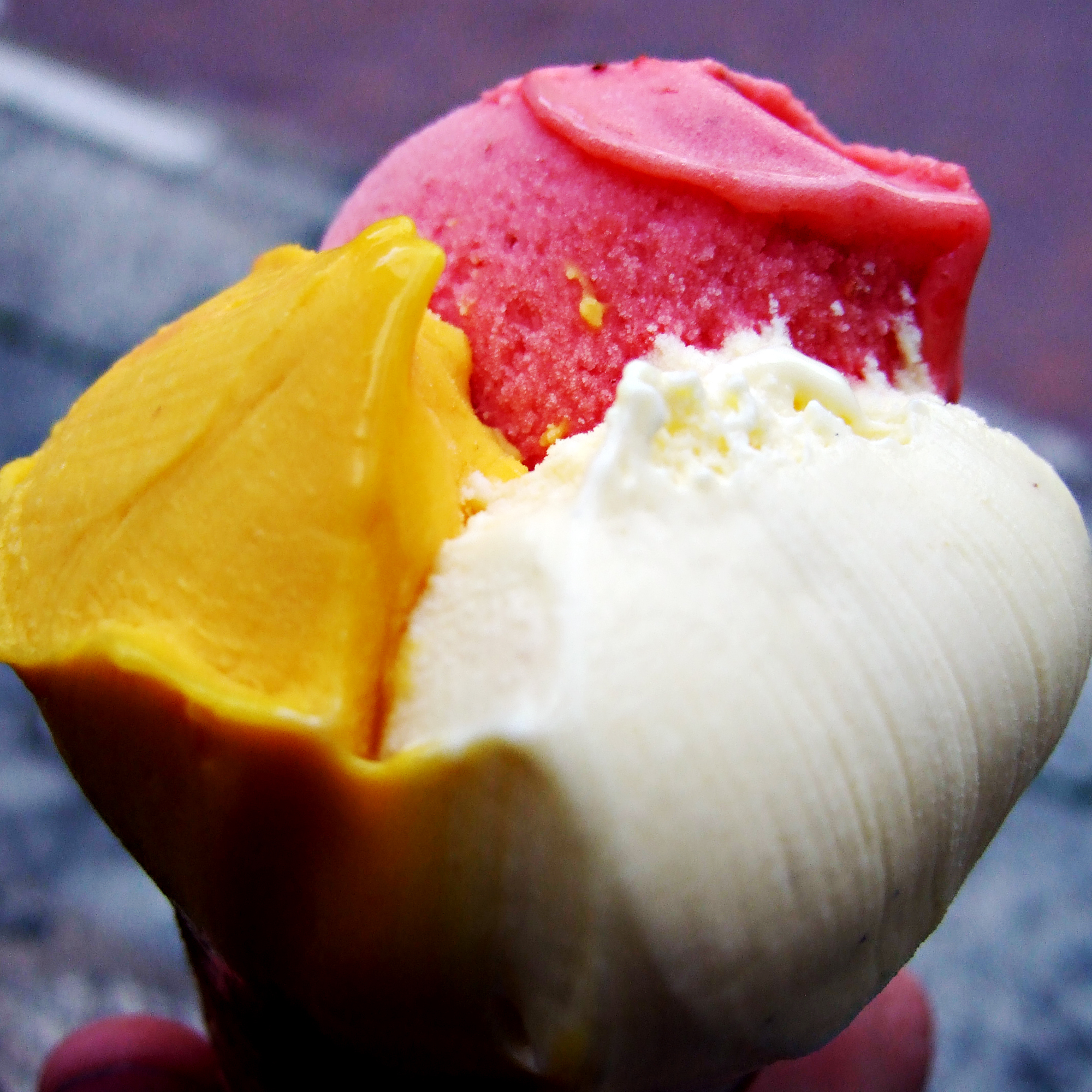
الجيلاتو هو آيس كريم إيطالي
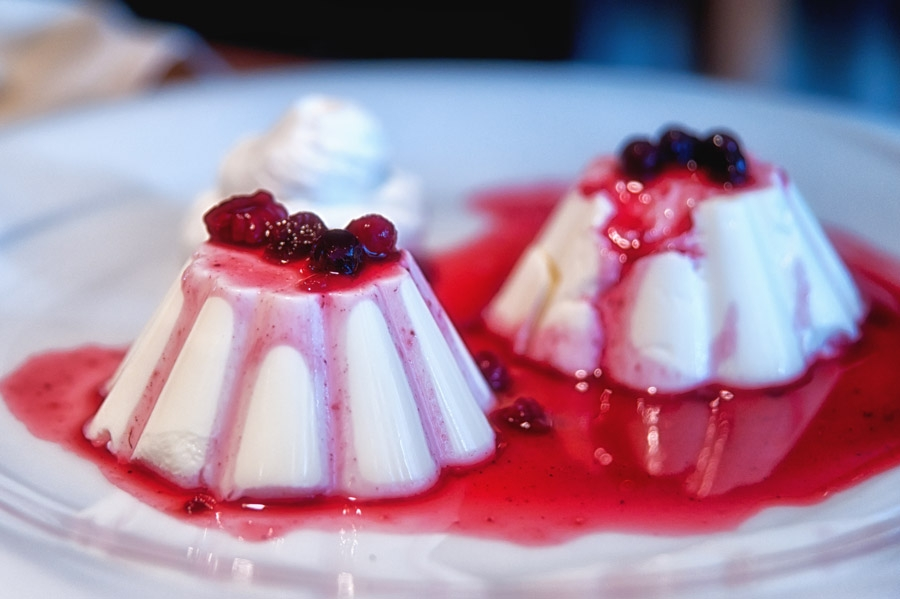
بانا كوتا مع مقبلات
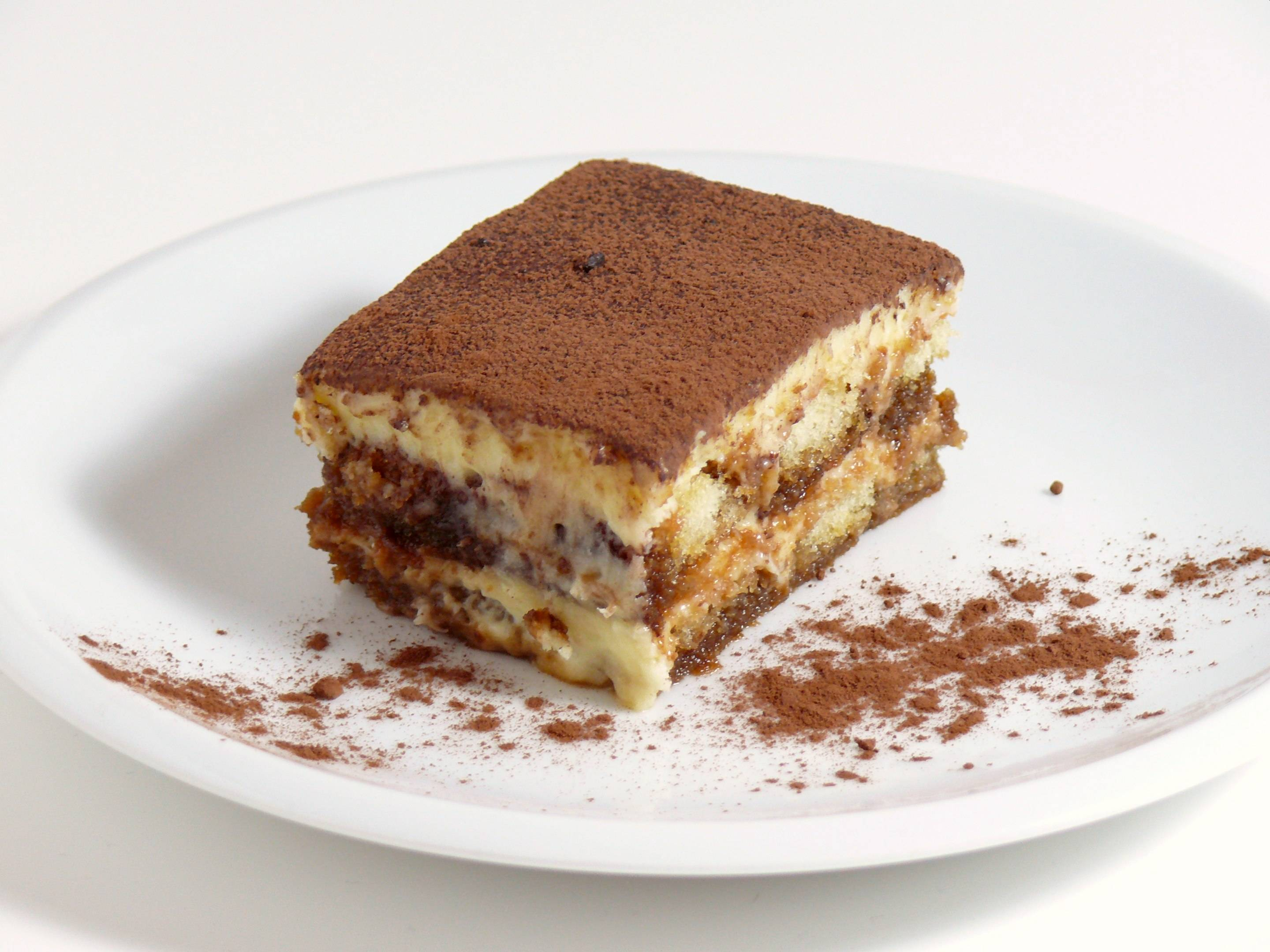
تيراميسو مع مسحوق الكاكاو مقبلات
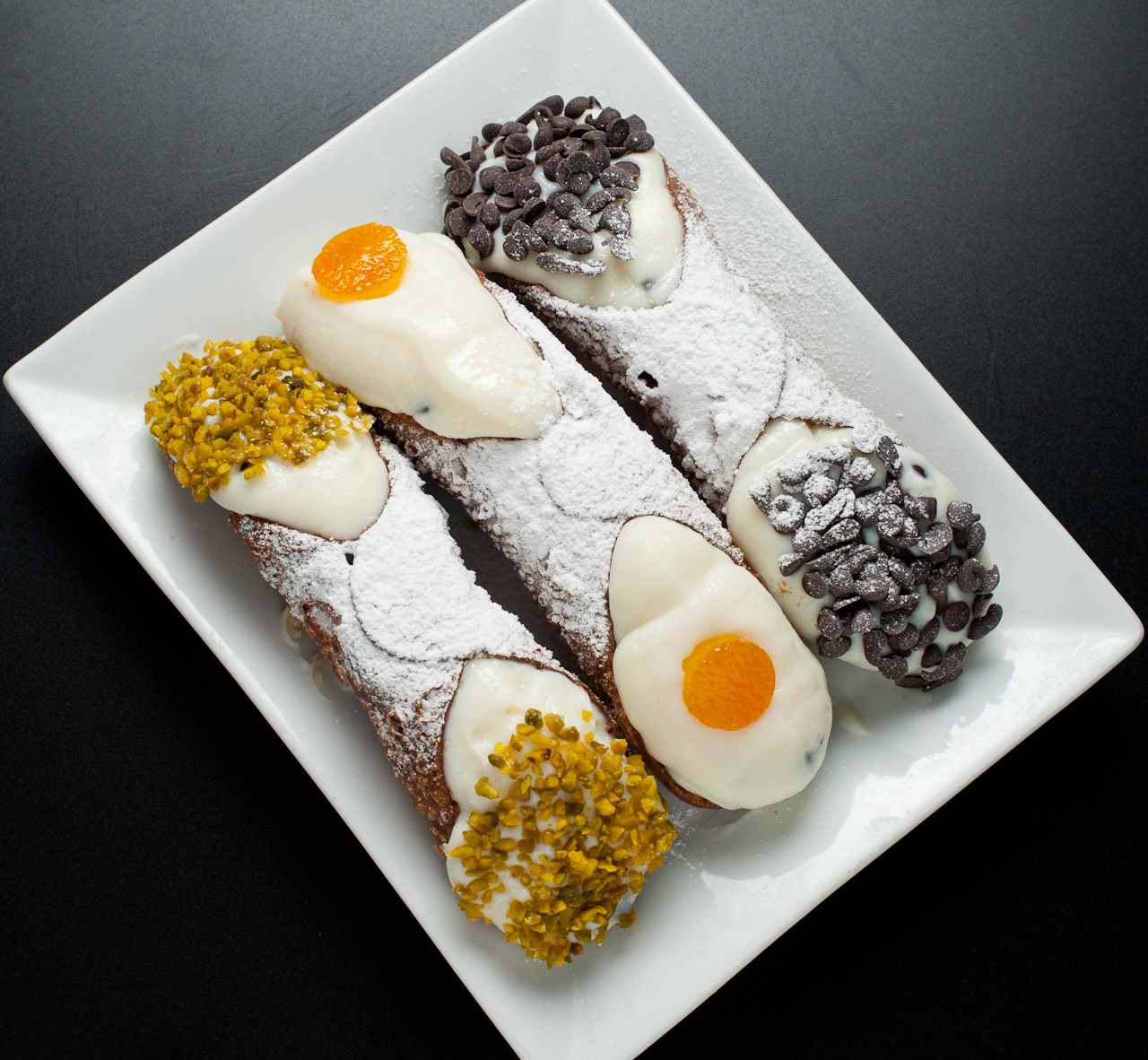
كانولي بالفستق والفواكه المسكرة ورقائق الشوكولاتة
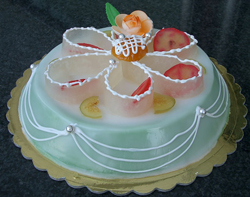
كعكة كاساتا مرزبانية
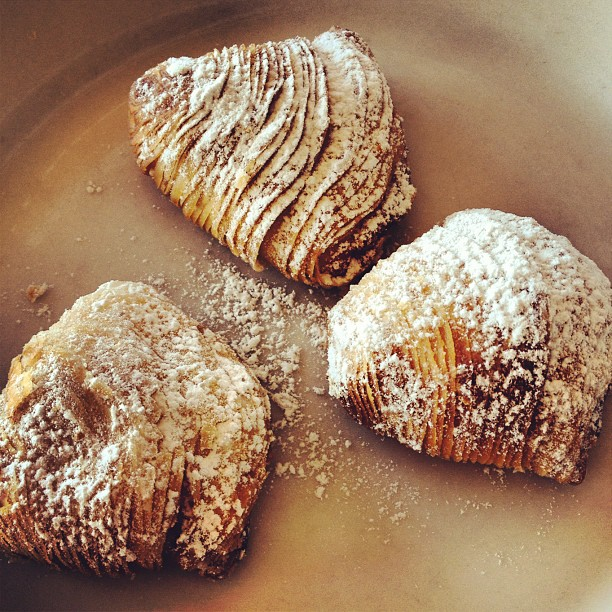
Sfogliatelle مع حشوة الكاسترد
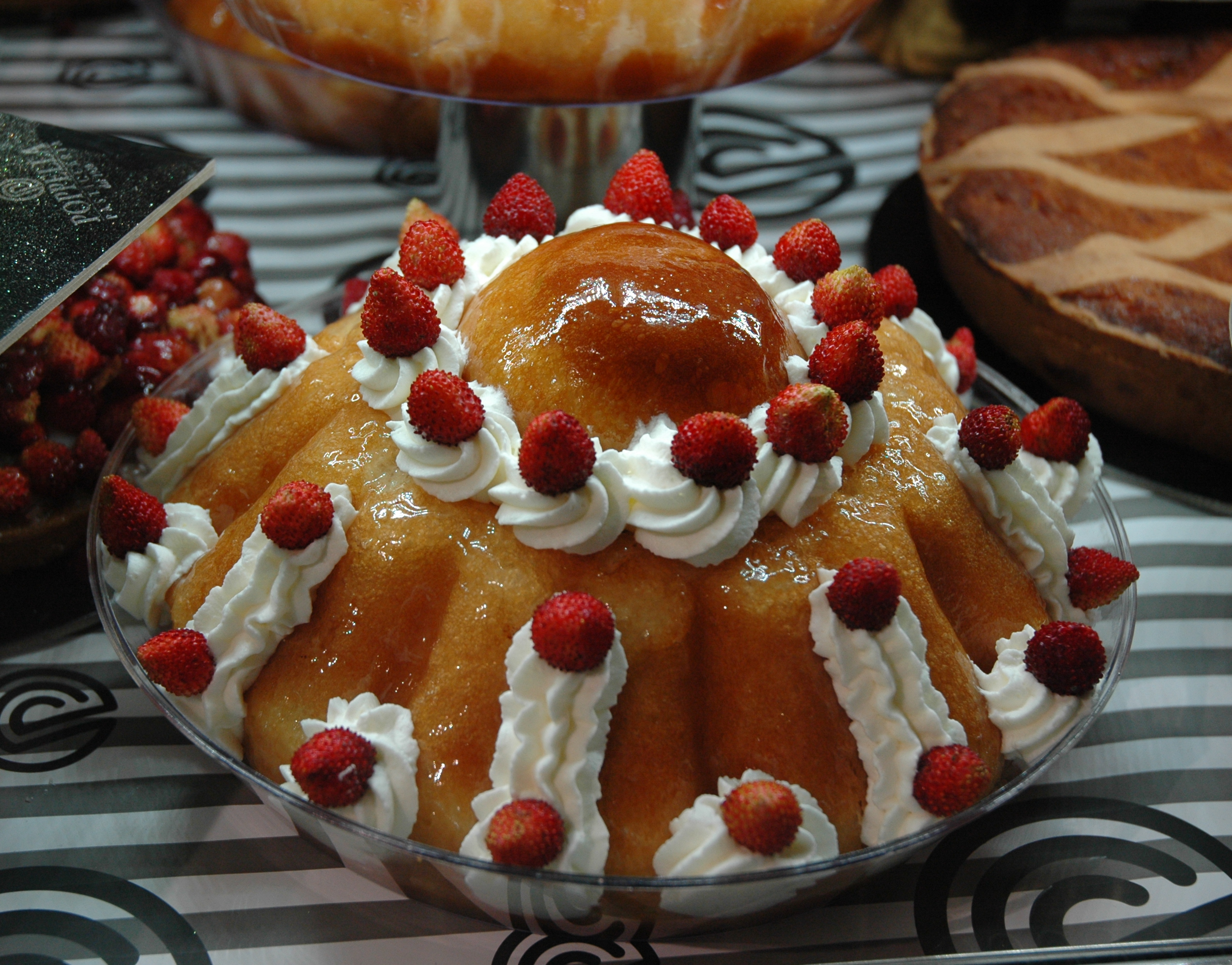
نسخة نابولي من روم بابا